# COVID-19-Pandemie in Österreich

7-Tages-Inzidenz: Bestätigte Neufälle pro 100.000 Einwohner in sieben Tagen nach Bezirken
Stand: siehe Bild

Corona-Ampel: Gefahrenbewertung durch die Corona-Kommission
Stand: siehe Bild

Die COVID-19-Pandemie in Österreich war ein Teilgeschehen der COVID-19-Pandemie, die Ende 2019 in der chinesischen Metropole Wuhan ihren Ursprung hatte.
Am 25. Februar 2020 wurden die ersten Virusinfektionen in Österreich registriert: bei zwei 24-jährigen in Innsbruck lebenden Italienern. Am 11. März 2020 erklärte die Weltgesundheitsorganisation (WHO) die Epidemie zur Pandemie. Ab dem 16. März 2020 wurde ein bundesweiter Lockdown verfügt, der ab Ostern wieder schrittweise gelockert und am 1. Mai 2020 gänzlich aufgehoben wurde.
Von November 2020 bis Jänner 2021 gab es eine zweite COVID-Welle, ebenfalls vom Wildtyp des SARS-CoV-2-Virus verursacht. Zu ihrer Bekämpfung galten ab dem 14. September 2020 österreichweit eine Maskenpflicht in fast allen öffentlich zugänglichen Innenräumen und ab 21. September Beschränkungen bei Events und im Gastro-Bereich, die später zu einem „Lockdown light“ verschärft wurden. Von 17. November bis 6. Dezember 2020 gab es einen zweiten Lockdown mit einer Ausgangssperre und dem weitgehenden Verbot von Veranstaltungen und Gastronomie, dem freiwillige Massentests für die gesamte Bevölkerung und vom 26. Dezember 2020 bis zum 7. Februar 2021 ein dritter Lockdown mit Ausgangsbeschränkungen folgten. Anfang 2021 begann eine Impfkampagne gegen COVID.
Im März und April 2021 stiegen die Fallzahlen wieder. Dazu trug auch bei, dass eine ansteckendere Mutation Alpha den Wildtyp verdrängte.
Ab 25. Juni 2021 plakatierte die ÖVP in ihrer Sommerkampagne den damaligen Bundeskanzler Sebastian Kurz und den Slogan Die Pandemie gemeistert, die Krise bekämpft.
Ab dann stieg die Zahl der Neuinfektionen wieder; die noch ansteckendere Delta-Variante verdrängte die Alpha-Variante. Mitte Oktober gab es täglich etwa 2000 Neuinfektionen; fünf Wochen später waren es über 15.000 täglich (siehe Bestätigte Fälle österreichweit).
Mitte November 2021 kündigte die Regierung eine Impfpflicht gegen COVID ab dem 1. Februar 2022 an. Vom 22. November bis 11. Dezember 2021 galt ein allgemeiner Lockdown (siehe unten). Am 12. Dezember 2021 wurde der Lockdown für Geimpfte und Genesene wieder aufgehoben, jener für Ungeimpfte endete erst am 31. Jänner 2022. Am 5. Februar 2022 trat die Impfpflicht gegen COVID-19 in Kraft. Strafen von bis zu 3.600 € waren ab dem 16. März 2022 möglich, wenn die Impfung nicht wahrgenommen wurde. Am 9. März 2022 wurde der Vollzug der Impfpflicht bis zum 31. Mai 2022 ausgesetzt. Am 25. Mai wurde die Nichtanwendung bis Ende August verlängert (BGBl. II Nr. 198/2022), schließlich wurden Gesetz und Verordnungen zur Impfpflicht mit Wirkung vom 29. Juli 2022 zur Gänze wieder aufgehoben (BGBl. I Nr. 131/2022).
Die Website des Gesundheitsministeriums informiert über die Krankheit und die Pandemie.
Eine Zusammenstellung beim ORF zeigt Verläufe der Fallzahlen nach Bundesländern. Kartendarstellungen (bezogen auf die Bevölkerungsverteilung Österreichs) findet man im Virusatlas des Instituts für Geographie der Universität Wien.

## Chronologie

Der Neuinfektionsverlauf der ersten vier Coronawellen in Österreich und zugehörige Todeszahlen, die während der jeweiligen Welle mit Corona gestorben sind

### Jänner 2020
Vom 24. bis zum 26. Jänner verweilte eine Person aus Deutschland im Kühtai, die sich am 20. Jänner bei München infiziert hatte.

### Februar 2020
Am 25. Februar wurden erstmals zwei Krankheitsfälle gemeldet: ein Ehepaar (beide 24-jährig und aus der Lombardei stammend). Die Frau arbeitete in einem Hotel in Innsbruck. Die beiden waren wenige Tage zuvor in Bergamo gewesen, das bald als COVID-Hotspot bekannt wurde. Das Hotel wurde gesperrt, alle Kontaktpersonen wurden getestet. Am 5. März wurden beide als von der Infektion geheilt aus dem Spital entlassen.
Zwei Tage später gab der Wiener Gesundheitsstadtrat Peter Hacker bekannt, dass ein 72-Jähriger positiv auf das Coronavirus getestet wurde. Dies führte zur Schließung von drei Stationen in diesem Spital und zu Unmut des Personals, das sich gefährdet und nicht unterstützt sah. Weiters gab Hacker bekannt, dass sich ein Paar aus Wien infiziert hatte. Am 28. Februar wurde bekannt, dass auch ihr Sohn positiv getestet worden war.
Das Gesundheitsministerium brachte im Februar bundeseinheitliche Richtlinien heraus, denen zufolge Betroffene im Verdachtsfall nicht den Arzt aufsuchen, sondern die Gesundheitsnummer 1450 anrufen sollten, um andere Personen nicht anzustecken. Die Mitarbeiter der Hotline, die ein Jahr zuvor eingerichtet worden war, veranlassten die weiteren Schritte, beispielsweise Hausbesuch und Testung.
Bei Bestätigung eines Verdachts wurde in der Regel eine Heimquarantäne angeordnet und versucht, allfällige Kontaktpersonen zu suchen, um gegebenenfalls auch über sie Heimquarantäne zu verhängen und sie beim Vorliegen von Symptomen einem Test zu unterziehen. Bis dahin wurden nur Personen mit schwererem Krankheitsverlauf in Krankenhäuser aufgenommen, da die Krankheit bei den meisten Betroffenen mild verlief und somit keine stationäre Behandlung erforderlich war. Aus der Heimquarantäne wurden die betroffenen Personen erst entlassen, wenn sie augenscheinlich gesund waren und bei zwei Tests im Abstand von 24 Stunden kein Virus mehr nachgewiesen werden konnte.

### März 2020
Im März 2020 trugen Ereignisse im Ferienort Ischgl (Tirol) entscheidend zur europaweiten Ausbreitung der Atemwegserkrankung COVID-19 bei; bereits am 5. März klassifizierten isländische Behörden den Ort als Risikogebiet. Ende März begann bei der Staatsanwaltschaft Innsbruck ein Ermittlungsverfahren, um den Verdacht der „Gefährdung durch ansteckende Krankheiten“ zu prüfen. Im Mai kam ein Team des Instituts für Weltwirtschaft in Kiel unter Leitung von Gabriel Felbermayr in seiner am 24. Mai veröffentlichten Studie zu dem Ergebnis: Statistisch könne man auf die Entfernung zu Ischgl zurückführen, dass 48 Prozent der Infektionsfälle in Deutschland von dem österreichischen Skiort ausgegangen seien. Laut einer Spiegel-Recherche waren mehr als 11.000 Infektionen weltweit auf Ischgl zurückzuführen.
Bis 1. März erfolgten 1.826 Testungen, darunter waren zehn von der WHO bestätigte Infektionsfälle.
Am 2. März wurde von der Stadt Wien im ehemaligen Geriatriezentrum „Am Wienerwald“ vorsorglich ein Betreuungszentrum für allfällig erkrankte Touristen eröffnet.
Am 6. März befanden sich bereits etwa 400 Personen in Heimquarantäne.
Am 11. März 2020 erklärte die WHO den COVID-19-Ausbruch zur Pandemie.
Am 12. März wurde in Wien der erste Todesfall bestätigt. Ein 69-jähriger Mann verstarb im Krankenhaus, nachdem er aus Italien zurückgekehrt war.

#### 10. März 2020: Inkrafttreten der Beschränkungen des Reiseverkehrs
Mit Wirksamkeit ab 10. März wurde Passagierflugzeugen, die aus Norditalien, Südkorea oder dem Iran kamen, vorerst bis zum 24. März die Landung in Österreich verboten. Ab 11. März wurde von neu einreisenden Personen, die aus Risikogebieten außerhalb der EU wie Südkorea, Teilen Chinas oder dem Iran kamen, bei der Einreise ein ärztliches Attest verlangt, das bestätigen sollte, dass sie nicht mit dem Virus infiziert waren. Außerdem wurden an Grenzübergängen zu Italien punktuelle Gesundheitschecks eingeführt. Die Pflicht, bei der Einreise ein ärztliches Attest vorzulegen, wurde ab dem 11. März auf Reisende aus Italien ausgeweitet. Von dieser Maßnahme waren Durchreisende ausgenommen, deren Durchreise ohne Zwischenstopp in Österreich sichergestellt war. Österreichische Staatsbürger sowie Menschen, deren gewöhnlicher Aufenthaltsort in Österreich war, waren ebenfalls ausgenommen, sofern sie sich bis zum Vorliegen eines negativen Laborbefunds in 14-tägige Heimquarantäne begaben.
Zur Unterstützung der Polizei und der Gesundheitsbehörden an den Grenzübergängen wurden auch Soldaten des Bundesheers, in Niederösterreich auch Bedienstete des Straßendienstes und in Vorarlberg auch die Feuerwehren eingesetzt.

#### 10. März 2020: Absage von Veranstaltungen und Räumliche Distanzierung der Menschen
In der Pressekonferenz vom 10. März wurde bekannt gegeben, dass Veranstaltungen in geschlossenen Räumen ab 100 Personen, solche im Freien ab 500 Personen vorübergehend verboten werden. Dies sollte beispielsweise auch Kinos oder Theater betreffen.
Die ursprünglich für den 15. März vorgesehenen Gemeindevertretungs- und Bürgermeisterwahlen in Vorarlberg 2020 sowie die für den 22. März vorgesehenen Gemeinderatswahlen in der Steiermark 2020 wurden verschoben.
Die Regierung bat die Bevölkerung zusätzlich, das soziale Leben für einige Wochen zu reduzieren, um die Ansteckungsgefahr für ältere Menschen zu verringern.
Der öffentliche Personenverkehr wurde nicht eingestellt, um die Anreise zum Arbeitsplatz weiterhin zu ermöglichen.

#### 11. März 2020: Bekanntgabe der Schul- und Universitätsschließungen
Einen Tag nach der Verkündung der Beschränkungen bei Veranstaltungen wurde am 11. März 2020 in einer Pressekonferenz bekannt gegeben, dass ab 16. März die Präsenzlehre an allen österreichischen Universitäten, Fachhochschulen und Pädagogischen Hochschulen abgesagt und möglichst durch distance learning ersetzt werden sollte. Tatsächlich zogen die Hochschulen diese Maßnahmen um einige Tage vor, teilweise bereits auf den 12. März.
In der Pressekonferenz vom 11. März wurde außerdem bekannt gegeben, dass auch die Schulen geschlossen werden. Die Oberstufenklassen (ab der 9. Schulstufe) sollten ab 16. März und ab 18. März auch die übrigen Schulen (Volksschulen, Neue Mittelschulen und AHS-Unterstufe) geschlossen werden. Für die Schüler wurde eine gruppenweise Betreuung an den Schulen und Kindergärten angeboten. In den Volksschulen, Neuen Mittelschulen und AHS-Unterstufen endete der Unterricht an den Schulen mit 18. März, jedoch gab es in den Schulen Betreuungsmöglichkeiten für Kinder, deren Eltern außer Haus arbeiten mussten. Die daheimgebliebenen Kinder bekamen ihre Aufgaben von den Lehrkräften per E-Mail oder über eine Lernplattform. Auch für Kindergartenkinder, deren Eltern in ihrem Beruf unabkömmlich waren, standen die Kindergärten offen. Die Maßnahmen waren zunächst bis Ostern beschränkt.

#### 12. März 2020: Beendigung der Skisaison in manchen Bundesländern
Am 12. März teilten die Behörden der drei Bundesländer Salzburg, Vorarlberg und Tirol mit, die Skisaison 2020 vorzeitig zu beenden. Alle Skigebiete wurden mit Wirkung vom Montag, dem 16. März, geschlossen. Ab dem 14. März war bereits das Skigebiet Ischgl geschlossen.

#### 13. März 2020: Ankündigung von Einschränkungen für Geschäfte und Restaurants

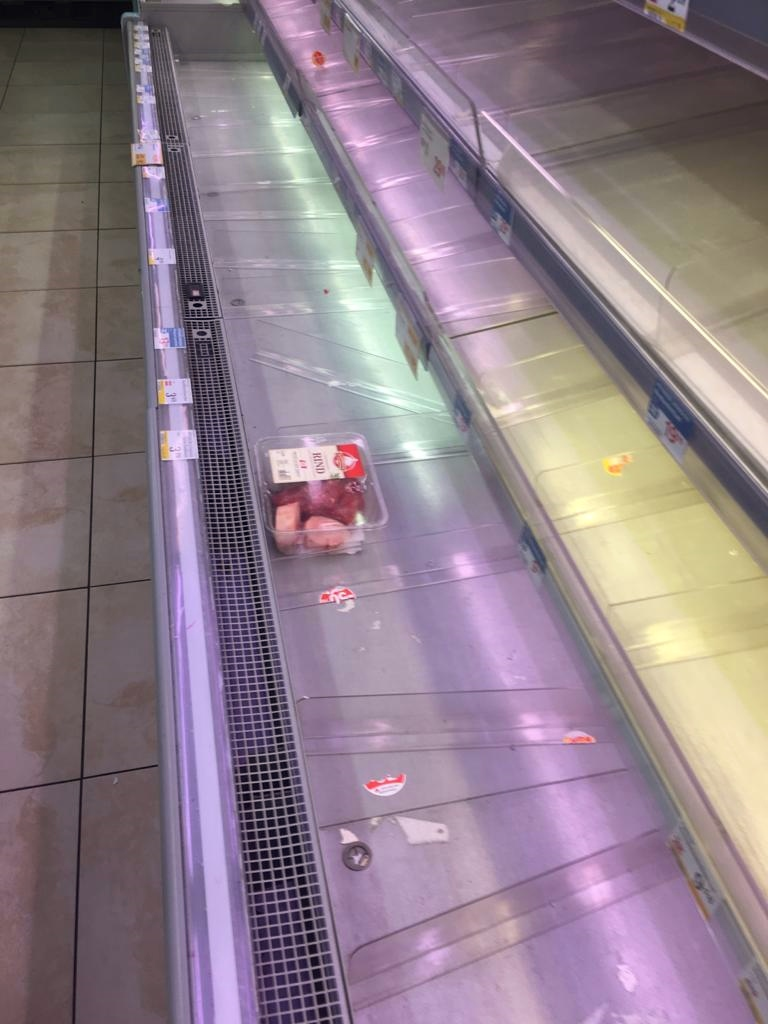
Am 13. März 2020 kam es zu Hamsterkäufen in Wiener Supermärkten. Neben Toilettenpapier, Reis und Nudeln waren auch rasch einige Fleischregale leer.

Am 13. März wurde das Bundesland Tirol vom deutschen Robert Koch-Institut (RKI) als Risikogebiet eingestuft.
Am 13. März kündigte die Bundesregierung an, ab 16. März sämtliche nicht für die Grundversorgung nötigen Geschäfte zu schließen. Ausgenommen waren Lebensmittelgeschäfte, Apotheken und Drogerien, aber etwa auch Trafiken und Tierfuttergeschäfte. Weiters wurde verkündet, dass Bars, Restaurants und Kaffeehäuser ab 16. März nur noch bis 15:00 Uhr geöffnet haben dürfen.
Grundlage für die am 13. März angekündigten Beschränkungen war das am Sonntag, 15. März 2020 beschlossene COVID-19 Gesetz. Mit dem Gesetz wurde ein Bundesgesetz über die Errichtung des COVID-19-Krisenbewältigungsfonds (COVID-19-FondsG) und ein Bundesgesetz betreffend vorläufige Maßnahmen zur Verhinderung der Verbreitung von COVID-19 (COVID-19-Maßnahmengesetz) erlassen sowie das Gesetzliche Budgetprovisorium 2020, das Bundesfinanzrahmengesetz 2019 bis 2022, das Bundesgesetz über die Einrichtung einer Abbaubeteiligungsaktiengesellschaft des Bundes, das Arbeitsmarktpolitik-Finanzierungsgesetz, das Arbeitsmarktservicegesetz und das Arbeitsvertragsrechts-Anpassungsgesetz geändert. Beschlussfassung in National- und Bundesrat, Beurkundung durch den Bundespräsidenten und Kundmachung im Bundesgesetzblatt erfolgten an einem einzigen Tag.
Die Beschränkungen im öffentlichen Raum wurden von der Polizei kontrolliert, es drohten nach dem COVID-19-Gesetz Verwaltungsstrafen bis 3.600 Euro, in bestimmten Fällen auch Verwaltungsstrafen bis 30.000 Euro.
Das COVID-19-Gesetz sah unter anderem einen mit 4 Milliarden Euro dotierten Krisenbewältigungsfonds vor, siehe Abschnitt Wirtschaftliche Auswirkungen. In der parlamentarischen Behandlung konnte die Opposition durchsetzen, dass das im Gesetzespaket enthaltene COVID-19-Maßnahmengesetz, das die weitreichenden Beschränkungen der Bewegungsfreiheit ermöglichte, bis zum Ende des Jahres 2020 befristet wurde.
Auch die drei dazu ergangenen Durchführungsverordnungen wurden am 15. März erlassen. Eine Verordnung regelte die Betriebsschließungen in den Bereichen Handel, Dienstleistung, Freizeit und Sport ab 16. März, wobei die §§ 2 und 3 der Verordnung bestimmte Betriebe zur Versorgung mit Gütern des täglichen Bedarfs ausnahm. Abweichend von der Ankündigung vom 13. März durften nun auch Restaurants oder Bars ab 17. März gar nicht mehr, also auch nicht mit Sperrstunde 15:00 Uhr, öffnen.
Hinsichtlich der Gastronomie trat die erwähnte Verordnung erst am 17. März in Kraft (eine andere Verordnung galt nur am 16. März und ordnete an, dass die Gastronomie eine Sperrstunde von 15:00 Uhr einzuhalten hatte).

#### 13. März 2020: Ankündigung eines Verbots des Betretens öffentlicher Orte
Mit einer weiteren Verordnung wurde eine allgemeine Ausgangsbeschränkung (Verbot des „Betretens öffentlicher Orte“) erlassen. Auch diese Verordnung trat am 16. März in Kraft. Gemäß § 1 „ist das Betreten öffentlicher Orte verboten.“ In § 2 werden Ausnahmen aufgezählt („Ausgenommen vom Verbot … sind Betretungen …“): Bei unmittelbarer Gefahr (Ziffer 1), zur Betreuung unterstützungsbedürftiger Personen (Z. 2), zur Deckung von Grundbedürfnissen (Z. 3), wegen beruflicher Zwecke (Z. 4). Die darauf folgende Ziffer 5 nennt keinen bestimmten Grund: „wenn öffentliche Orte im Freien alleine, mit Personen, die im gemeinsamen Haushalt leben, oder mit Haustieren betreten werden sollen, gegenüber anderen Personen ist dabei ein Abstand von mindestens einem Meter einzuhalten.“ Diese Bestimmung wurde seitens der Regierung mündlich auf das Spazierengehen bezogen.
Aufgrund dieser Verordnung wurden zahlreiche Strafen verhängt, die manchmal in Form einer Beschwerde angefochten wurden. Mehrere Juristen argumentierten, dass die Z. 5 das Betreten öffentlicher Orte aus beliebigen Gründen erlaube.

#### Weiterer Verlauf

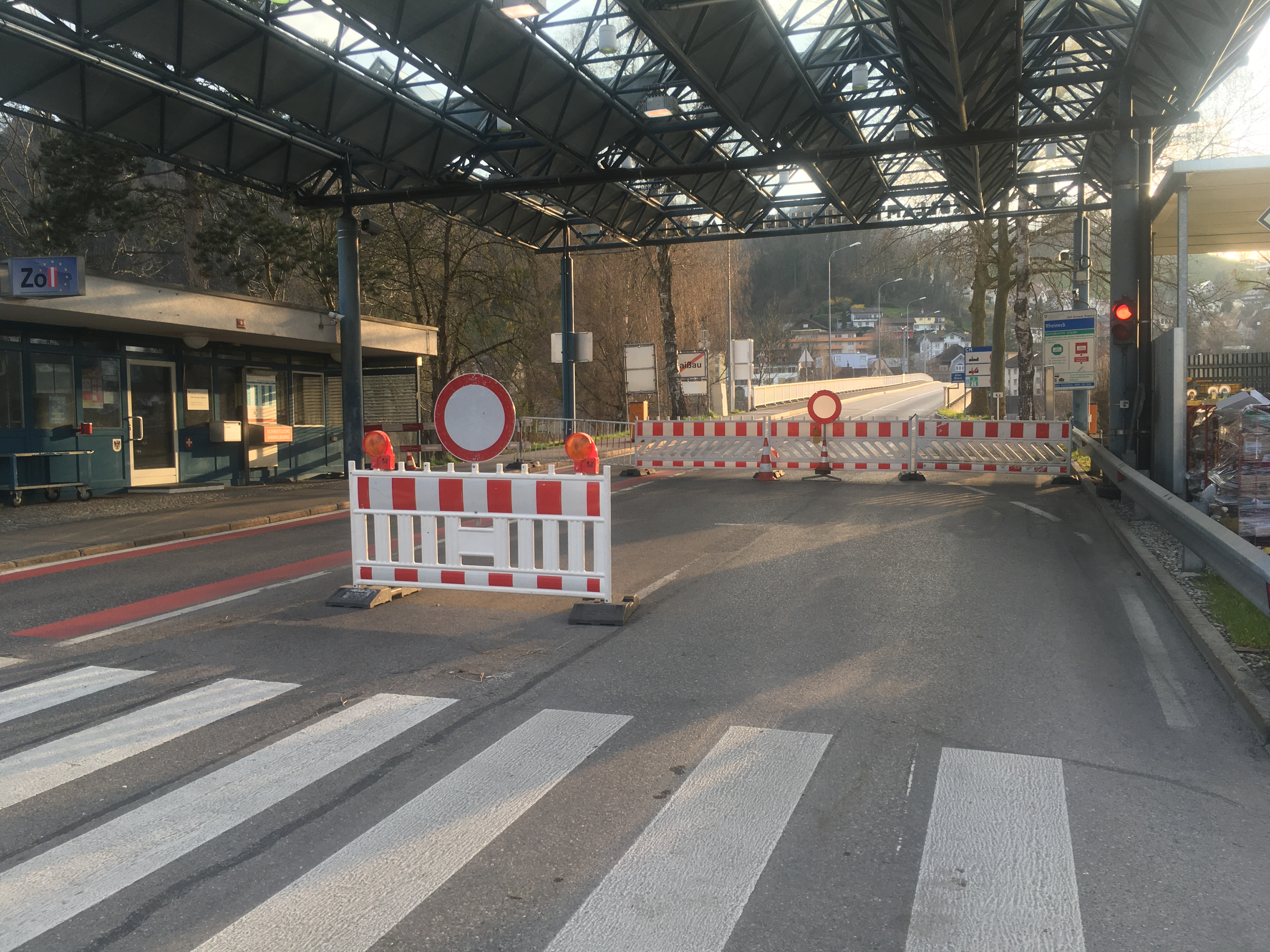
Gesperrter Grenzübergang zwischen Gaißau (AT) und Rheineck (CH). Vorne Österreichisches, hinten Schweizer Fahrverbot (17. März 2020)

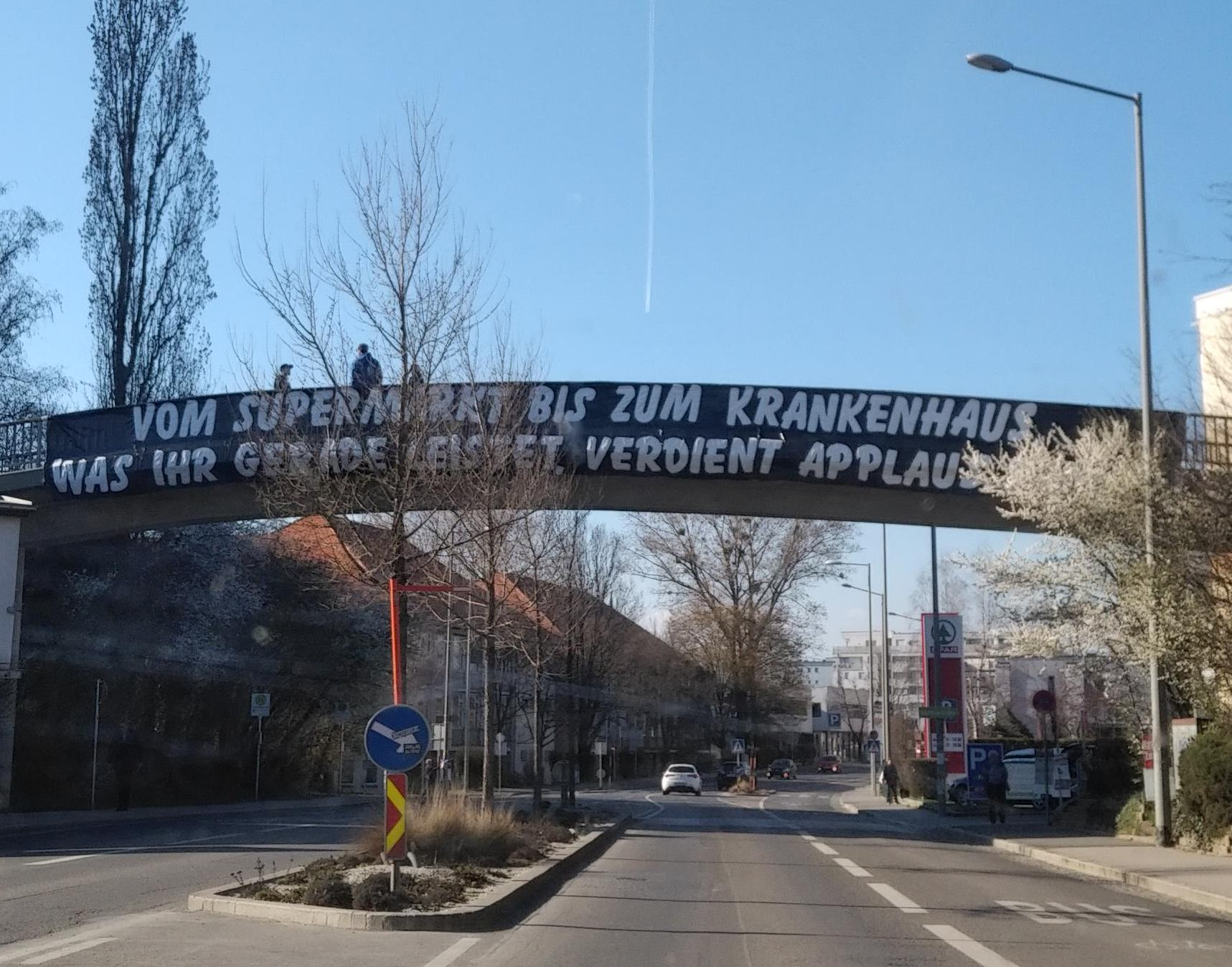
Botschaft des Kollektiv 1909 auf einer Grazer Fußgängerbrücke an all jene, die in wichtiger Infrastruktur arbeiten (19. März 2020)

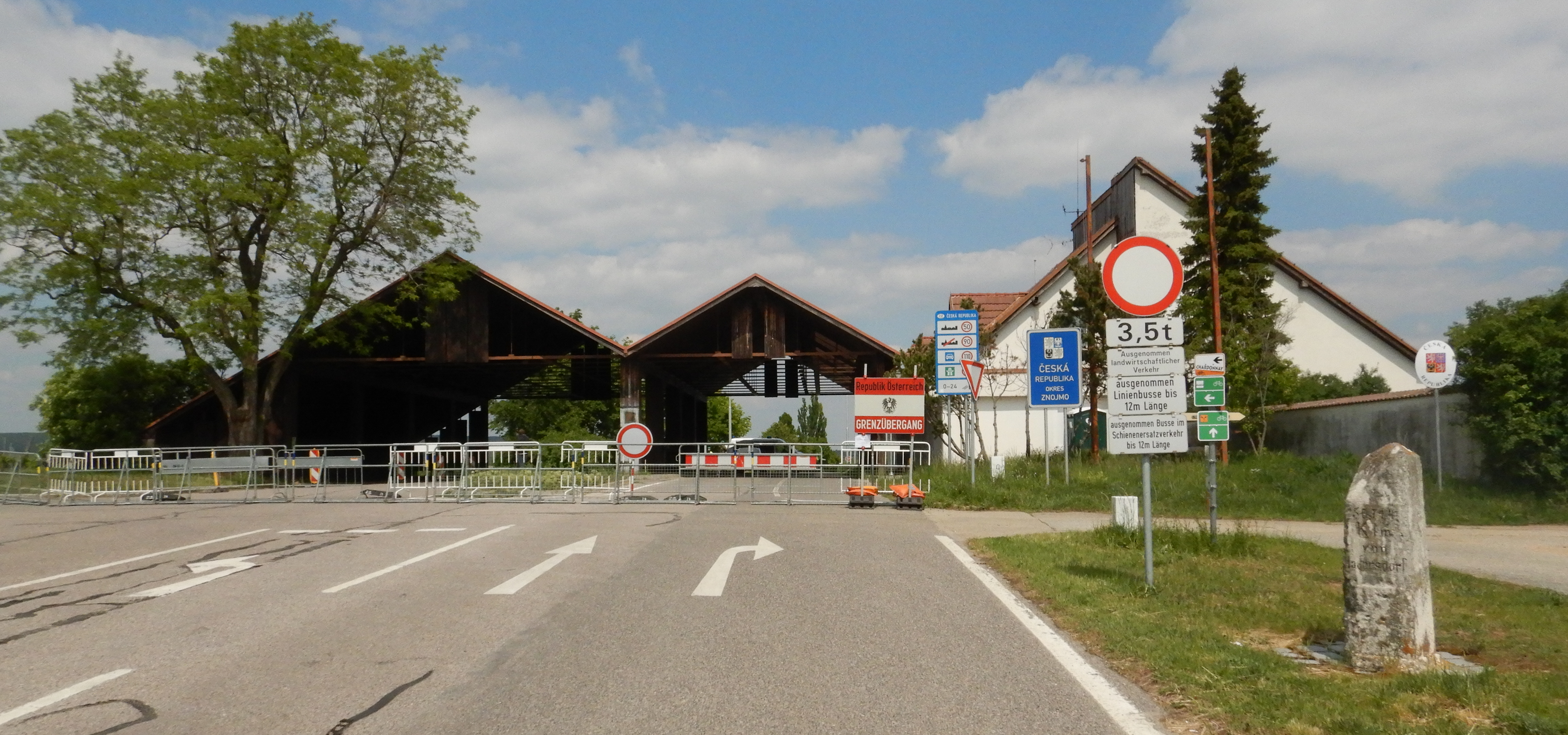
Gesperrter Grenzübergang in Richtung Tschechien bei Mitterretzbach (Mai 2020)

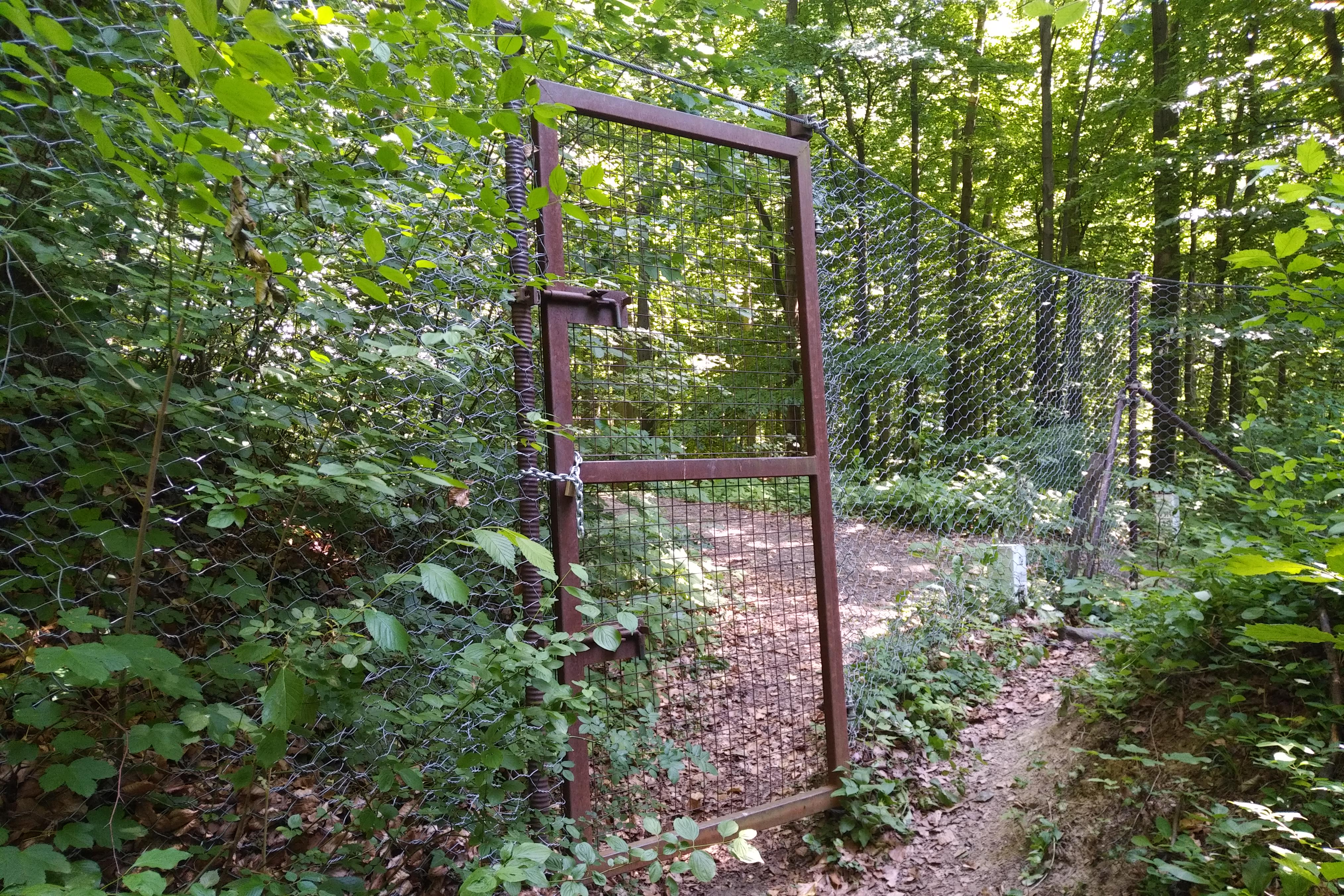
Der Grenzzaun am Platschberg, ursprünglich während der Flüchtlingskrise 2015 erstellt, wurde während der Pandemie wieder versperrt (Bild vom 12. Juni 2020)

Am 15. März gaben die beiden Ministerinnen Klaudia Tanner und Elisabeth Köstinger bekannt, dass sowohl die Grundwehrdiener beim Bundesheer als auch die Zivildiener ihren Dienst, der Ende März enden würde, nicht beenden könnten, sondern verlängert versehen müssten. Auch Zivildiener aus den letzten fünf Jahren waren aufgerufen, sich freiwillig zum Dienst zu melden. Damit wurde erstmals in der Geschichte des Zivildienstes von der Möglichkeit Gebrauch gemacht, Personen zum außerordentlichen Zivildienst einzuberufen.
Zusätzlich wurden 1.400 Milizsoldaten des Bundesheeres zum Einsatzpräsenzdienst einberufen.
Nachdem Ungarn am 17. März seine Grenzen gesperrt und nur ungarische Staatsbürger und Lkw-Transporte ins Land gelassen hatte, staute es bald bis Parndorf zurück, da sich auch viele Heimreisende aus anderen Ländern, die durch Ungarn durchreisen wollten, am Autobahn-Grenzübergang in den Kolonnen befanden. In der Folge kam es zu Protesten der Gestrandeten, wodurch auch die Einreise nach Österreich blockiert wurde. Erst nach diplomatischen Verhandlungen der jeweiligen Innenminister wurde in der Nacht zum 18. März ein humanitärer Korridor zumindest für Rumänen und Bulgaren als „einmalige Ausnahme“ kurzzeitig geöffnet. Da sich aber auch andere Staatsbürger an der Grenze befanden, baute sich am 18. März die gleiche aufgeheizte Situation auf.
Mit Wirkung vom 20. März wurde die Ausgangsbeschränkung erweitert: Kuranstalten, (von Ausnahmen abgesehen) auch Rehabilitationsanstalten und Sportplätze, wurden gesperrt. Diese Verordnung sah auch eine Verpflichtung zu Homeoffice vor, wenn die berufliche Tätigkeit auch außerhalb der Arbeitsstätte durchgeführt werden konnte. Diese Bestimmung wurde jedoch am Tag darauf wieder auf eine Sollbestimmung abgeschwächt. Außerdem wurden am 20. März alle Maßnahmen bis zum 13. April verlängert.
Ab dem 25. März wurde die Coronavirus-Tracking-App „Stopp Corona“ vom Österreichischen Roten Kreuz veröffentlicht. Diese registrierte, wenn man sich mit jemandem traf, der auch diese App besaß. Sollte eine Person positiv auf SARS-CoV-2 getestet werden, wurden alle Personen, die sich mit der infizierten Person zuvor getroffen hatten, informiert.
Am 27. März erklärte das deutsche Robert Koch-Institut ganz Österreich zum Risikogebiet.
Am 30. März äußerte Bundeskanzler Kurz in einer Pressekonferenz die Befürchtung, dass es bereits Mitte April zu einer Überforderung der Intensivmedizin kommen könnte. In Österreich herrsche die „Ruhe vor dem Sturm“. Diesen Aussagen vorangegangen war ein Rückgang der effektiven Reproduktionszahl auf rund 1,5 und dementsprechende Erleichterung bei der Task-Force im Gesundheitsministerium. Grundlage dieser deshalb für die Experten überraschenden Aussage des Bundeskanzlers war eine sogenannte „Tischvorlage“, die von vier Mathematikern der Universität Wien und einem Populationsgenetiker von der Österreichischen Akademie der Wissenschaften mit „Unterstützung der Rektoren Heinz Engl (Uni Wien) und Markus Müller (Med Uni)“ erstellt wurde. Darin wurden verschiedene Berechnungen dargestellt, die bis zu 100.000 zusätzliche Tote für Österreich voraussagten, „sobald R0 längerfristig über 1 liegt“. Thomas Czypionka vom Institut für Höhere Studien bemängelte, dass die in dem Papier angestellten Annahmen mangels genauer Beschreibung nicht überprüfbar seien. Die Abgabe eines solchen Manuskripts ohne eine solche genaue Offenlegung der Methodik ist für ihn unverständlich. Als Entscheidungsgrundlage sei es jedenfalls deshalb nicht geeignet gewesen.

### April 2020
Bis 1. April stieg die Gesamtzahl der Infizierten auf 10.482, wobei bis dahin 1.436 Infizierte wieder genesen und 146 Infizierte verstorben waren. Am 4. April überstieg die Zahl der an diesem Tag hinzugekommenen Genesenen erstmals die Zahl der Neuinfektionen dieses Tages.

#### Mund-Nasen-Schutzmasken-Tragepflicht
Am 30. März gab Bundeskanzler Kurz bekannt, dass beim Einkauf in geöffneten Geschäften Mund-Nasen-Schutzmasken getragen werden müssten. Die Supermärkte sollten sie an den Eingängen verteilen. Diese Masken schützen primär nicht den Träger der Maske, sondern sein Umfeld. Später gingen manche Supermärkte dazu über, die Masken zu verkaufen.
Am 6. April gab die Bundesregierung bekannt, dass die Pflicht zum Tragen von Mund-Nasen-Schutzmasken ab 14. April auch auf öffentliche Verkehrsmittel und die dann wieder geöffneten Handels- und Handwerksbetriebe ausgedehnt werde.

#### Schrittweise Öffnungen ab Ostern
Am 6. April wurde von der Bundesregierung in einer Pressekonferenz bekannt gegeben, dass nach dem Osterwochenende Betriebe schrittweise wieder geöffnet werden sollten. Kleinere Geschäfte (bis 400 Quadratmeter) sowie Bau- und Gartenmärkte (unabhängig von der Geschäftsfläche) und Handwerksbetriebe durften ab 14. April, die größeren Geschäfte, Einkaufszentren und Friseure ab 1. Mai öffnen. Hotels und Gastronomie sollten frühestens Mitte Mai folgen, wobei die Entscheidung darüber vom weiteren Verlauf der Pandemie abhing. Die Ausgangsbeschränkungen wurden bis Ende April verlängert, Veranstaltungen blieben noch für eine längere Zeit verboten.
Anschließend an das Osterwochenende wurden die Bundesgärten am 14. April 2020 für die Öffentlichkeit wieder zugänglich gemacht, nachdem sie am 16. März 2020 geschlossen worden waren. Die Schließung war stark umstritten und es wurde z. B. von der Financial Times über den Diskurs berichtet. Nach Wiedereröffnung der Bundesgärten wurden Beamte der Wiener Parkraumüberwachungsgruppe (PÜG) („Parksheriffs“) zur Überwachung der Abstandsregelungen in den Bundesgärten eingesetzt.
Auch die Schulen sollten zumindest bis Mitte Mai geschlossen bleiben, wobei die Betreuungsmöglichkeiten an den Schulen erhalten blieben. Im Hochschulbereich sollte es für das gesamte Sommersemester bei Systemen der Distanzlehre bleiben, jedoch konnten unter Auflagen Prüfungen durchgeführt werden.

### Mai 2020
Mit 30. April 2020 liefen die zuvor bestehenden Ausgangsbeschränkungen aus, daraufhin trat am 1. Mai eine neue Verordnung des Gesundheitsministers in Kraft. Diese COVID-19-Lockerungsverordnung schrieb eine generelle Pflicht zum Tragen des Mund-Nasen-Schutzes beim Betreten öffentlicher Orte in geschlossenen Räumen, auf Märkten im Freien, in Taxis und Fahrgemeinschaften vor. Die bereits zuvor bestehende Tragepflicht in öffentlichen Verkehrsmitteln wurde beibehalten. Daneben musste zu Personen, die nicht zum gemeinsamen Haushalt gehören, im Freien und in öffentlichen, geschlossenen Räumen ein Abstand von mindestens 1 Meter eingehalten werden. Dieser Mindestabstand galt zwar grundsätzlich auch im öffentlichen Verkehr, wenn dies aufgrund der Anzahl an Fahrgästen aber nicht möglich war sowie zum Ein- und Aussteigen konnte davon abgewichen werden. Die Einschränkungen des Handels wurden dagegen weitgehend aufgehoben, sämtliche Kundenbereiche konnten demnach wieder betreten werden, sofern zusätzlich zum Tragen des Mund-Nasen-Schutzes pro Kunde eine Mindestfläche von 10 m² zur Verfügung stand. Gleichzeitig wurden Veranstaltungen bis zu 10 Personen nunmehr erlaubt, bis zu 30 Menschen waren bei Begräbnissen zugelassen.
Am 15. Mai eröffnete die Gastronomie wieder.
Beherbergungsbetriebe, Fitnessstudios, Freibäder und Thermen folgten am 29. Mai 2020 – jeweils mit bestimmten Schutzvorkehrungen. Am 30. Mai trat eine weitere Verordnung in Kraft, wonach unter anderem keine Mindestfläche mehr pro Kunden im Handel gewährleistet werden musste.

### Juni 2020
Ab dem 15. Juni galt die Maskenpflicht nur noch im öffentlichen Verkehr, in Einrichtungen des Gesundheitsbereichs wie etwa Apotheken oder wenn Dienstleistungen in Anspruch genommen wurden, bei denen der Mindestabstand nicht eingehalten werden konnte (z. B. beim Friseur). Die Maskenpflicht im Handel, in Schulen und für Gäste in Restaurants oder Cafés entfiel. Ebenfalls ab dem 15. Juni durften Gastronomiebetriebe bis 1 Uhr öffnen. Auch die Anzahl der Personen, mit denen man sich einen Tisch teilt, war nicht mehr beschränkt. Die Maskenpflicht entfiel in diesem Bereich ebenfalls, jedoch nur für die Gäste, nicht für das Personal.

### Juli 2020

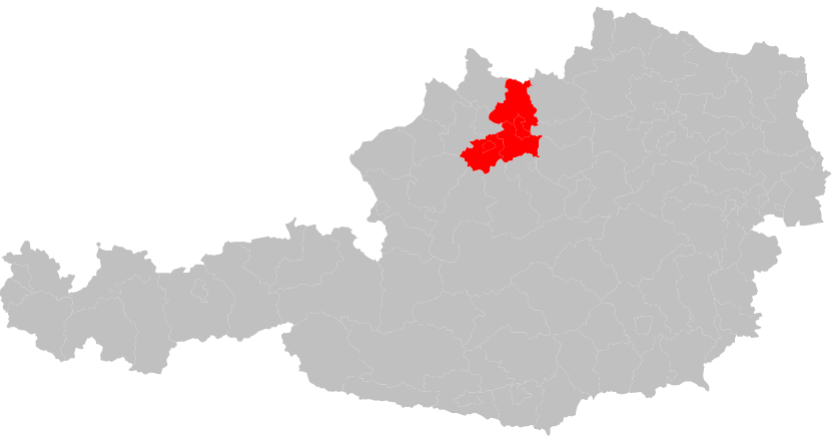
Von den Schließungen der Schulen und Kinderbetreuungseinrichtungen ab 3. Juli 2020 betroffene Bezirke.

In Oberösterreich stieg die Anzahl der Infizierten Ende Juni und Anfang Juli stark an. Waren am 4. Juni nur 17 Oberösterreicher mit SARS-CoV-2 infiziert, so waren es Anfang Juli bereits 191. Aus diesem Grund entschied die Landesregierung, ab 3. Juli alle Schulen, Kindergärten und Horte in den Bezirken Linz-Stadt, Linz-Land, Urfahr-Umgebung, Wels-Stadt und Wels-Land für eine Woche zu schließen. Für die Schulen in Oberösterreich begannen dann in Folge am 11. Juli die Sommerferien.
Dennoch entfiel mit 1. Juli österreichweit auch die Maskenpflicht für Kellner. Auch die Ausübung von Sportarten, bei denen der Mindestabstand nicht einhaltbar ist, wurde wieder erlaubt. Die Sperrstunde für geschlossene Veranstaltungen wie etwa Hochzeitsfeiern entfiel.
Aufgrund einer Verordnung des Landeshauptmannes galt im Land Oberösterreich ab 9. Juli 2020 wieder die allgemeine Pflicht zur Verwendung von Mund-Nasen-Schutzmasken an öffentlichen Orten in geschlossenen Räumen, insbesondere auch in Handel und Gastronomie.
Am 9. Juli 2020 ereignete sich in drei fleischverarbeitenden Großbetrieben in den Bezirken Ried, Wels-Land und Braunau ein Ausbruch des Corona-Virus mit zehn Infizierten.
Ab 10. Juli wurde in Klagenfurt eine Maskenpflicht auf Märkten sowie abends in einzelnen Tourismusgebieten Kärntens eingeführt.
Ende Juli wurde ein Cluster in St. Wolfgang im Salzkammergut bekannt, der bundesweit zu 107 Fällen führte.
Am 21. Juli 2020 gab die Bundesregierung bei einer Pressekonferenz die Wiedereinführung einer österreichweiten Maskenpflicht in Supermärkten, Bank- und Postfilialen zum 24. Juli bekannt. Zum selben Datum wurde die Einreise aus ausgewiesenen Risikogebieten nur mit negativem Testergebnis erlaubt. Mit Verordnung vom 22. Juli wurde schließlich die Einführung der Maskenpflicht ab dem 24. Juli im Lebensmitteleinzelhandel einschließlich Bäckereien und Tankstellenshops, in Bank- und Postfilialen sowie in Kranken-, Pflege- und Kuranstalten verlautbart.

### August 2020
Im August wurden steigende Infektionszahlen festgestellt, die vor allem auf Rückkehrer aus dem Urlaub zurückgeführt wurden. Daher wurden Reisewarnungen und Testverpflichtungen verstärkt. Umgekehrt erklärten einige andere Staaten Österreich zum Risikogebiet: Rückkehrer aus Österreich mussten ab dem 22. August in Großbritannien eine Quarantäne von 14 Tagen einhalten, in Norwegen eine Quarantäne von zehn Tagen.
Die am 9. Juli eingeführten Maßnahmen des Landeshauptmannes von Oberösterreich wurden mit 28. August wieder aufgehoben.

### September 2020

#### Einführung der Corona-Ampel

Corona-Ampel: Gefahrenbewertung durch die Corona-Kommission
Stand: 26. September 2020

Am 4. September wurde die „Corona-Ampel“ in Betrieb genommen. Diese sollte die epidemiologische Situation auf regionaler Ebene anhand bestimmter Kriterien anzeigen. Die Auswertung erfolgte auf Bezirksebene. Ihr Farbspektrum reichte von grün (geringes Risiko) über gelb und orange bis zu rot (sehr hohes Risiko). Mit der Inbetriebnahme wurden die Städte Wien, Graz, Linz und der Bezirk Kufstein auf „gelb“ gesetzt.
Die Angaben der Corona-Ampel basierten nicht nur auf den Zahlen der Neuinfizierten, sondern auch auf anderen Indikatoren, wie Cluster, Ressourcen der Gesundheitseinrichtungen und Tests. Eine Kommission („Corona-Kommission“) bestimmte die Zuordnung der Bezirke zu den Ampelfarben und gab Empfehlungen hinsichtlich der zu treffenden Maßnahmen, letztendlich lag die Entscheidung über Maßnahmen aber in der Hand der Politik.
Auf Grundlage der Einstufung der einzelnen Bezirke nach der Corona-Ampel waren in den einzelnen Bezirken unterschiedlich strenge Hygienemaßnahmen vorgesehen. Die Rechtsfolgen der Ampelstellung für das Schulwesen in den einzelnen Bezirken wurde durch die Verordnung BGBl. II Nr. 384/2020 geregelt.

#### Verschärfung der Maßnahmen im Hinblick auf steigende Infektionszahlen
Mit 14. September wurden angesichts der steigenden Infektionszahlen die Maßnahmen, insbesondere hinsichtlich der Verwendung von Masken, wieder verschärft. So war in Handel und Gastronomie in geschlossenen Räumen wieder eine Maske zu tragen. Die Konsumation von Speisen und Getränken war nur im Sitzen an den Tischen zulässig. Die Verschärfungen galten unabhängig von der Corona-Ampel bundesweit.
Am 15. September wurden die Ampelfarben erneut angepasst. Große Teile Oberösterreichs, Tirols, Vorarlbergs und Teile Niederösterreichs wurden nun auf Gelb gestellt. Wien, Innsbruck, Kufstein, Mödling, Neunkirchen, Bludenz und Dornbirn wurden auf Orange gestellt. Die ursprünglich für die Ampelfarbe Orange vorgesehenen Maßnahmen wurden jedoch nicht umgesetzt – die Änderung der Ampelschaltung wurde von der Bundesregierung eher als „Symbol“ gesehen. Die Schulen und Universitäten blieben gelb.
Deutschland erklärte am 16. September Wien und am 25. September auch Tirol und Vorarlberg zum Risikogebiet. In der Schweiz wurden dagegen Wien, Niederösterreich und Oberösterreich deklariert.
Mit der Verordnung BGBl. II Nr. 407/2020 wurde mit Wirksamkeit von 21. September die COVID-19-Lockerungsverordnung geändert. Dabei wurden der Titel der Verordnung auf COVID-19-Maßnahmenverordnung (COVID-19-MV) geändert und die in der Verordnung vorgesehenen Maßnahmen weiter verschärft. So wurde die Maskenpflicht ausgeweitet, insbesondere auch auf Märkte im Freien. Die Größe von Besuchergruppen in der Gastronomie wurde wieder beschränkt. Die Besuchergruppen durften, wenn sie nicht zu einem einzigen Haushalt gehörten, nur mehr zehn Personen umfassen. Dieselbe Höchstzahl galt auch bei privaten Veranstaltungen ohne zugewiesene und gekennzeichnete Sitzplätze, wie beispielsweise Yoga-Kurse, Spieleabende oder Hochzeiten. Begräbnisse waren jedoch ausgenommen.
Ab 25. September wurde die Sperrstunde in den Bundesländern Salzburg, Tirol und Vorarlberg auf 22 Uhr vorverlegt.

#### Änderung des COVID-19-Maßnahmengesetzes
Angesichts der Erkenntnisse des Verfassungsgerichtshofes, mit denen die Verordnung über den ersten Lockdown für gesetzwidrig erklärt wurden, wurde im September 2020 das COVID-19-Maßnahmengesetz novelliert. Die Änderungen umfassten neben einigen Anpassungen des Epidemiegesetzes und Klarstellungen hinsichtlich der Behördenzuständigkeiten ausdrücklich auch die Möglichkeit eines Lockdowns. Neben dem im COVID-19-Maßnahmengesetz ursprünglich vorgesehenen Möglichkeiten, dass das „Betreten bestimmter Orte“ untersagt werden kann, war nun auch vorgesehen, dass das „Betreten öffentlicher Orte in ihrer Gesamtheit“ (§ 3) oder das „Verlassen des privaten Wohnbereichs“ (§ 4) untersagt werden kann. Das Gesetz sah nun ausdrücklich vor, dass das Verlassen des privaten Wohnbereichs jedenfalls aus folgenden Gründen zulässig bleiben muss:
1. Abwendung einer unmittelbaren Gefahr für Leib, Leben und Eigentum,
2. Betreuung von und Hilfeleistung für unterstützungsbedürftige Personen sowie Ausübung familiärer Rechte und Erfüllung familiärer Pflichten,
3. Deckung der notwendigen Grundbedürfnisse des täglichen Lebens,
4. berufliche Zwecke, sofern dies erforderlich ist, und
5. Aufenthalt im Freien zur körperlichen und psychischen Erholung.

Außerdem wurde im Gesetz klargestellt, dass auch Auflagen in Betracht kommen, wie insbesondere das Tragen von Mund-Nasen-Schutzmasken. Für die besonders gravierenden Eingriffe (Verbot des Betretens öffentlicher Orte in ihrer Gesamtheit oder Verbot des Verlassens des privaten Wohnbereichs) sah das Gesetz vor, dass die Verordnung im Einvernehmen mit dem Hauptausschuss des Nationalrates zu erlassen ist und dass sie jeweils nur für die Dauer von 10 Tagen erlassen werden darf. Die Novelle wurde am 23. September 2020 mit den Stimmen der Regierungskoalition und der SPÖ im Nationalrat gegen die Stimmen von FPÖ und NEOS beschlossen. Nachdem am 25. September 2020 der Bundesrat beschlossen hatte, keinen Einspruch zu erheben, wurde die Novelle noch am 25. September beurkundet und kundgemacht (BGBl. I Nr. 104/2020).

### Oktober 2020
Die Schweiz nahm am 9. Oktober zusätzlich zu Wien, Nieder- und Oberösterreich auch das Burgenland und Salzburg in ihre Quarantäneliste auf.
Am 15. Oktober gab das Sozialministerium bekannt, dass Weihnachtsmärkte mit entsprechenden Präventionskonzepten öffnen könnten.
Am 19. Oktober wurden von der Bundesregierung weitere Verschärfungen angekündigt. Demnach sollten ab dem 23. Oktober private Zusammenkünfte auf maximal sechs Personen in Innenräumen und zwölf Personen im Freien begrenzt werden. Ausgenommen davon seien berufliche Treffen und Begräbnisse. Für private Räumlichkeiten gelte dieselbe Empfehlung, die aber aus rechtlichen Gründen nicht verpflichtend vorgeschrieben werden könne. Am 25. Oktober trat die angekündigte Verordnung schließlich in Kraft. Darin enthalten war zusätzlich auch noch die Wiedereinführung des Mindestabstands von einem Meter in geschlossenen Räumen und im Freien. Ebenso verboten wurde das Trinken alkoholischer Getränke nach der Sperrstunde im Umkreis von 50 m um Gaststätten. Erst nach Ablauf einer Übergangsfrist bis zum 7. November wurde die Verwendung eines „eng anliegenden“ Mund-Nasenschutzes vorgeschrieben. Damit wurden insbesondere die Gesichtsvisiere nicht mehr als ausreichende Schutzvorrichtung angesehen.
Ende Oktober gab die Österreichische Post eine „Sondermarke Corona“ zum Nennwert von 2,75 Euro plus 2,75 Euro karitativem Zuschlag in einer Auflage von 300.000 Stück aus. Der Markenblock ist aus echtem Toilettenpapier eines österreichischen Produzenten hergestellt und 40 auf 50 Millimeter groß, die Markenzähnung ist der Perforierung eines handelsüblichen WC-Papiers nachgeahmt. Die Materialwahl und Gestalt spielen ironisch auf die zu Beginn der Pandemie häufigen Hamsterkäufe von Toilettenpapier an. Das von der Grafikerin Marion Füllerer entworfene Markenmotiv sind Körpergrößen verschiedener Tiere, wobei das größte Tier, ein „Babyelefant“, Bezug nimmt auf ein in Österreich verbreitetes Symbol für den Mindestabstand des Social Distancing von einem Meter.
Deutschland erklärte ab 24. Oktober zusätzlich zu Wien, Tirol und Vorarlberg auch die Bundesländer Salzburg, Nieder- und Oberösterreich, das Burgenland und die Steiermark zum Risikogebiet. Somit galten alle österreichischen Bundesländer außer Kärnten als Risikogebiet.
Ab 31. Oktober galt auch das Bundesland Kärnten für Deutschland als Risikogebiet.

### November 2020

#### Maßnahmenpaket „Lockdown light“ von 3. bis 16. November 2020

Corona-Ampel: von 5. November 2020 bis 4. Februar 2021 bundesweit auf Rot gestellt.

Am 31. Oktober 2020 kündigte der Bundeskanzler an, dass es ab dem 3. November 2020 zu einem erneuten teilweisen Lockdown kommen werde, der als „Lockdown light“ bezeichnet wurde. Damit galten landesweit Ausgangsbeschränkungen zwischen 20:00 und 6:00 Uhr. In der Zeit war das Verlassen des privaten Wohnbereichs nur aus bestimmten Gründen, insbesondere zur „Abwendung einer unmittelbaren Gefahr für Leib, Leben und Eigentum“, zur „Hilfeleistung für unterstützungsbedürftige Personen“, zur „Ausübung familiärer Rechte und Erfüllung familiärer Pflichten“, für „berufliche Zwecke und Ausbildungszwecke“ und – im Freien – „zur körperlichen und psychischen Erholung“ erlaubt. Grundlage für diese Maßnahmen war die COVID-19-Schutzmaßnahmenverordnung (BGBl. II Nr. 463/2020), die am 1. November 2020 nach Zustimmung des Hauptausschusses des Nationalrates kundgemacht wurde. Die Verordnung selbst war bis zum 30. November 2020 befristet, die Ausgangsbeschränkungen waren entsprechend den Vorgaben des COVID-19-Maßnahmengesetzes auf zehn Tage befristet. In beiden Fällen war mit Zustimmung des Hauptausschusses eine Verlängerung möglich. Die COVID-19-Maßnahmenverordnung galt während der Geltung der Schutzmaßnahmenverordnung nicht (§ 19 Abs. 2 der Schutzmaßnahmenverordnung).
Kultur- und Freizeiteinrichtungen mussten schließen, mit Ausnahme von Beerdigungen und einzelnen anderen Ausnahmen fanden keine Veranstaltungen mehr statt. Das Verbot bezog sich auch auf private Veranstaltungen, soweit sie nicht im „privaten Wohnbereich“ stattfanden. Auch das Hotel- und Gastgewerbe schloss, wobei Takeaway und Lieferung erlaubt waren. Spitzensport fand ohne Publikum statt, Sport war nur im Freien ohne Körperkontakt erlaubt. Handel und Dienstleister wie Friseure blieben zunächst unter Auflagen offen. An den Schulen musste ab der Oberstufe auf Distance-Learning umgestellt werden. Auch die Universitäten und Hochschulen stellten wieder auf Distance Learning um.
Die COVID-19-Schutzmaßnahmenverordnung sah seitdem vor, dass an öffentlichen Orten in Gebäuden eine den „Mund- und Nasenbereich abdeckende und eng anliegende mechanische Schutzvorrichtung“ zu tragen sei. Durch den nunmehr eingefügten Zusatz „eng anliegend“, waren Gesichtsschilde aus Acrylglas grundsätzlich nicht mehr zulässig.

#### Zweiter „harter Lockdown“ von 17. November bis 6. Dezember 2020
Am 14. November 2020 verkündete die Bundesregierung einen weiteren Lockdown von 17. November 2020 bis voraussichtlich 6. Dezember 2020. Grundlage für den harten Lockdown war die COVID-19-Notmaßnahmenverordnung, die die bis dahin geltende COVID-19-Schutzmaßnahmenverordnung ersetzte. Die COVID-19-Notmaßnahmenverordnung wurde am 15. November 2020 vom Hauptausschuss des Nationalrates mit den Stimmen der Regierungsparteien gegen die Stimmen der Opposition genehmigt und sodann vom Gesundheitsminister erlassen und kundgemacht (BGBl. II Nr. 479/2020). Die Ausgangsregelungen galten entsprechend den Vorgaben des COVID-19-Maßnahmengesetzes vorerst für zehn Tage, wobei eine Verlängerung angedacht war.
Die COVID-19-Notmaßnahmenverordnung sah eine weitgehende Schließung von Geschäften vor, wobei insbesondere Lebensmittelgeschäfte, Drogerien, Tierfuttergeschäfte, Apotheken, Post und Banken weiterhin geöffnet blieben. Freizeiteinrichtungen (wie beispielsweise Theater, Konzertsäle, Kinos, Museen, Bäder, Tanzschulen oder Casinos) sowie Betriebe, die körpernahe Dienstleistungen anbieten (wie Friseure oder Nagelstudios) mussten geschlossen bleiben – ausgenommen waren Gesundheits- und Pflegedienstleistungen. Auch Kundenbereiche von nicht körpernahen Dienstleistungsbetrieben (wie Kfz-Werkstätten, Versicherungen, Putzereien oder Änderungsschneidereien) durften aufgesucht werden.
Außerdem sah diese Verordnung verschärfte Ausgangsregelungen vor, die nunmehr den gesamten Tag galten. Das Verlassen des privaten Wohnbereichs und der Aufenthalt außerhalb des privaten Wohnbereichs waren nur zu folgenden Zwecken zulässig:
- Abwendung einer unmittelbaren Gefahr für Leib, Leben und Eigentum,
- Betreuung von und Hilfeleistung für unterstützungsbedürftige Personen sowie Ausübung familiärer Rechte und Erfüllung familiärer Pflichten,
- Deckung der notwendigen Grundbedürfnisse des täglichen Lebens, wie insbesondere
  - der Kontakt mit einem nicht im gemeinsamen Haushalt lebenden Lebenspartner oder der Kontakt mit einzelnen engsten Angehörigen bzw. einzelnen wichtigen Bezugspersonen, mit denen in der Regel mehrmals wöchentlich Kontakt gepflegt wird,
  - die Versorgung mit Grundgütern des täglichen Lebens,
  - die Inanspruchnahme von Gesundheitsdienstleistungen,
  - die Deckung eines Wohnbedürfnisses (z. B. an einem Nebenwohnsitz),
  - die Befriedigung religiöser Grundbedürfnisse, wie Friedhofsbesuche und individuelle Besuche von Orten der Religionsausübung,
  - die Versorgung von Tieren,
- berufliche Zwecke und Ausbildungszwecke, sofern dies erforderlich ist,
- Aufenthalt im Freien zur körperlichen und psychischen Erholung,
- zur Wahrnehmung von unaufschiebbaren behördlichen oder gerichtlichen Wegen,
- zur Teilnahme an gesetzlich vorgesehenen Wahlen und zum Gebrauch von gesetzlich vorgesehenen Instrumenten der direkten Demokratie,
- zum Zweck des Betretens von Geschäften und Betrieben, die weiterhin geöffnet sein dürfen, und
- zur Teilnahme an zugelassenen Veranstaltungen.

Weiterhin geschlossen blieben Gastronomiebetriebe (von wenigen Ausnahmen abgesehen). Eine Abholung von Speisen und Getränken war von 6:00 bis 19:00 Uhr möglich, Lieferservice war rund um die Uhr möglich. Geschlossen halten für touristische Zwecke mussten weiterhin auch Beherbergungsbetriebe.
Veranstaltungen blieben weiterhin untersagt. Ausnahmen waren etwa Begräbnisse mit höchstens 50 Personen, unaufschiebbare berufliche Zusammenkünfte, Aufsichtsratssitzungen, Vollversammlungen, Betriebsratssitzungen, Zusammenkünfte zu unbedingt erforderlichen beruflichen Aus- und Fortbildungszwecken und Absolvierung von beruflichen Abschlussprüfungen, die eine Anwesenheit erfordern und digital nicht möglich sind.
Der Kindergarten-, Schul- und Hochschulbereich war von der COVID-19-Notmaßnahmenverordnung nicht umfasst. Neben den Oberstufenschulen und den Hochschulen, die bereits seit Anfang November Fernunterricht praktizierten, wurden auch die übrigen Schulen auf Fernunterricht umgestellt. An den Schulen und Kindergärten wurde jedoch weiterhin eine Betreuung der Kinder angeboten.

### Dezember 2020

#### Lockerung des zweiten harten Lockdowns

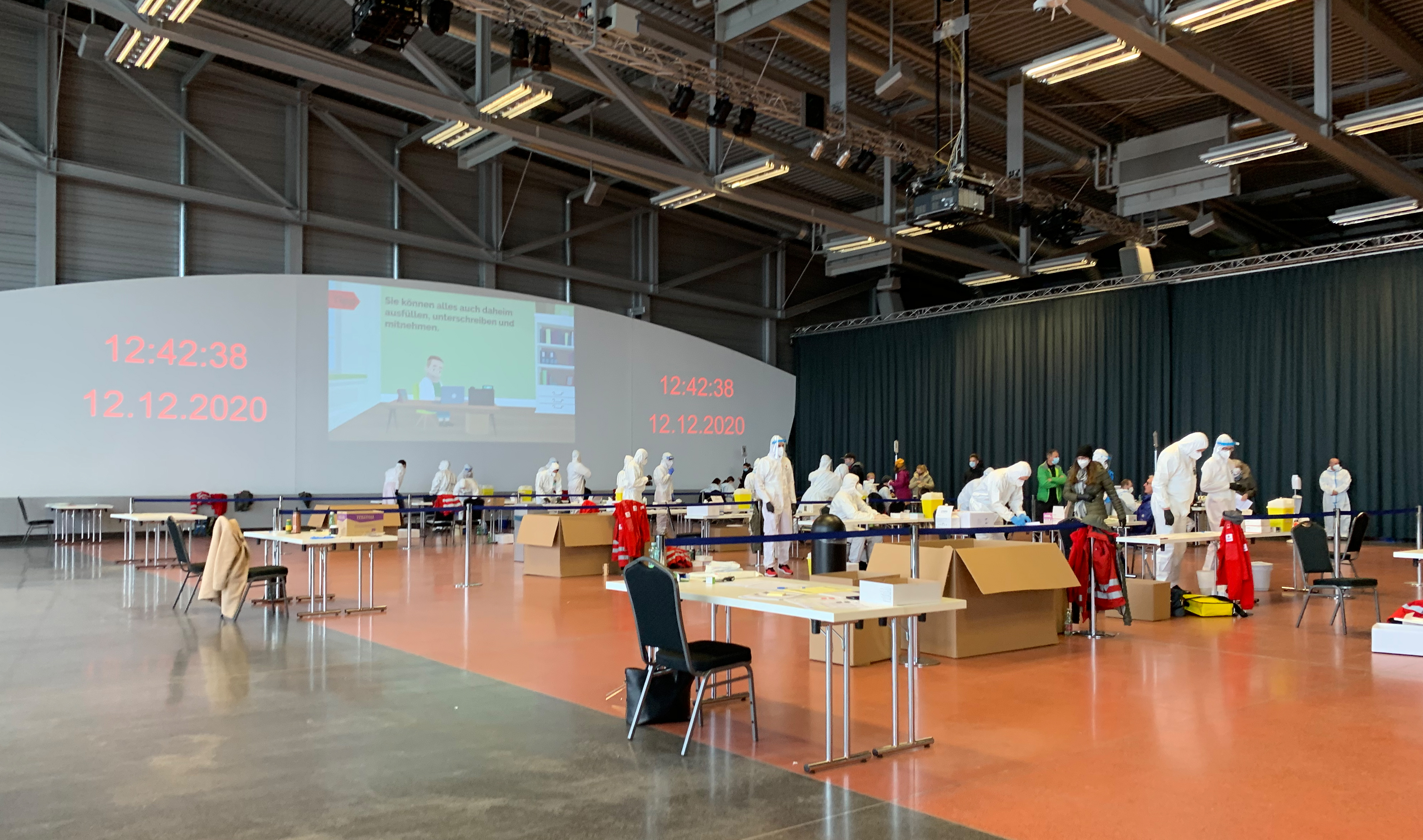
Zum Testzentrum umfunktionierter Flughafen Salzburg im Zuge der Corona-Massentests, Dezember 2020

Nach Ablauf des „Harten Lockdowns“ galten vom 7. Dezember 2020 bis 23. Dezember wieder im Wesentlichen dieselben Beschränkungen, die während des „Lockdowns light“ galten. Grundlage war die 2. COVID-19-Schutzmaßnahmenverordnung (BGBl. II Nr. 544/2020).
Ab 4. Dezember wurden in allen Bundesländern Antigen-Schnelltests als freiwillige Massentests für die gesamte Bevölkerung angeboten. An der Testreihe nahmen ca. 2 Millionen Menschen teil, es wurden einschließlich PCR-Nachtestungen rund 4.200 Infizierte gefunden.

#### Dritter „harter Lockdown“
Am 18. Dezember kündigte die Regierung für den Zeitraum zwischen 26. Dezember 2020 und 18. Jänner 2021 einen dritten Lockdown an. Mit der 3. COVID-19-Schutzmaßnahmenverordnung (BGBl. II Nr. 566/2020) und der 2. COVID-19-Notmaßnahmenverordnung (BGBl. II Nr. 598/2020) wurde dieser Lockdown vorerst für den Zeitraum bis zum 4. Jänner 2021 offiziell angeordnet. Vor dem Ende des Lockdowns, das von der Regierung für den 18. Jänner angekündigt wurde, sollten erneut Massentests durchgeführt werden, eine Nutzung von Handel und Gastronomie sollte anschließend bis 24. Jänner nur mit negativem Testergebnis möglich sein. Die Regierung legte einen entsprechenden Gesetzesentwurf am 31. Dezember 2020 zur Begutachtung bis zum 3. Jänner 2021 vor.

#### Erste Impfungen

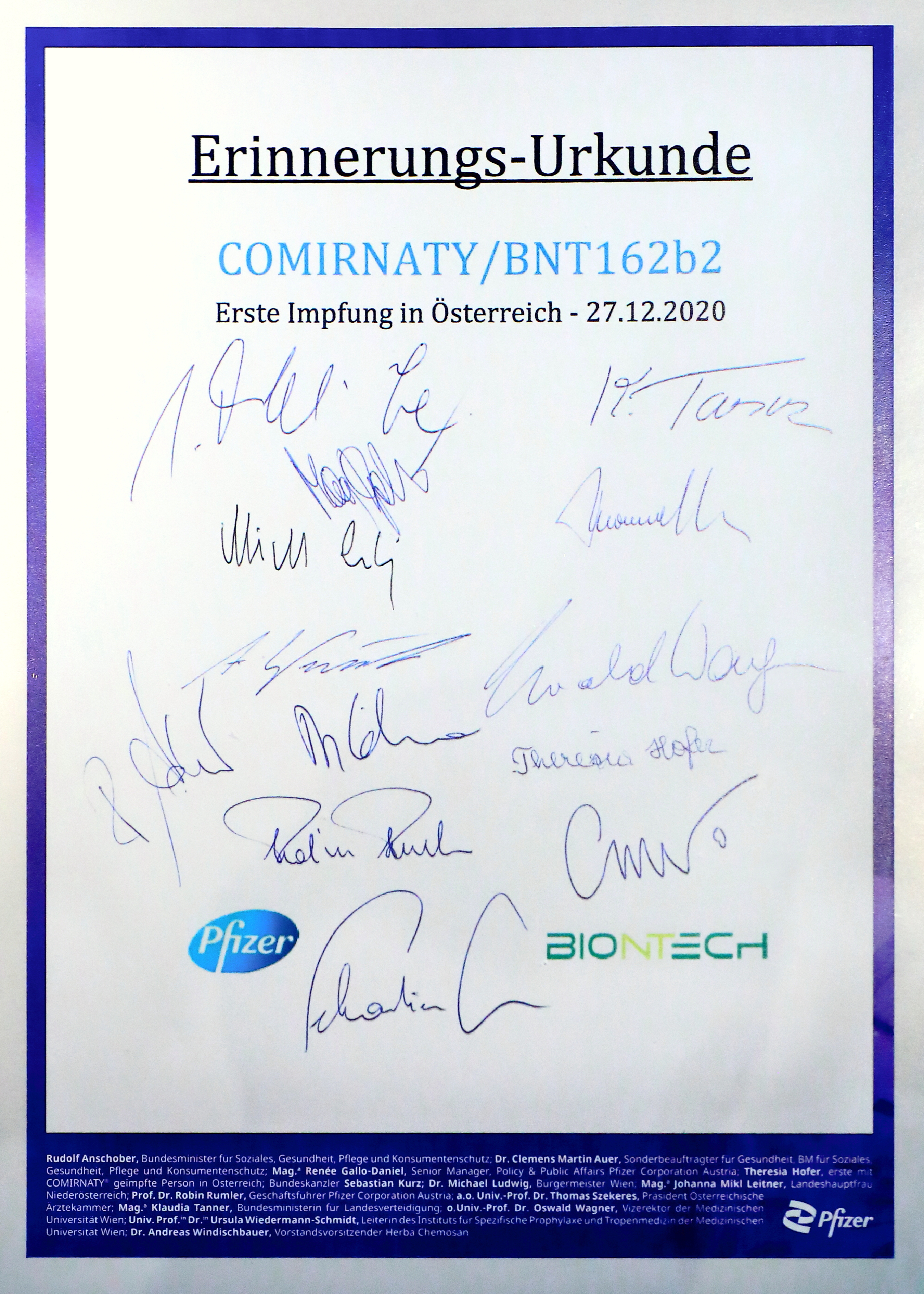
Urkunde anlässlich der ersten Impfung gegen Corona am 27. Dezember

Am 27. Dezember wurden die ersten Menschen in Österreich mit dem Impfstoff von Pfizer und Biontech gegen COVID-19 geimpft. Die ersten fünf Österreicher wurden an der Medizinischen Universität Wien in Anwesenheit des Bundeskanzlers und des Gesundheitsministers geimpft; der Vorgang wurde im Fernsehen übertragen.
Während die Bundesparteiobfrau der SPÖ, Pamela Rendi-Wagner, den Impfstart begrüßte, bezeichnete FPÖ-Klubobmann Herbert Kickl das mediale Ereignis als „Propaganda-Show in Ostblockmanier“.
Damit wurden die Empfehlungen des Nationalen Impfgremiums zur Priorisierung im Rahmen der Impfstrategie umgesetzt.
Bis 30. Dezember wurden ca. 6.000 Personen geimpft. In Phase 1 handelte es sich um Bewohner von Alten- und Pflegeheimen, Pflegepersonal und Angehörige der Hochrisikogruppe.

### Jänner 2021
Nach der Ankündigung der Opposition, den Gesetzesentwurf zum sogenannten Freitesten im Bundesrat zu blockieren, ließ die Regierung den Antrag am 3. Jänner 2021 fallen. Damit war die 2. COVID-19-Notmaßnahmenverodnung mit Festlegung eines Lockdowns zunächst bis 14. Jänner gültig und wurde am 14. Jänner bis 24. Jänner verlängert. Am 14. Jänner wurde auch ein Gesetzesentwurf zum sogenannten Reintesten im Nationalrat beschlossen.
Die im Dezember angekündigten Massentests sollen nach Angaben von Verteidigungsministerin Tanner in eine permanente Testinfrastruktur umgebaut werden, in der Steiermark und Niederösterreich fanden dennoch im Jänner Testtermine statt.
Am 5. Jänner gab das Gesundheitsministerium bekannt, dass bisher 8.360 Impfungen in Pflegeheimen und Krankenhäusern verimpft worden seien.
Am 17. Jänner wurde der Lockdown bis 7. Februar verlängert. Ab 25. Jänner 2021 gilt zudem eine Tragepflicht für FFP-2-Masken in Handel und öffentlichem Personennahverkehr (3. COVID-19-Notmaßnahmenverodnung, BGBl. II Nr. 27/2021).
Am 21. Jänner wurde festgelegt, die regionale Risikobewertung für die Corona-Ampel auszusetzen und nur noch einen Wert für ganz Österreich zuzuweisen.
Am 22. Jänner wurde bekannt, dass der britische Pharmakonzern AstraZeneca im ersten Quartal 2021 wegen Produktionsschwierigkeiten statt der vereinbarten 2.000.000 Impfdosen voraussichtlich nur 509.000 bis 600.000 Dosen nach Österreich wird liefern können.

### Februar 2021
Von 5. November 2020 bis 4. Februar 2021 war die Corona-Ampel bundesweit auf Rot gestellt. Ab 5. Februar 2021 wurde Wien und ab 12. Februar 2021 auch Oberösterreich auf Orange gestellt.

#### Ausreisetestpflicht Tirol
Da sich zuletzt im Bundesland Tirol die „Südafrika-Variante“ (Virusvariante B.1.351) von SARS-CoV-2 verbreitet hatte, darf das Bundesland ab 12. Februar 2021 nur mehr nach Vorlage eines negativen Testergebnisses verlassen werden. Dies gilt auch bei Reisebewegungen innerhalb Österreichs. Grundlage dafür ist die COVID-19-Virusvariantenverordnung (BGBl. II Nr. 63/2021), die vorerst bis zum 21. Februar 2021 [veraltet] gilt.

#### Grenzkontrollen zwischen Deutschland und Tirol
Ab 14. Februar verschärfte Deutschland die Einreisebestimmungen für die Einreise nach Deutschland aus Tirol.

#### Wieder Präsenz-Unterricht an Schulen und Normalbetrieb in Kindergärten
Nach den Semesterferien wurde in den Schulen wieder Präsenzunterricht ermöglicht.
- Kindergärten: 5 Tage
- Volksschulen: 5 Tage
- Höhere Schulstufen:
  - Wechselunterricht
  - Aufteilung der Klassen in zwei Gruppen
  - Präsenzunterricht: Eine Gruppe Montag und Dienstag, die andere Gruppe Mittwoch und Donnerstag
  - An den Nicht-Präsenz-Tagen: Erledigung von Aufgaben daheim oder Video-Unterricht
  - Betreuungsmöglichkeiten in der Unterstufe
- Selbsttest-Pflicht
- Maskenpflicht ab Unterstufe
  - Unterstufe: Mund-Nase-Schutz
  - Oberstufe: FFP2-Maske
- Tests für Lehrkräfte
- Mund-Nase-Schutz Pflicht für getestete Lehrkräfte, FFP2-Masken-Pflicht für nicht getestete Lehrkräfte
- Musikunterricht möglich, aber kein Singen
- Sportunterricht möglich, aber keine Kontaktsportarten

Für die Universitäten wurde beschlossen, diese im Sommersemester weiterhin im Hybridbetrieb zu belassen.

#### Handel, Körpernahe Dienstleistungen, Museen, Bibliotheken und Tiergärten
Ab 8. Februar durften alle Geschäfte wieder aufsperren und auch körpernahe Dienstleistungen wie z. B. Friseure waren wieder erlaubt.
Mit den Öffnungen wurde die Quadratmeterbegrenzung auf 20 Quadratmeter erhöht.
Wieder geöffnet wurden auch Museen, Bibliotheken und Tiergärten.
Als Voraussetzung für die Nutzung körpernaher Dienstleistungen wurde ein COVID19-Test von einer offiziellen Teststation vorgeschrieben.

#### Treffen und nächtliche Ausgangsbeschränkungen
Ab 8. Februar wurde es wieder möglich, dass sich tagsüber zwei Haushalte mit maximal vier Erwachsenen treffen. In der Nacht zwischen 20 und 6 Uhr galten weiterhin Ausgangsbeschränkungen.

### März 2021

#### Impfungen im Bezirk Schwaz im Rahmen eines Europäischen Forschungsprojekts
Aufgrund der hohen Anzahl von Infektionen mit der „südafrikanischen“ Virusvariante B.1.351 wurde im Tiroler Bezirk Schwaz ab 11. März ein Europäisches Forschungsprojekt durchgeführt im Rahmen dessen alle Einwohner ab 16 Jahren ca. 1 Woche die Möglichkeit hatten, sich mit dem Impfstoff von Biontech/Pfizer impfen zu lassen. Dafür wurde die Lieferung von 100.000 Impfdosen vorgezogen. Parallel zur Impfaktion gab es ab dem 1. März für zwei Wochen eine Ausreisetest-Pflicht.
Da von der Impfaktion im Tiroler Bezirk Impfdosen verfügbar waren, gab es zwischen dem 12. und dem 17. März in 3 Salzburger Gemeinden mit hohen Infektionszahlen, in den beiden Pongauer Gemeinden mit Ausreisetest-Pflicht Bad Hofgastein und Radstadt und in der Pinzgauer Gemeinde Unken, eine Coronavirus-Sonderimpfaktion für alle Über-65-Jährigen.

#### Verpflichtende Ausreisetests für Hochinzidenzgebiete
Am 5. März übermittelte das Gesundheitsministerium den Landeshauptleuten einen Erlass für schärfere CoV-Maßnahmen in „Hochinzidenzgebieten“. Der Erlass schreibt negative CoV-Tests für das Verlassen von Bezirken oder „lokal abgegrenzte Hotspots“ vor, wenn die 7-Tage-Inzidenz dort über 400 pro 100.000 Einwohnerinnen und Einwohner liegt. Diese Maßnahme muss so lange gelten, bis die Inzidenz für 10 Tage unter 200 fällt. Bei längerer, über einer Woche, anhaltender Hochinzidenz muss der jeweilige Landeshauptmann/die jeweilige Landeshauptfrau weitere Maßnahmen verordnen.
Es wurden Ausreisetests für folgende Gebiete vorgeschrieben:
- (vor der Verordnung) 27. Februar bis 03. März: Gemeinde Mayrhofen im Bezirk Schwaz (Tirol)[165]
- 05. März – 14. März: Stadt Radstadt im Bezirk Sankt Johann im Pongau/Pongau (Salzburg)[166][167]
- 05. März – 05. April: Gemeinde Bad Hofgastein im Bezirk Sankt Johann im Pongau/Pongau (Salzburg)[166][168]
  - 15. März – 05. April: Ausweitung auf das ganze Gasteinertal (also auch die Gemeinden Dorfgastein und Bad Gastein)[169][168]
- 09. März – 21. März: Bezirk Hermagor (Kärnten)[170][171]
- 10. März – 24. April: Bezirk Wiener Neustadt (Stadt) (Niederösterreich)[172][173]
- 11. März – 24. März: Gemeinde Muhr im Bezirk Tamsweg/Lungau (Salzburg)[174][175]
- 11. März – 08. April: Bezirk Schwaz (Tirol)[162][176]
- 12. März – 25. März: Gemeinden: Haiming und Roppen im Bezirk Imst und Matrei im Bezirk Lienz/Osttirol (Tirol)[177][178]
- 12. März – 31. März: Gemeinde Virgen im Bezirk Lienz/Osttirol (Tirol)[177][179]
- 17. März – 08. April: Gemeinde Arzl im Pitztal im Bezirk Imst (Tirol)[180][176]
- 21. März – 26. März: Ortschaft Zlan in der Gemeinde Stockenboi im Bezirk Villach/Land (Kärnten)[181][182]
  - 24. März – 26. März zusätzlich für die Ortschaft Hochegg ebenfalls in der Gemeinde Stockenboi im Bezirk Villach/Land (Kärnten)[183][182]
- 22. März – 04. April: Gemeinde Elbigenalp im Bezirk Reutte (Tirol)[184][185]
- 25. März – 31. März: Das Leiblachtal (Gemeinden Eichenberg (Vorarlberg), Hohenweiler, Hörbranz, Lochau und Möggers im Bezirk Bregenz) (Vorarlberg)[186][187]
- 25. März – 21. April: Bezirk Neunkirchen[188][189]
- 25. März – 24. April: Bezirk Wiener Neustadt-Land (Niederösterreich)[188][173]
- 31. März – 14. April: Bezirk Kufstein (Tirol)[190][191]

Mit 10. März lief die innerösterreichische Ausreisetestpflicht für Tirol aus. Ab 31. März wurde aufgrund des Vorkommens der britischen Virusmutation „mit weiteren Mutationsmerkmalen“ parallel zur Maßnahme in Kufstein für voraussichtlich zwei Wochen wieder eine Ausreisetestpflicht für Nordtirol eingeführt.

#### Öffnungsschritte in Vorarlberg
Aufgrund einer 7-Tages-Inzidenz von unter 70 gab es ab 15. März die Möglichkeit in Vorarlberg die Gastronomie, sowohl in geschlossenen Räumen, als auch im Freien wieder öffnen und Veranstaltungen sowohl drinnen als auch draußen. Vorarlberg sollte damit Modellregion sein.
Regelungen für einen Gaststättenbesuch:
- Negativer Antigen- oder PCR-Test (max. 48 bzw. 72 Stunden alt) von einer offiziellen Test-Station (keine Selbst-Tests)
- Eine Registrierung
- Maximal vier Personen/Tisch oder nur Personen aus einem Haushalt
- Abstände zwischen den Tischen min. 2 Meter
- FFP2-Masken-Pflicht

Regelungen für Veranstaltungen:
- Negativer Antigen- oder PCR-Test (max. 48 bzw. 72 Stunden alt) von einer offiziellen Stelle, aber auch Selbst-Tests
- Eine Registrierung
- Max 100 Personen oder 50 % des Fassungsvermögens
- Einen zugewiesenen und gekennzeichneten Sitzplatz für jeden Gast
- FFP2-Masken-Pflicht auch am Sitzplatz

Aufgrund der noch geltenden Ausgangs-Reglungen wurde die Sperrstunde für Gastronomie und Veranstaltungen auf 20 Uhr festgelegt.

#### Österreichweite Trainingsmöglichkeiten für Nachwuchssportler
Ab 15. März wurde das Trainieren für Kinder und Jugendliche unter 18 österreichweit wieder erlaubt.
Regelungen dafür:
- 2 Meter Abstand untereinander (max. kurzzeitige Unterschreitungen)
- österreichweit Training nur draußen möglich:
  - max. 20 Personen plus drei Trainer
  - keine Testpflicht
- nur in Vorarlberg Training auch drinnen möglich:
  - max. 10 Personen plus zwei Trainer
  - Kinder und Jugendliche brauchen einen negativen Test, Selbsttests (max. 24 Stunden) oder offizielle Antigen-Tests (max. 48 Stunden), keine Schultests akzeptiert

#### Treffen von Selbsthilfe-Gruppen wieder möglich
Ab 15. März wurde das Treffen von Selbsthilfe-Gruppen vom Veranstaltungsverbot ausgenommen, Voraussetzung verpflichtende FFP2-Maske und ein Mindestabstand.

#### Grenzkontrollen zwischen Deutschland und Tirol
Die deutschen Grenzkontrollen für Tirol wurden im Februar und März mehrere Male verlängert.
Am 26. März beschloss das Robert Koch Institut (RKI) Tirol ab 28. März von der Liste der „Virusvarianten-Gebiete“ zu streichen. Damit wurden die strikten deutschen Einreisebeschränkungen für das Bundesland Tirol aufgehoben. Danach galt Tirol, wie die anderen österreichischen Bundesländer, als Risikogebiet.

### April 2021

#### Lockdown-Verschärfung in Ostösterreich (Wien, Niederösterreich und Burgenland)
Ab 1. April (Gründonnerstag) wurden die Lockdown-Regeln aufgrund der schlechten Situation in den Spitälern in Ostösterreich (Wien, Niederösterreich und Burgenland) über Ostern bis 11. April wieder verschärft.
- Ausgangsbeschränkungen wieder ganztägig (Wohnung darf nur zum Arbeiten, Lebensmittel kaufen, Abholen von Waren, Erholung, Treffen mit einzelnen Bezugspersonen oder Hilfeleistung für unterstützungsbedürftige Personen verlassen werden)
- Ein Haushalt darf nur eine andere Person treffen
- Körpernahe Dienstleister, Zoos und Museen schließen
- Alle Geschäfte schließen, außer Geschäften, die Güter des täglichen Bedarfs anbieten
- In Wien gibt es an einzelnen stark belebten Plätzen Maskenpflicht
- Nach den Ferien gibt es ab 6. April in den Schulen Distance Learning

Am 6. April wurde beschlossen, den verschärften Lockdown bis 18. April zu verlängern.
Ab Montag, 12. April fand in Ostösterreich in den Abschlussklassen wieder Präsenzunterricht statt. Außerdem wurde geplant, in allen Schulklassen Schularbeiten wieder vor Ort stattfinden zu lassen. Am 12. April wurde beschlossen den verschärften Lockdown in Wien und Niederösterreich bis 2. Mai zu verlängern. Es wurde aber auch beschlossen, in den Schulen in Wien und Niederösterreich in den Schulen ab 26. April wieder Präsenzunterricht stattfinden zu lassen.
Am 14. April wurde beschlossen, den verschärften Lockdown im Burgenland am 19. April auslaufen zu lassen und wieder alle Geschäfte öffnen zu lassen und Präsenzunterricht an den Schulen stattfinden zu lassen.
Am 2. Mai endete auch der verschärfte Lockdown in Wien und Niederösterreich, damit konnten wieder alle Geschäfte, „körpernahe Dienstleister“, Museen und Zoos aufsperrten.

#### Verpflichtende Ausreisetests für Hochinzidenzgebiete
- 05. April – 11. April: Bezirk Braunau (Oberösterreich)[206][207]
- 08. April – 18. April: Gemeinde Fulpmes im Bezirk Innsbruck-Land (Tirol)[208][209]
- 09. April – 24. April: Bezirk Scheibbs (Niederösterreich)[210][173]
- 10. April – 19. April: Gemeinde Weißenbach am Lech im Bezirk Reutte (ausgenommen der Ortsteil Gaicht) (Tirol)[211][209]
- 3 Regionen in Osttirol (Bezirk Lienz):[212]
  - 11. April – 13. April: Gebiet der Gemeinden Prägraten am Großvenediger und Virgen[191]
  - 11. April – 13. April: Gebiet der Gemeinden Sillian, Heinfels, Außervillgraten und Innervillgraten[191]
  - 11. April – 24. April: Gebiet der Gemeinden Anras, Abfaltersbach, Assling und Leisach[213]
- 21. April – 11. Mai: Region Bregenzerwald (Vorarlberg)[214][215]
- 21. April – 02. Mai: Großarltal (Gemeinden Großarl und Hüttschlag) im Bezirk Sankt Johann im Pongau (Salzburg)[216][217]
- 22. April – 02. Mai: Gemeinde Straßwalchen im Bezirk Salzburg Umgebung (Salzburg)[216][217]
- 23. April – 13. Mai: Gemeinde Längenfeld im (Bezirk Imst) (Tirol) beschlossen.[218][219]
- 29. April – 07. Mai: Gemeinde Abfaltersbach im Bezirk Lienz (Tirol)[220][221]
- 30. April – 16. Mai: Stadt Hallein im Bezirk Hallein (Salzburg)[222][223]
- 30. April – 07. Mai: Marktgemeinde Telfs im Bezirk Innsbruck-Land (Tirol)[220][221]

Die Ausreisetestpflicht für Nordtirol wurde am 13. April auch auf Osttirol erweitert.
Am 24. April gab es einen geänderten Erlass, dass die Ausreisetestpflicht schon aufgehoben werden kann, wenn „die Sieben-Tage-Inzidenz pro 100.000 Einwohner wieder unter 200 liegt“. Vorher musste das in einem Zeitraum von zehn Tagen der Fall sein. Außerdem wurde ermöglicht, auch schon bei einer Inzidenz von unter 300 die Kontrollen zu beenden „wenn die hohe Inzidenz auf einen oder wenige Cluster zurückzuführen ist, wenn bestehende Cluster kein Wachstum zeigen und allfällige neue Fälle einer Quelle oder einem Cluster zuordenbar sind“.

### Mai 2021

#### Verpflichtende Ausreisetests für Hochinzidenzgebiete
- 05. Mai – 11. Mai: Region Rheindelta (Gemeinden Höchst, Fußach und Gaißau im Bezirk Bregenz) (Vorarlberg)[224][215]
- 08. Mai – 16. Mai: Gemeinde Oberalm im Bezirk Hallein (Salzburg)[225][223]
- 14. Mai – 09. Juni: Gemeinde Umhausen im Bezirk Imst (Tirol)[226][227]
- 20. Mai – 09. Juni: Pitztal (die Gemeinden Sankt Leonhard, Wenns, Jerzens und Arzl) im Bezirk Imst (Tirol)[228][227]

#### Öffnungen ab 19. Mai
Am 10. Mai 2021 stellte die Bundesregierung die „COVID-19-Öffnungsverordnung“ vor. Diese beinhaltet weitreichende Öffnungen aller Bereiche des öffentlichen Lebens ab 19. Mai und gilt bis vorerst 30. Juni 2021. Es werden folgende Bereiche geöffnet:
- Gastronomie: Öffnungsmöglichkeit mit Sperrstunde 22 Uhr, Registrierungspflicht und Personenbeschränkung pro Tisch
- Tourismus: Öffnungsmöglichkeit mit Registrierungspflicht und Personenbeschränkungen z. B. im Wellnessbereich
- Sport: Ausübung, Mannschafts- und Kontaktsportarten auch indoor wieder möglich mit Personenbeschränkung
- (Sport- und Kultur-)Veranstaltungen: Bis 1.500 Personen indoor und 3.000 Personen outdoor mit Beschränkung der Auslastung und ohne Bewirtung möglich

Ab 17. Mai wurde zudem der Präsenzunterricht in den Schulen für alle Klassen wieder eingeführt. Als Öffnungsregeln wurden eine Test- sowie Maskenpflicht erlassen.
In der Gastronomie, dem Tourismus und für Zuseher von Veranstaltungen gilt zudem eine FFP2-Maskenpflicht und eine „3-G-Nachweis“-Pflicht.
Mit „3-G-Nachweis“ ist ein „Nachweis einer geringen epidemiologischen Gefahr“ (Bezeichnung in der Verordnung) gemeint, der einen der folgenden Punkte beinhaltet:
- Genesen: Als genesen gilt eine Person in Österreich nach Ablauf der Infektion für sechs Monate. Als Nachweise gelten zum Beispiel ein Absonderungsbescheid oder eine ärztliche Bestätigung über eine molekularbiologisch bestätigte Infektion. Ein Nachweis über neutralisierende Antikörper zählt für drei Monate ab dem Testzeitpunkt.
- Geimpft: In Österreich werden nur Impfungen mit einem von der EMA zugelassenen Impfstoff anerkannt. Die Erstimpfung gilt ab dem 22. Tag nach dem 1. Stich für maximal 3 Monate ab dem Zeitpunkt der Impfung. Der 2. Stich verlängert den Gültigkeitszeitraum um weitere 6 Monate (somit insgesamt 9 Monate ab dem 1. Stich). Impfstoffe, bei denen nur eine Impfung vorgesehen ist (z. B. von Johnson & Johnson), gelten ab dem 22. Tag nach der Impfung für insgesamt 9 Monate ab dem Tag der Impfung. Für bereits genesene Personen, die bisher einmal geimpft wurden, gilt die Impfung 9 Monate lang ab dem Zeitpunkt der Impfung.
- Getestet: Gilt man weder als genesen noch als geimpft, muss beim Besuch von oben genannten Einrichtungen ein negativer Covid-19-Test vorgelegt werden. PCR-Tests gelten 72 Stunden ab Probenahme. Antigentests von einer befugten Stelle gelten 48 Stunden ab Probenahme. Selbsttests, die in einem behördlichen Datenverarbeitungssystem der Länder erfasst werden, gelten 24 Stunden lang. „Point-of-Sale-Tests“ am Eingang von Sportstätten, Betriebsstätten, Restaurants, Hotels oder einer Veranstaltung gelten nun für das einmalige Betreten der Einrichtung oder Veranstaltung.

### Juni 2021: Lockerungen ab 10. Juni

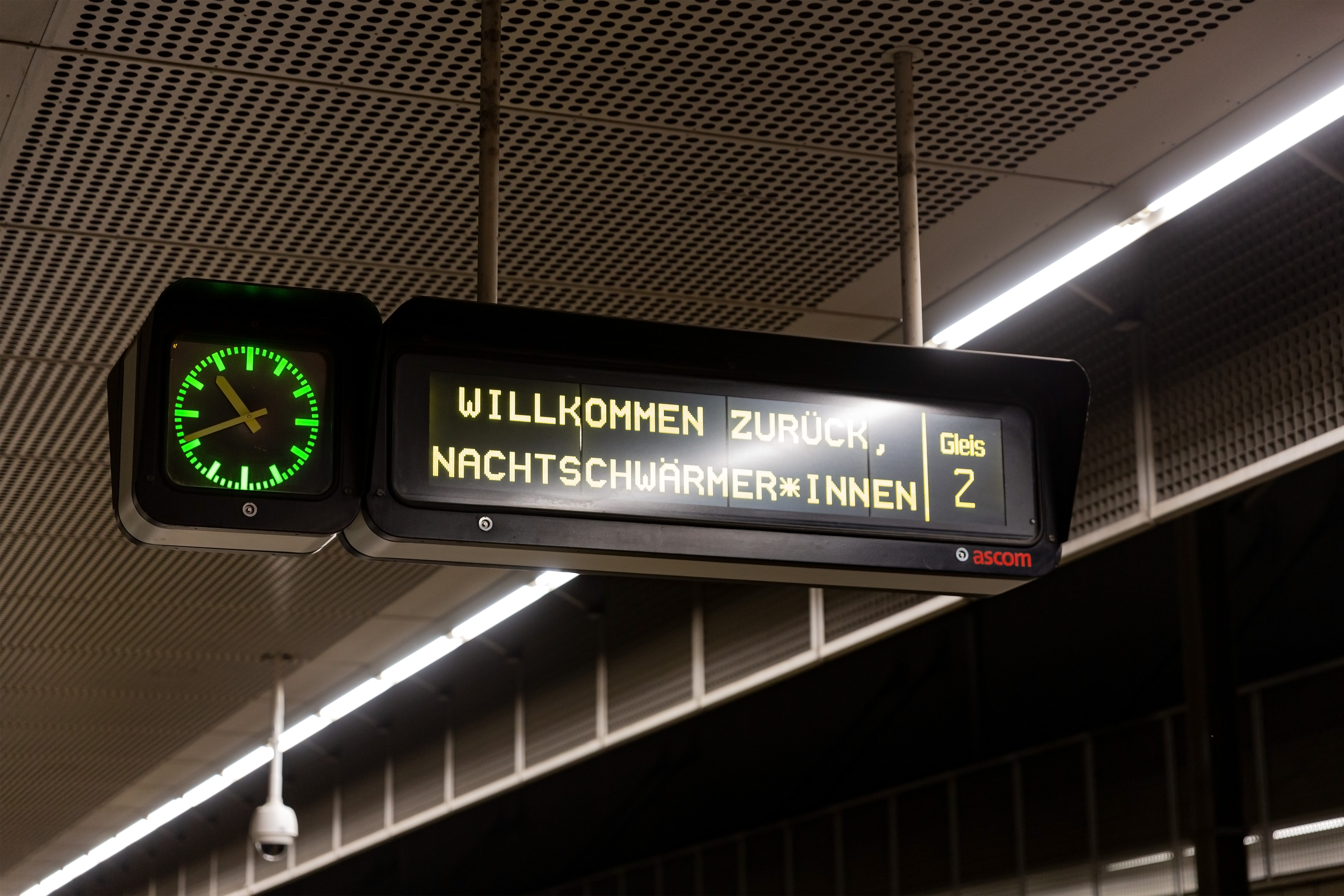
Anzeigetafel der U-Bahn in Wien im Juni 2021

Ab 10. Juni gab es folgende Änderungen:
- Änderung der Personenobergrenze für Treffen: drinnen: acht Erwachsene + Kinder | draußen: 16 Erwachsene + Kinder
- Mindestabstand: 1 Meter
- Mindestfläche in Handels- und Freizeitbetrieben: zehn Quadratmeter pro Person
- Sperrstunde: 24.00 Uhr
- Aus der Maskenpflicht in Außenbereichen
- Maximalauslastung bei Kulturveranstaltungen: 75 % (Teilnehmerobergrenze bleibt aufrecht: 1.500 indoor, 3.000 outdoor)
- Reiseformular („Pre Travel Clearance“) nur noch bei Einreise aus Hochinzidenz- und Virusvariantengebieten vorgeschrieben
- Busreisen unter der „3-G-Regel“ uneingeschränkt möglich
- Mindestalter für Testpflicht auf zwölf Jahre angehoben
- Voraussetzung für Chor- und Musikproben nur noch „3-G-Regel“

### Juli 2021: Lockerungen ab 1. Juli
Ab 1. Juli änderte sich Folgendes:
- Aufhebung der vorgezogenen Sperrstunde
- Nachtgastronomie erlaubt, in Lokalen mit vorwiegend Konsumation im Stehen max. 75 % Auslastung
- Keine Maskenpflicht in Einrichtungen (u. a. Gastronomie) und Veranstaltungen mit 3G-Check
- Keine Kontaktbeschränkungen und Abstandsregeln mehr
- Keine Beschränkung der Personenzahl pro Quadratmeter
- Keine Kapazitätsgrenzen bei Veranstaltungen
- Wo Maskenpflicht besteht, reicht ein einfacher MNS, außer die jeweilige Einrichtung legt strengere Regeln fest
- Bei Veranstaltungen mit mindestens 100 Personen Anzeigepflicht und ab 500 Personen Bewilligungspflicht

### August 2021: Hochinzidenzerlass
Am 27. August trat ein geänderter „Hochinzidenzerlass“ in Kraft. Darin wurde festgelegt, dass für eine Ausreisetestpflicht neben der 7-Tage-Inzidenz pro 100.000 Einwohner auch die Auslastung der Intensivstationen im jeweiligen Bundesland (> 10 %) und die Durchimpfungsrate im Bezirk berücksichtigt wurden.
| Durchimpfungsrate im Bezirk bezogen auf die Gesamtbevölkerung | Hochrisikogebiet bei einer gemittelten 7-Tage-Inzidenz von mehr als | Aufhebung der Maßnahmen möglich bei einer 7-Tage-Inzidenz von weniger als |
| ------------------------------------------------------------- | ------------------------------------------------------------------- | ------------------------------------------------------------------------- |
| < 50 %                                                        | 300                                                                 | 200                                                                       |
| 50 bis 55 %                                                   | 400                                                                 | 300                                                                       |
| 55 bis 60 %                                                   | 500                                                                 | 400                                                                       |
| 60 bis 65 %                                                   | 600                                                                 | 500                                                                       |
| 65 bis 70 %                                                   | 700                                                                 | 600                                                                       |
| > 70 %                                                        | 800                                                                 | 700                                                                       |

Verpflichtende Ausreisetests für Hochinzidenzgebiete
- 11. August – 24. August: Gemeinde Oberlienz im Bezirk Lienz/Osttirol (Tirol)[237][238]
- 11. August – 08. September: Gemeinde Innervillgraten im Bezirk Lienz/Osttirol (Tirol)[237][239]

### September 2021
- Am 8. September stellte die Regierung einen Stufenplan vor. Darin war ab Stufe 3 – wenn 20 % der Intensivbetten belegt sind – in Lokalen, Sportveranstaltungen, Konzerten und vielen anderen Orten eine Pflicht zu 2G (geimpft oder genesen) oder einem PCR-Test festgelegt.[240]
Am 13. September 2021 entschied die Regierung über eine Verschärfung der Maßnahmen ab dem 15. September. Eine FFP2-Maskenpflicht gilt im Lebensmittelhandel, Apotheken, Trafiken und öffentlichen Verkehrsmitteln. In folgenden Bereichen gilt diese Pflicht nur für Ungeimpfte: im Handel mit nicht dem Alltagsbedarf dienenden Waren sowie in Kultureinrichtungen, in denen die 3G-Regel nicht gilt, etwa in Museen, Bibliotheken, Büchereien und Archiven. In Konzerten und im Theater reicht weiterhin ein Test. Für Geimpfte wurde lediglich eine dringende Empfehlung für eine Maske ausgesprochen. Die Länder sind befugt, restriktivere Regeln einzuführen. Antigen-Tests haben nur noch 24 Stunden Gültigkeit, für Schüler aber 48 Stunden, PCR-Tests gelten weiterhin für 72 Stunden.[241] In der Schule gilt eine FFP2-Maskenpflicht in Gängen für alle Schüler, nicht nur für ungeimpfte, was laut dem Unterrichtsministerium „eine Diskussion um die Punzierung ungeimpfter Schüler vermeiden“ soll.[242]

Verpflichtende Ausreisetests für Hochinzidenzgebiete
- 18. September – 28. September: Bezirk Braunau (Oberösterreich)[243][244]

### Oktober 2021
Verpflichtende Ausreisetests für Hochinzidenzgebiete
- 18. Oktober – 03. November: Gemeinde Sankt Koloman im Bezirk Hallein/Tennengau (Salzburg)[245][246]
- 20. Oktober – 03. November: Gemeinden Annaberg-Lungötz und Adnet im Bezirk Hallein/Tennengau (Salzburg)[247][246]
- 23. Oktober – 07. November: Bezirk Melk (Niederösterreich)[248][249]
- 23. Oktober – 07. November: Bezirk Scheibbs (Niederösterreich)[250][249]
- 26. Oktober – 07. November: Bezirk Braunau (Oberösterreich)[251][249]
- 29. Oktober – 07. November: Bezirk Freistadt (Oberösterreich)[252][249]
- 29. Oktober – 07. November: Bezirk Lilienfeld und Bezirk Amstetten (Niederösterreich)[253][249]
- 30. Oktober – 07. November: Bezirk Gmunden (Oberösterreich)[254][249]
- 31. Oktober – 07. November: Bezirk Grieskirchen (Oberösterreich)[255][249]

### November 2021

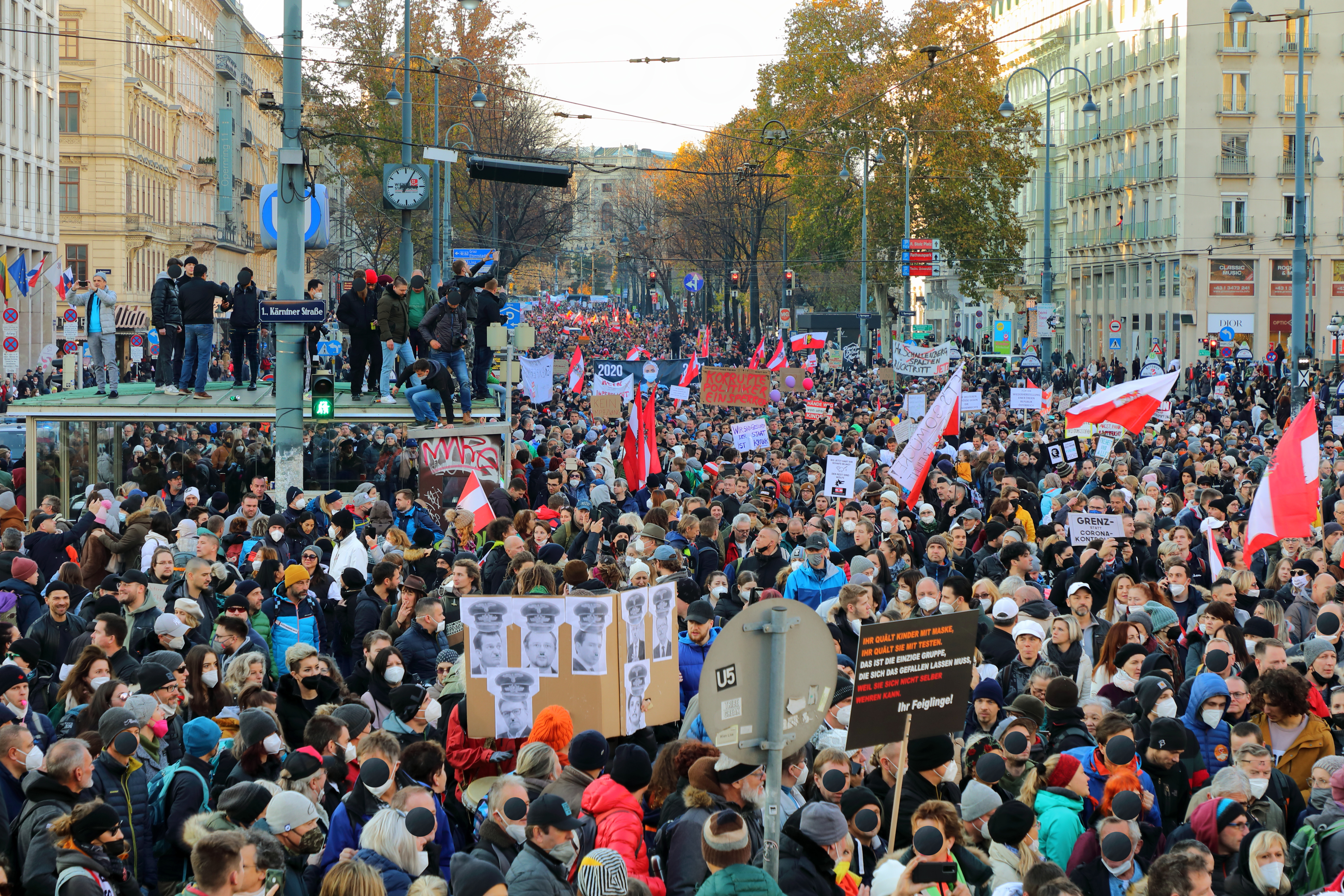
Die bis dato größte Demonstration gegen die Corona-Maßnahmen am 20. November 2021 in Wien

Ab Montag, 8. November 2021 galt in ganz Österreich für viele Lebensbereiche die 2G-Regel. Ungeimpfte wurden dadurch von vielen Aktivitäten ausgeschlossen. Im gesamten Handel galt wieder die FFP2-Maskenpflicht. Am Arbeitsplatz blieb die 3G-Regel erhalten.
Impfeinrichtungen meldeten einen starken Andrang von Impfwilligen – teils von Ungeimpften und teils von Menschen, die sich zum dritten Mal impfen (boostern) ließen.
Gesundheitsminister Wolfgang Mückstein (Grüne) kündigte am 10. November 2021 einen Krisengipfel mit den Landeshauptleuten der von der vierten CoV-Welle besonders betroffenen Bundesländer Salzburg und Oberösterreich an. Oberösterreich hatte die geringste Impfquote aller Länder; sie lag 12 Prozentpunkte unter der vom Burgenland. Bundeskanzler Alexander Schallenberg (ÖVP) schloss einen Lockdown für Ungeimpfte nicht aus. Diese dürften dann wie bereits während der Lockdowns zuvor den Wohnbereich nur noch aus bestimmten Gründen verlassen.
Vom 22. November bis 11. Dezember 2021 galt ein allgemeiner Lockdown (siehe unten). Seit dem 12. Dezember 2021 ist der Lockdown für Geimpfte und Genesene aufgehoben.
Verpflichtende Ausreisetests für Hochinzidenzgebiete
- 2. November – 7. November: Bezirke Perg, Steyr-Land und Vöcklabruck (Oberösterreich)[260][249]
- 2. November – 7. November: Bezirk Waidhofen/Ybbs (Niederösterreich)[261][249]
- 3. November – 7. November: Bezirke Ried und Schärding (Oberösterreich)[262][249]
- 4. November – 7. November: Bezirke Wels-Land und Kirchdorf (Oberösterreich)[263][249]
- 5. November – 7. November: Bezirk Rohrbach (Oberösterreich)[264][249]
- 5. November – 7. November: Bezirke Landeck und Reutte (Tirol)[265][249]
- 6. November – 7. November: Bezirk Steyr-Stadt (Oberösterreich)[266][249]
- 6. November – 7. November: Bezirk Waidhofen/Thaya (Niederösterreich)[267][249]

Am 5. November wurde beschlossen, am 7. November alle Ausreisetests zu beenden.

#### Ausgangsbeschränkungen für Ungeimpfte und weitere Maßnahmen ab 15. November 2021
Ab 15. November 2021 gilt für alle Personen, die über keinen 2G-Nachweis (geimpft oder genesen) verfügen, eine Ausgangsbeschränkung (§ 2 der 5. COVID-19-Schutzmaßnahmenverordnung, BGBl. II Nr. 465/2021). Außerdem gilt eine weitgehende Verpflichtung zum Tragen von FFP2-Masken in der Öffentlichkeit. Für das Betreten von Arbeitsorten ist – soweit nicht ohnehin strengere Maßnahmen gelten – ein 3G-Nachweis (geimpft, genesen oder getestet) erforderlich. Einzelne Bundesländer haben durch Verordnung strengere Maßnahmen verfügt, so schreibt zum Beispiel das Land Oberösterreich für das Betreten von Arbeitsorten einen 2,5G-Nachweis (geimpft, genesen oder PCR-geteset) vor (3. Oö. COVID-19-Maßnahmenbegleitverordnung 2021).
Da es große Probleme mit der Verfügbarkeit der für einen 2,5G-Nachweis erforderlichen PCR-Tests gibt, wurde die 2,5G-Pflicht durch Verordnung vom 15. November mit Wirkung vom 16. November aufgeweicht: Kann glaubhaft gemacht werden, dass ein PCR-Testergebnis aus Gründen der mangelnden Verfügbarkeit nicht vorgewiesen werden kann, ist ein 3G-Nachweis ausreichend (BGBl. II Nr. 467/2021).

#### Allgemeine Ausgangsbeschränkungen (Lockdown) von 22. November bis 12. Dezember 2021
Ab 22. November 2021 gilt wieder, wie schon einige Tage zuvor angekündigt, ein Lockdown mit allgemeinen Ausgangsbeschränkungen. Die entsprechende Verordnung wurde entsprechend gängiger Praxis am Abend des 21. November 2021 kundgemacht (BGBl. II Nr. 475/2021). Die Ausgangsbeschränkungen gehen, wie auch bei den Lockdowns zuvor, mit starken Einschränkungen für einen Großteil der Handels- und Dienstleistungsbetriebe sowie für private Treffen einher. So darf bei Treffen von Angehörigen zweier Haushalte auf einer der beiden Seiten nur eine Person beteiligt sein. Eine allgemeine Pflicht der Arbeitgeber, Home-Office zu ermöglichen, wurde nicht vorgesehen. Die Schulen bleiben offen, ein allgemeines Distance-Learning ist nicht vorgesehen. Die Schüler können jedoch auch zu Hause bleiben und dort den Lernstoff erlernen, wenn sie bzw. ihre Erziehungsberechtigten dies aus Sorge vor einer Ansteckung wollen. Die Universitäten und Hochschulen werden überwiegend auf Distance Learning umstellen, auch wenn es dazu keine zentrale Vorgabe gibt. Keine wesentlichen Einschränkungen wird es beim Betrieb der Skilifte geben.
Vor der Entscheidung über einen bundesweiten Lockdown wurde vom Oberösterreichischen Landeshauptmann bereits ein Lockdown für die Bundesländer Oberösterreich und Salzburg angekündigt. Nach einigen politischen Debatten wurde daraus der schließlich vom Gesundheitsminister verfügte bundesweite Lockdown. Bei der Verkündung des bundesweiten Lockdowns hat die Bundesregierung auch eine bundesweite Impfpflicht angekündigt.

#### Erstinfektion mit neuer Virusvariante
Ende November 2021 wurde im afrikanischen Staat Südafrika die Coronavirus-Variante „Omikron“ (B.1.1.529) nachgewiesen, die von der WHO als „besorgniserregend“ eingestuft wird. Am 27. November 2021 meldete das Bundesland Tirol den ersten Infektionsfall in Österreich mit dieser neuen Mutation des Coronavirus. Am 30. November 2021 bestätigte auch Niederösterreich den ersten Infektionsfall, im Bezirk Bruck an der Leitha.

### Dezember 2021

#### GECKO

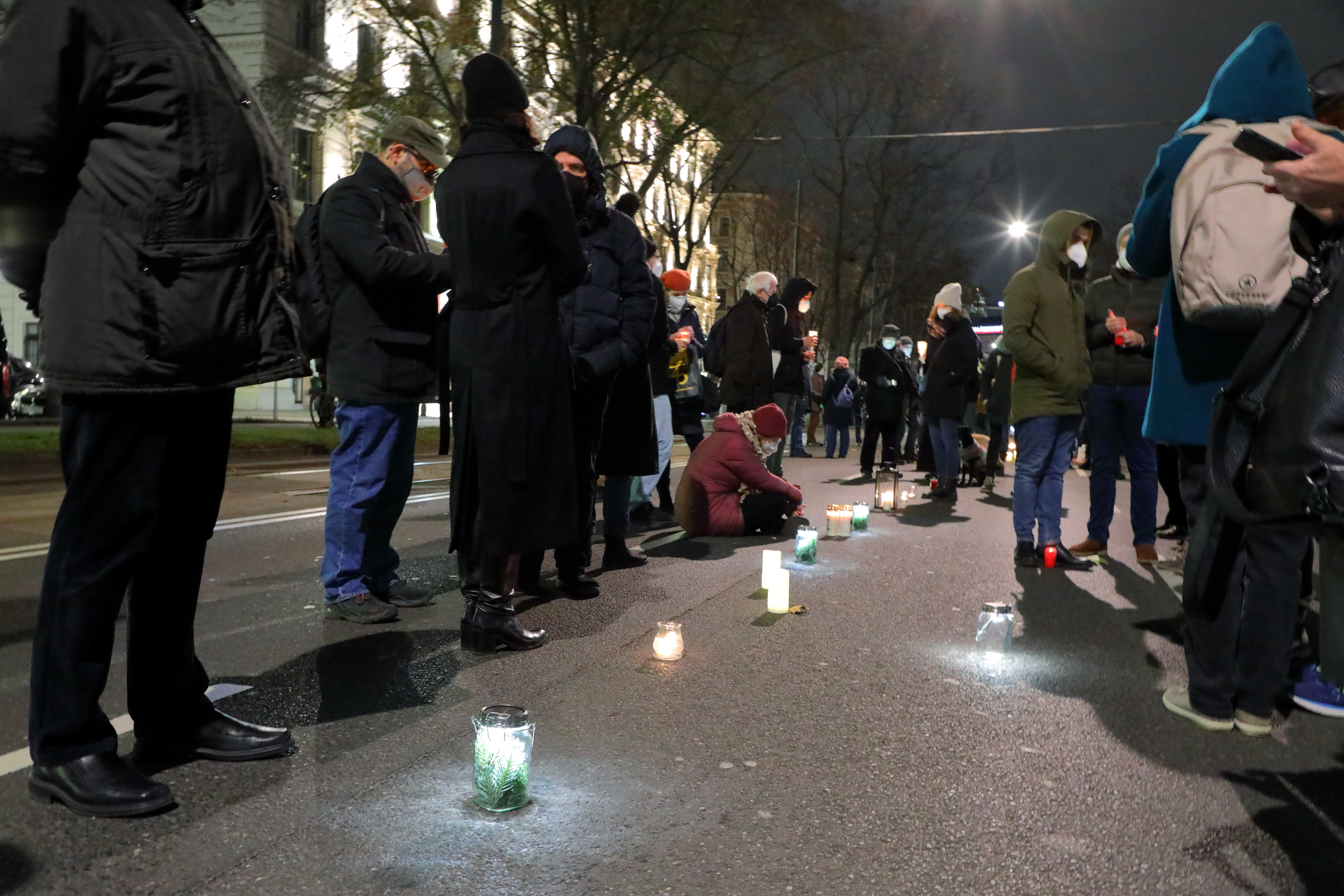
Lichtermeer für Covid-Opfer am 19. Dezember 2021 in Wien

Am 18. Dezember 2021 wurde ein Corona-Expertengremium namens Gesamtstaatliche Covid-Krisenkoordination (GECKO) zur Bekämpfung der COVID-19-Pandemie ins Leben gerufen. Die Leitung übernehmen für den medizinischen Teil Chief Medical Officer Katharina Reich und Generalmajor Rudolf Striedinger für die Logistik.

#### Lichtermeer
Rund 40 Organisationen riefen zu der Solidaritätskundgebung „Lichtermeer für Covid-Opfer“ („Yes, we care“) am Ring in der Wiener Innenstadt am 19. Dezember 2021 auf. Dieser Gedenkdemo, ein Totengedenken und stille Solidaritäts-Kundgebung, folgten dann über 30.000 Teilnehmer. Eine ähnliche Veranstaltung fand am 31. Dezember 2021 in Graz statt.

#### Impf-Regeln
Am 6. Dezember verringerte die Regierung die Gültigkeit des „Grünen Passes“ von 360 auf 270 Tage. Am 9. Dezember einigten sich die Regierungsparteien auf einen Gesetzentwurf für eine allgemeine Impfpflicht für alle in Österreich lebenden Menschen gelten, die älter als 14 Jahre sind. Die Impfpflicht soll ab 1. Februar nächsten Jahres gelten. Wer sich nicht impfen lässt und kein Befreiungsattest vorweisen kann, soll alle drei Monate eine Geldstrafe von 600 Euro zahlen müssen; zuzüglich Verwaltungsgebühren erreiche dies 3600 Euro im Jahr. Die rechtliche Zulässigkeit einer Impfpflicht hänge allerdings, so der Jurist Michael Lysander Fremuth, stets von der konkreten Ausgestaltung und der weiteren epidemiologischen Entwicklung ab. Die Notwendigkeit dieser Maßnahme müsse daher von Politik, Justiz und Wissenschaft laufend überprüft werden.

#### Neue Einreisebeschränkungen
Angesichts der weltweit stark steigenden Fallzahlen, verursacht durch die Omikron-Variante des Coronavirus, wurden kurz vor Weihnachten 2021 erneut Einreisebeschränkungen verhängt. Konkret geht es um die Einreise aus Hochrisikogebieten, wie unter anderem dem Vereinigten Königreich, Frankreich, Dänemark oder Norwegen. Ab dem 25. Dezember 2021 ist der Eintritt aus diesen Ländern nach Österreich nur noch mit einer zehntägigen Quarantäne in Verbindung – ohne Freitesten.
Weiters werden die Einreisemaßnahmen für alle Staaten verschärft, ab Weihnachten dürfen nur mehr dreifach geimpfte und genesene Personen das Land betreten. Sollte keine dritte Auffrischungsimpfung vorweisbar sein oder der Genesenennachweis über 6 Monate zurückliegen, ist eine 10-tägige Quarantäne verpflichtend. Zusätzlich wird – auch für Personen mit 2G-Nachweis – ein PCR-Test bei der Einreise verlangt.

### Jänner 2022

#### Ungeimpfte Geimpfte
Da die Gültigkeit der Impfungen mit Johnson & Johnson von 270 Tage auf den Stichtag 3. Jänner 2022 verkürzt worden war, fielen nun erstmals als zuvor als immunisiert geltende Personen unter den Lockdown für Ungeimpfte und hatten auch kein gültiges 2G-Zertifikat mehr. Das Nationale Impfgremium hatte zuvor vier bis acht Wochen nach der Impfung mit Johnson & Johnson eine weitere off-label Impfung mit einem mRNA-Impfstoff empfohlen. Anfang 2022 wurde zusätzlich auch bei den anderen zugelassenen Impfstoffen eine Verkürzung der Gültigkeit der 2. Impfung beschlossen. Somit bräuchten zum Zeitpunkt des Beschlusses 870.000 Personen bis zum 1. Februar eine dritte Impfung oder würden andernfalls als ungeimpft gelten.

### Februar 2022
Zu Beginn des Monates hatten rund 235.000 geimpfte Personen kein gültiges 2G-Zertifikat mehr, nachdem sie sich keinen Booster abholten. Der Forderung nach einer Verlängerung des Zertifikats kam die Regierung nicht nach, der Februar brachte aber einige Lockerungen, darunter die Beendigung des Lockdowns für Ungeimpfte. Einkaufen ohne 2G-Nachweis wurde ab 12. Februar wieder möglich, Lokalbesuche waren ab 19. Februar wieder mit 3G-Nachweis möglich, mit der Ausnahme von Wien, das noch bis 16. April an diesen Maßnahmen festhielt.

### April 2022
Nachdem im April auch die ersten 2G-Zertifikate von Personen mit Booster ausliefen, verlängerte die Regierung die Gültigkeit der dritten Teilimpfung.

### Juni 2022
Mit Juni endete die Maskenpflicht in Supermärkten und öffentlichen Verkehrsmitteln (mit Ausnahme Wiens).

### März 2023
Wien beendet als letztes Bundesland mit 1. März 2023 die Maskenpflicht in öffentlichen Verkehrsmitteln, in Apotheken und Gerichten. Außerdem öffnen wieder die vorderen Türen in öffentlichen Straßenbahnen und Bussen in Wien. Gesundheitsstadtrat Peter Hacker bestand aber weiterhin auf einer Maskenpflicht in Wiener Kranken- und Kuranstalten, Alten- und Pflegeheimen. Diese Maßnahmen endeten erst im Juni des gleichen Jahres, als auf Bundesebene auch dem Bundesland Wien die Möglichkeit genommen wurde, Sonderregelungen vorschreiben zu können.

### Juni 2023
Mit 29. Juni 2023 endeten in Österreich nach über drei Jahren alle noch verbliebenen Corona-Maßnahmen und die damit verbundenen Dienstleistungen. Bundeslandspezifische Sonderregelungen, wie zuletzt noch in Wien, wurden beendet, Meldepflichten sowie alle Verkehrsbeschränkungen bei einer Infektion mit SARS-CoV-2 entfallen, der Grüne Pass wurde eingestellt.

## Maßnahmen und Problemfelder

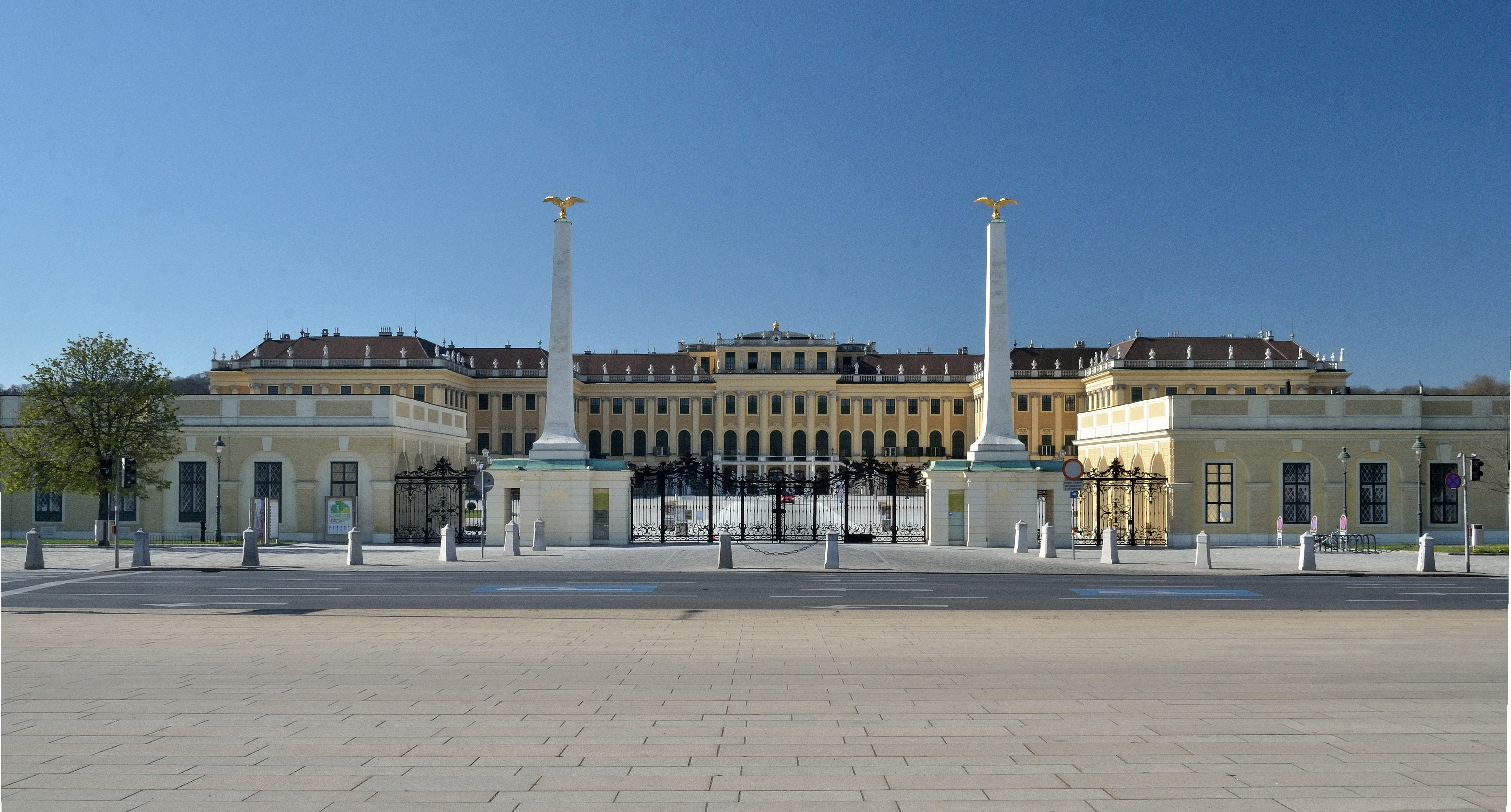
Aufgrund der Schutzmaßnahmen menschenleerer Eingang von Schloss Schönbrunn in Wien, April 2020

### Vorschriften im öffentlichen Leben
Von der Regierung wurden seit März 2020 weitreichende Vorschriften beschlossen, um die Nettoreproduktionszahl zu senken und damit Infektionsketten zu durchbrechen und dadurch bekannte Risikogruppen – primär Senioren und Menschen mit gewissen Vor- und Grunderkrankungen – zu schützen.
Die Vorschriften dienen auch dem Selbstschutz anderer Personen, denn auch bei jungen Personen ohne Vorerkrankungen kann es einerseits zu einem lebensgefährlichen Verlauf der Erkrankung kommen und anderseits treten häufig über Monate Langfolgen auf, wie Schmerzen, Konzentrationsstörungen, kein Geruchs- und Geschmackssinn.
Die 2. COVID-19-Notmaßnahmenverordnung ist seit 26. Dezember 2020 gültig.
Eine Reihe von Maßnahmen, die im öffentlichen Leben gelten, sollen dazu beitragen, die Ausbreitung der Atemwegserkrankung COVID-19 und damit der Coronavirus-Pandemie zu begrenzen:

#### Verhaltensmaßregeln im öffentlichen Raum

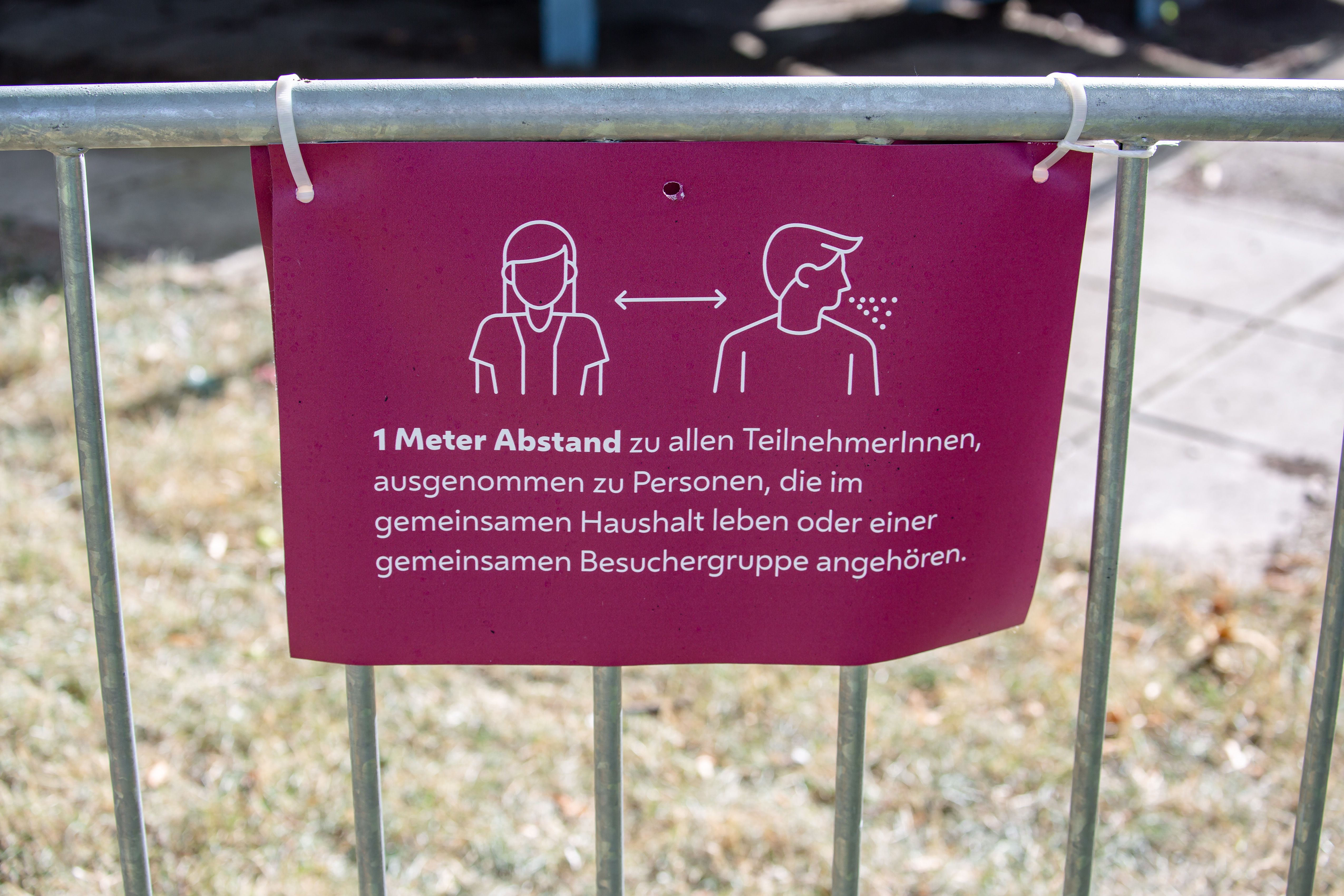
Hinweis zum 1-Meter-Abstand (Juli 2020)

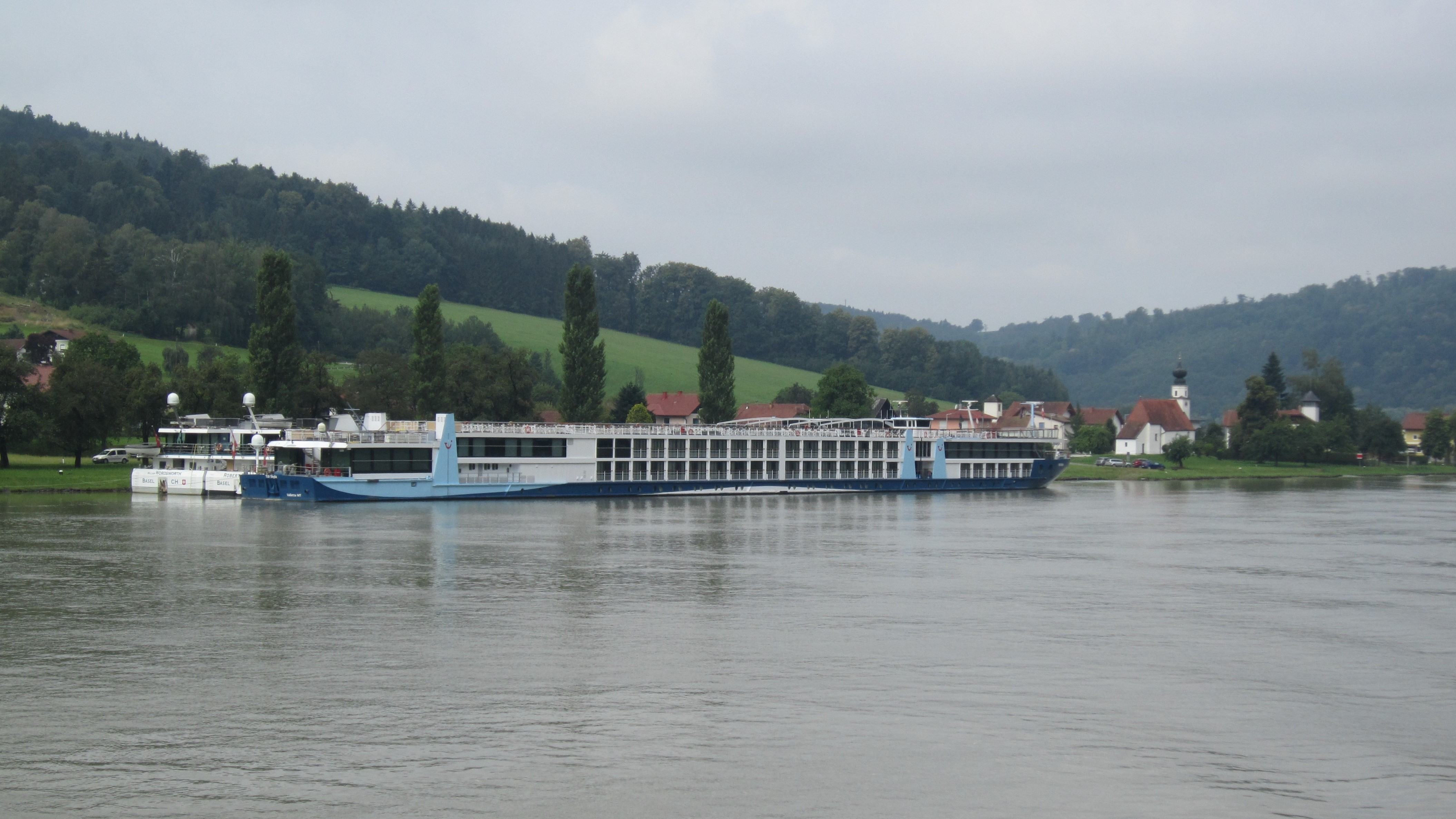
Drei außer Betrieb gesetzte Flusskreuzfahrtschiffe sind bis auf Weiteres in der Donau bei Pyrawang abgestellt (19. Juli 2020)

- Allgemeines Gebot der räumlichen Distanzierung: Es soll mindestens zwei[301] (früher ein[296]) Meter Abstand von allen Personen gehalten werden, die nicht dem gemeinsamen Haushalt angehören.

#### Maskenpflicht im öffentlichen Raum
Der Abstand von mindestens zwei Metern ist an allen öffentlichen Orten einzuhalten, darf bei aufgrund örtlicher Gegebenheiten (z. B. Gehsteig) temporär unterschritten werden.
Zusätzlich zum Mindestabstand ist das Tragen einer FFP2-Maske in praktisch allen öffentlich zugänglichen Innenbereichen (z. B. Supermärkte, öffentliche Verkehrsmittel), sowie einigen Außenbereichen (z. B. Märkte) verpflichtend.

#### Einschränkung des öffentlichen und privaten Lebens
- Veranstaltungsverbot: Veranstaltungen sind verboten.[296]
- Gastronomie: Die Gastronomiebetriebe sind seit 3. November 2020 erneut geschlossen, Lieferbetrieb und Abholung sind möglich.

#### Reaktionen auf die Vorschriften

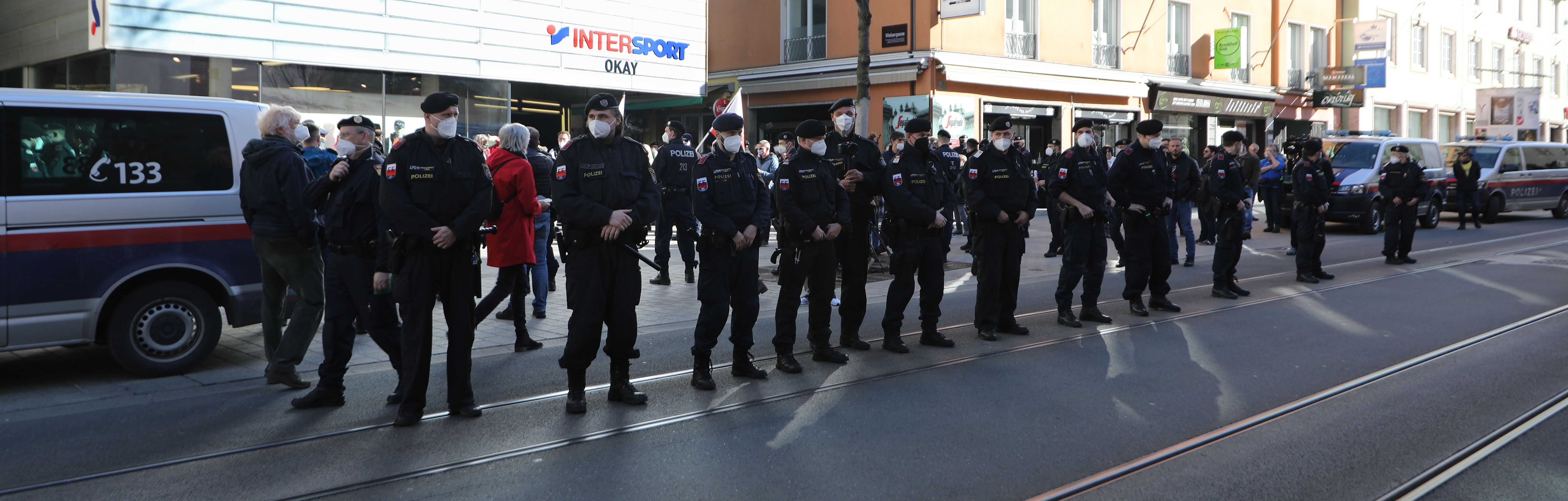
Polizeiaufgebot bei einer verbotenen „Anti-Corona“-Demonstration in Innsbruck (Februar 2021)

Fanden die ersten Maßnahmen der Regierung noch die Zustimmung der Opposition, so änderte sich das bei einzelnen weiteren Maßnahmen und Absichten. Besonders ein sogenannter „Oster-Erlass“ stieß dabei auf breite Ablehnung seitens der Opposition wie auch von Verfassungsrechtlern. Durch diesen wurde verboten, dass sich mehr als fünf Personen in einem Raum aufhielten, außer sie gehörten zu einem gemeinsamen Haushalt.
Dadurch sollte sichergestellt werden, dass auch zu Ostern keine größeren Feiern in privaten Haushalten stattfanden. Laut Verfassungsexperten war dieser Erlass als Eingriff in das geschützte Hausrecht rechtswidrig. Der Gesundheitsminister zog diesen Erlass daraufhin zurück, weil er aufgrund der weiterhin geltenden Ausgangsbeschränkungen nicht nötig sei. Denn aufgrund der sogenannten Betretungsverordnung seien Osterfeiern ohnehin nicht möglich gewesen, da ein Besuch bei Freunden dort nicht als Ausnahme des allgemeinen Betretungsverbots aufgeführt war. Nach der Zurückziehung wurde seitens des Bundeskanzlers auch betont, dass die Polizei „nicht in Wohnungen nachschnüffeln“ werde. Das Gesundheitsministerium sagte Ende April schließlich, dass die Betretungsverordnung Treffen in privaten Räumen nicht untersagt habe.
Eine weitere Überlegung, vorgetragen vom Nationalratspräsidenten Wolfgang Sobotka, die Ausgangsbeschränkungen nur für jene zu lockern, die die „Stopp-Corona“-App des Roten Kreuzes benutzten, stieß ebenfalls auf breite Kritik der Opposition und auch des Roten Kreuzes selber. Der Bundeskanzler erklärte daraufhin, nicht an eine Verpflichtung zu denken, aber weiterhin auf „Tracking“ und „Containment“ etwa mithilfe von Schlüsselanhängern zu setzen.
Der Infektiologe Franz Allerberger, Leiter der Abteilung für öffentliche Gesundheit in der Agentur für Gesundheit und Ernährungssicherheit (AGES), sagte im August 2020 in der ZIB 2, dass ausgehend von der Anzahl der Toten in Österreich und einer Sterblichkeit von 0,25 Prozent bei Corona sich in Österreich etwa 300.000 Personen mit dem Virus infiziert haben müssten. Laut Allerberger habe die Maskenpflicht und auch die Aufhebung der Maskenpflicht keinerlei messbare Auswirkungen auf die Ansteckungssituation in Österreich gehabt. Allerberger warnte allerdings vor den Spätfolgen von Corona.
Das Wort Babyelefant aus einer Kampagne der Bundesregierung (die von der Agentur Jung von Matt umgesetzt wurde) wurde zum Österreichischen Wort des Jahres 2020 gewählt, auf dem zweiten Platz folgt das Wort Corona. Das Unwort wurde Coronaparty vor Social Distancing und coronabedingt. Zum Unspruch des Jahres wurde die Aussage Wir werden auch in Österreich bald die Situation haben, dass jeder irgendjemanden kennt, der an Corona verstorben ist gewählt. Im Mai 2020 übernahm Ministerin Margarete Schramböck die Patenschaft für das Elefanten-Mädchen Kibali im Tiergarten Schönbrunn.

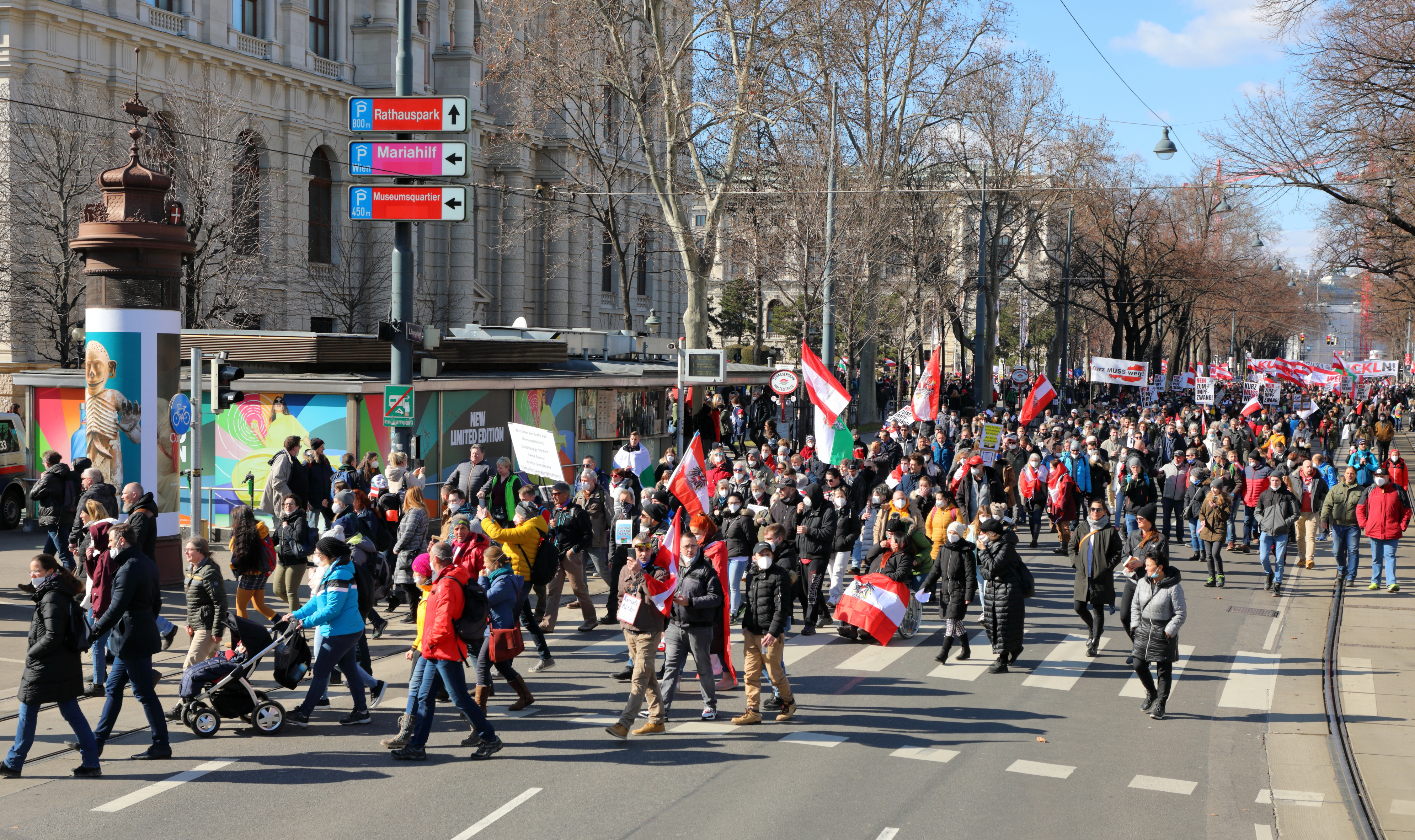
3. Großdemonstration am 6. März 2021 in Wien

Ende 2020 häuften sich, wie in Deutschland, Fälle in ganz Österreich, bei denen Demonstrationen gegen Schutzmaßnahmen der Regierung angemeldet, jedoch aufgrund einer vermuteten Gesundheitsgefährdung untersagt wurden. Die Demonstrationen fanden häufig trotz der Verbote statt und wurden teils von einem großen Polizeiaufgebot begleitet. Ein Teil der oft tausenden Teilnehmer wurde daraufhin wegen Verstößen gegen das COVID-19-Maßnahmengesetz, VersammlG, SPG und StPO angezeigt.
Am 20. November 2021 fanden in der Wiener Innenstadt mehrere Demonstrationen gegen die Regierungsmaßnahmen statt, zu den Organisatoren gehörte auch die FPÖ. Während der Proteste wurden wiederholt Polizisten angegriffen, ein Demonstrant versuchte, einem Beamten die Schusswaffe zu entwenden. Aufgrund von Warnungen wurden Sicherheitsvorkehrungen an Krankenhäusern, Impfzentren, Verlagen und Ministerien verschärft.
Die in Seewalchen am Attersee ansässige Ärztin Lisa-Maria Kellermayr wurde über Monate hinweg aus dem Umfeld der Corona-Leugner und von Impfgegnern bedroht und schloss daraufhin ihre Praxis. Von Seiten der Polizei Oberösterreich und der Ärztekammer Oberösterreich bekam sie keine Unterstützung, sondern wurde beschuldigt, sich „in die Öffentlichkeit [zu] drängen, um ihr Fortkommen zu fördern“. Am 29. Juli 2022 wurde ihr Tod durch Suizid bekannt gegeben. Kellermayrs Tod führte in den sozialen Medien der Corona-Leugner zu verschwörungsideologischen Spekulationen und zum Teil strafrechtlich relevanter Hetze. Am 1. August fand zum Gedenken an Kellermayr ein Lichtermeer vor dem Stephansdom in Wien statt.

#### Landesverwaltungsgerichte entschieden, dass private Besuche erlaubt waren
Aufgrund der sogenannten Betretungsverordnung, die das Betreten öffentlicher Orte nur für bestimmte Ausnahmen erlaubte, kontrollierte die Polizei viele Menschen, die unterwegs waren; laut § 4 der Verordnung hatten überprüfte Personen „die Gründe, warum eine Betretung gemäß § 2 zulässig ist, glaubhaft zu machen“. Viele Menschen, die unterwegs waren, um Verwandte oder Freunde in ihren Privatwohnungen zu besuchen, erhielten Strafen. Einige dieser Bestraften legten Beschwerde ein, und zwei Landesverwaltungsgerichte entschieden, dass private Besuche nicht verboten waren. Dabei stützten sich die Richter auf § 2, Ziffer 5 der Betretungsverordnung, worin für das Betreten öffentlicher Orte das Einhalten von einem Meter Abstand vorgeschrieben wurde.

### Maßnahmen im Gesundheitsbereich

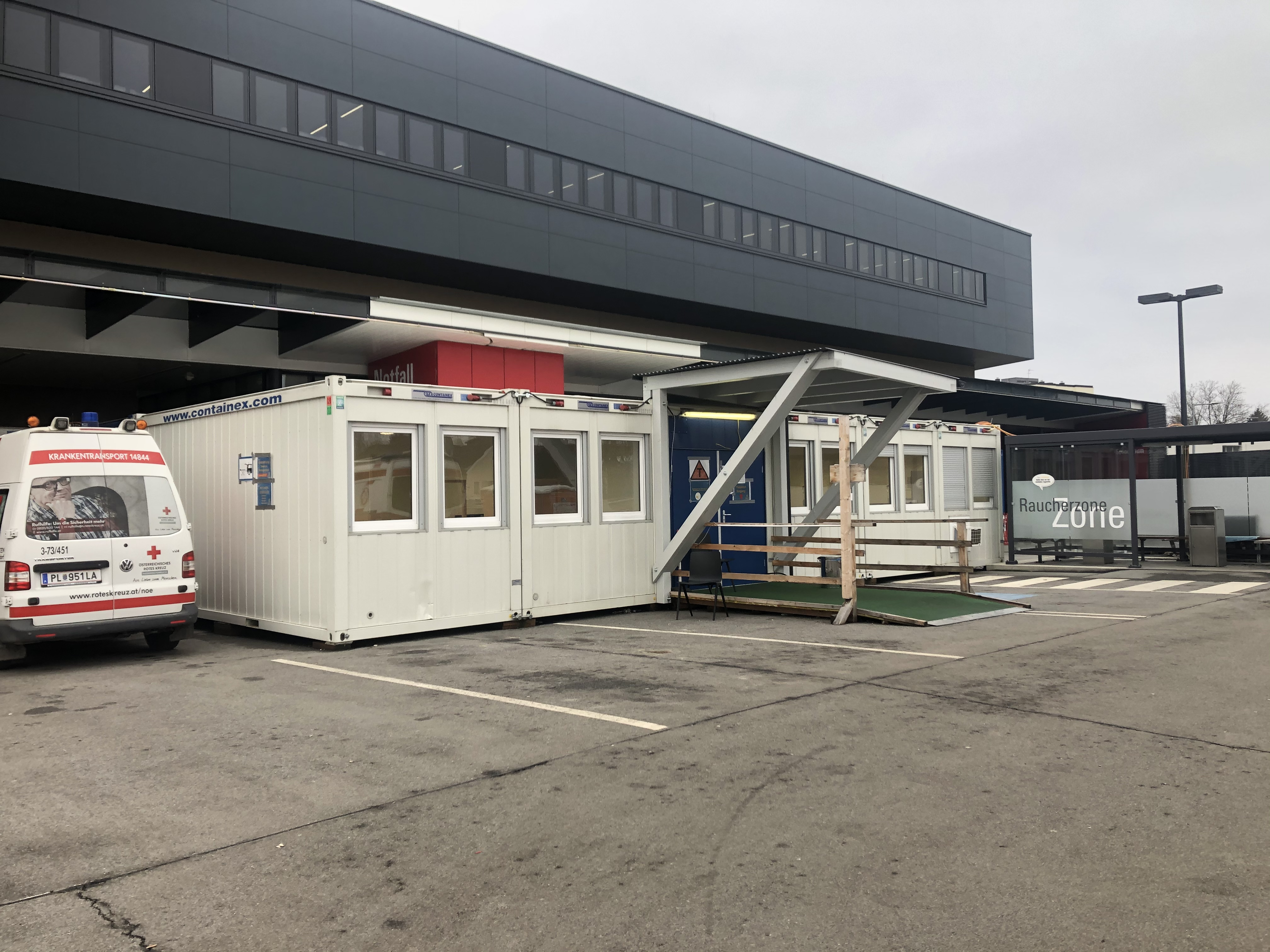
Der adaptierte Eingang zur Notfallambulanz des Universitätsklinikums St. Pölten mit einer COVID-19-Vortriagierung der Patienten (Dezember 2020)

In Österreich wurden zunächst nur Personen mit akuten Symptomen, auf ärztliche Einschätzung, oder im Zuge von Umgebungsuntersuchungen getestet. Ergebnisse der Tests sollten zeitnah vorliegen, können sich in Einzelfällen aber auch verzögern, sie werden von der zuständigen Gesundheitsbehörde (Amtsarzt, bzw. Bezirkshauptmannschaft, Magistratsabteilung) mitgeteilt. Ermittelte Verdachtsfälle und erkrankte Personen werden per Bescheid der Gesundheitsbehörde für 14 Tage isoliert, beispielsweise unter Heimquarantäne gesetzt.
Diese Personen erhalten eine Information, wie sie sich zu Hause verhalten sollen, wie sie sich selbst überwachen können und die Pflege durch Angehörige, Nachbarn oder Gesundheitsdienste erfolgen kann. Personen, die sich selbst als Kontaktperson einschätzen, sollten Analoges freiwillig einhalten.
Falls eine akute medizinische Betreuung notwendig, erfolgt eine Einweisung ins Krankenhaus (Hospitalisierung). Die Einhaltung der angeordneten Quarantäne wird behördlich überwacht, eine etwaige Zuwiderhandlung geahndet. Aufgrund von geänderten Bestimmungen für Reisende sowohl bei der Einreise aus Risikogebieten als auch bei der Ausreise in Länder, für die Österreich als Risikogebiet eingestuft wurde, werden seit Sommer 2020 zusätzlich Tests an symptomfreien Personen durchgeführt. Diese sind in der Regel kostenpflichtig, die Stadt Wien bietet für Einwohner und Berufspendler kostenlose Tests an.
Am 16. März gab der Dachverband der Sozialversicherungsträger Teile des Programmes für E-Rezepte frei, sodass sich Patienten notwendige Medikamente abseits von Corona-Erkrankungen telefonisch beim Arzt verschreiben lassen können und diese dann direkt in der Apotheke mittels E-Card abgeholt werden können. Auch die chefärztliche Bewilligungspflicht wird für die meisten Medikamente ausgesetzt. Gleichzeitig sind Arbeitsunfähigkeitsmeldungen nunmehr auch telefonisch möglich. Durch diese Maßnahmen soll der direkte Patientenkontakt auch bei den niedergelassenen Ärzten drastisch reduziert werden.
Die Krankenhäuser bereiten sich auf die speziellen Verhältnisse vor, indem Isolierstationen und Quarantänebereiche geschaffen werden. Kuranstalten wurden geschlossen, auch um sie allenfalls als Notkrankenhaus nutzen zu können, ebenso Rehabilitationseinrichtungen, die vorerst nurmehr im Falle unbedingt notwendiger medizinischer Maßnahmen betreten werden. Besuche bei Angehörigen in stationärer Behandlung sollten auf ein Minimum beschränkt werden.
Das österreichische Gesundheitssystem verfügt im Normalbetrieb über insgesamt etwa 2500 Intensivbetten, die langjährigere durchschnittliche Auslastung beträgt rund 80 Prozent, rund 500 Betten sind normalerweise für Notfälle frei. Diese Zahl ist der Angelpunkt der vom zuständigen Gesundheitsminister Rudolf Anschober getroffenen Maßnahmen: Über Modellrechnungen wird geschätzt, wie hoch die Auslastung der Intensivstationen bei verschiedenen Ausbreitungsszenarien wäre. Wären alle Betten belegt, müssten die behandelnden Ärzte zu Triage-Maßnahmen greifen, also anhand eines bestimmten Kriterienkatalogs die Auswahl treffen, bei welchen Patienten (weitere) intensivmedizinische Maßnahmen durchgeführt werden und bei welchen nicht. Letztere würden nach dieser Auswahl teilweise nur mehr palliativ versorgt. Diese Zustände, wie sie beispielsweise in Oberitalien und anderen europäischen Regionen mehrere Wochen herrschten, galt es laut Gesundheitsminister zu vermeiden. Am 12. März wurde von Forschern des Complexity Science Hub Vienna berechnet, dass bei gleichbleibendem Wachstum die Kapazitätsgrenze der Intensivstationen Ende März erreicht worden wäre. Im Zuge der Gegenmaßnahmen der Regierung wurden dann weitere Betten geschaffen und parallel der übliche Klinikbetrieb reduziert. Der Bestand der Intensivbetten betrug dann Anfang April 3000, davon waren zu diesem Zeitpunkt rund 1300 verfügbar.
Das Gesundheitsministerium richtete eine Taskforce ein, der neben Minister Rudolf Anschober unter anderem die vorhergehende Gesundheitsministerin Brigitte Zarfl und die Anschober-Vertraute Ruperta Lichtenecker angehören. Mitglieder des Beraterstabs sind unter anderem der Präsident des Obersten Sanitätsrates Markus Müller, der Präsident der Ärztekammer Thomas Szekeres, die Virologin Elisabeth Puchhammer-Stöckl und der Simulationsforscher Niki Popper. Nach dem Ausscheiden des Public-Health-Experten Martin Sprenger folgte ihm die Bioethikerin Christiane Druml im Beraterstab nach.

#### Auswirkungen im Gesundheitssystem
Die Zahl der in Österreich registrierten Herzinfarkte nahm laut einer Studie während der Coronavirus-Pandemie im März 2020 um 40 Prozent ab. Während normalerweise im Monat rund 1.000 Herzinfarkt-Patienten eingeliefert werden, sind dem Bericht der Österreichischen Kardiologischen Gesellschaft (ÖKG) zufolge im März 2020 nur rund 720 Patienten in 17 der 19 Herzkatheter-Zentren Österreichs eingeliefert worden. Der beobachtete Rückgang der Herzinfarktzahlen sei aus pathophysiologischer Sicht nicht erklärbar, vielmehr sei nach Ansicht des ÖKG-Generalsekretärs Bernhard Metzler von der Medizinischen Universität Innsbruck sogar ein Anstieg der Fallzahlen zu erwarten gewesen. Es wurde vermutet, dass ein Teil der Patienten, die einen Herzinfarkt erlitten, bei milden Symptomen aus Angst vor einer Infektion mit SARS-CoV-2 keine medizinische Hilfe in Anspruch genommen haben.
Ebenso rückläufig war die Zahl der Spitalsbehandlungen bei Krebserkrankungen, die um 20 % zurückging. Dies wurde darauf zurückgeführt, dass die Diagnostik sowohl in der Früherkennung als auch bei milden Symptomen häufig verschoben wurde. In der Folge wurden Diagnosen möglicherweise erst in einem späteren und gefährlicheren Stadium der Erkrankung auffällig. Im Bereich der Kinderheilkunde gab es von Mitte März bis Mitte April 2020 einen Rückgang der Spitalsbesuche um 83 %, in jenem der Kinder- und Jugendchirurgie um 59 % gegenüber den Vorjahren. Die verzögerte Behandlung führte laut einer Studie bei 33 Kindern zumindest sehr wahrscheinlich zu Gesundheitsschäden, in einem Fall auch zum Tod des Kindes. Etwa zwei Drittel der betroffenen Kinder wurden aus Angst vor einer Infektion zu spät im Spital vorgestellt, 16 % wegen geschlossener medizinischer Einrichtungen. Die Autoren kamen zum Schluss, dass die Folgen der verspäteten Akutbehandlung von Kindern die Risiken einer Infektion mit SARS-CoV-2 überwogen.

#### Fehlende Schutzausrüstung
In die österreichische Kritik kam in den ersten beiden Märzwochen auch die Bundesrepublik Deutschland, die einen Exportstopp für Schutzausrüstung anordnete. Nachdem dies bereits zu diplomatischen Verwerfungen mit der Schweiz geführt hatte, kam es zu ebensolchen Diskussionen mit Österreich, da die deutschen Zollbehörden Transporte mit in Österreichs Spitälern dringend benötigter und bereits bezahlter Schutzkleidung vor der Grenze gestoppt hatten.
In einem Fernsehbericht (vom 21. März 2020) kritisierte ein Hausarzt der besonders stark betroffenen Region Landeck in Tirol die mangelnde Versorgung mit Desinfektionsmitteln, Atemschutzmasken und Schutzkleidung.
Nur durch die Unterstützung von privaten Personen und Firmen konnte die Praxis ihren Betrieb weiter aufrechterhalten. Erst am 19. März wurde nach Interventionen beim deutschen Minister Peter Altmaier dieser Ausfuhrstopp nach Österreich aufgehoben, nachdem auf EU-Ebene eine gemeinsame Beschaffung durch die Kommission und Exportbeschränkungen nur für EU-Drittländer ausverhandelt wurde.
Zu der Zeit hatte Österreich schon auf eine Direktbeschaffung mit AUA-Sonderflügen nach China zurückgegriffen, für den Eigenbedarf und zur Weitergabe nach Italien, das vom deutschen und auch französischen Exportstopp ebenfalls stark betroffen war.
Andererseits lagerten in Österreich auch noch mehrere Millionen seit 2016 abgelaufene Schutzmasken, die von der damaligen Gesundheitsministerin Rauch-Kallat im Zuge der Vogelgrippe-Epidemie 2005 bevorratet wurden.
Aus dieser Gesamtmenge wurden im März 2020 1,6 Millionen Stück freigegeben, nachdem sie in einem aufwendigen Verfahren vom Bundesheer seit Februar überprüft und als tauglich deklariert worden waren.
Sie waren als Schutzklasse FFP-1 klassifiziert.

#### Anzeigepflicht
In Österreich besteht eine Anzeigepflicht, und zwar nach dem Epidemiegesetz 1950 zusammen mit einer Verordnung. Die Pflicht zur Anzeige besteht für Verdachts-, Erkrankungs- und Todesfälle aufgrund dieses Virus. Zudem wurde auch die Absonderungsverordnung um das neue Coronavirus erweitert.

### Bildungsbereich
Nach den Schul- und Universitätsschließungen kündigte der Bildungsminister am 17. März eine Verschiebung der Zentralmatura um mindestens zwei Wochen an, während am Termin der Sommerferien noch festgehalten wird.
Der öffentlich-rechtliche Rundfunk ORF richtete zum 18. März ein Schulfernsehen ein. Unter dem Titel „Freistunde“ wird ab 9:00 Uhr ein dreistündiges Programm für Kinder ab zehn Jahren und Jugendliche ausgestrahlt, das in großen Teilen auf bestehende Inhalte zurückgreift. Vor dieser Zeit gibt es ein dreistündiges Programm für jüngere Kinder. Unterrichtsmaterialien werden unter der „Eduthek“ online zur Verfügung gestellt. Darin sollen Aufgabenblätter, interaktive Übungen und Videos, einschließlich Aufgaben für alle Schulstufen in den Fächern Deutsch, Mathematik und Englisch, jeweils zu allen wesentlichen Kompetenzbereichen aus den Lehrplänen, enthalten sein. Hinzu kommen Übungsaufgaben zu weiteren Fächern und zur Vorbereitung auf die Matura. Lehrenden wurden Empfehlungen zu Online-Plattformen und Unterrichtsmaterialien gegeben. Demnach sollten die Lehrenden einer Schule auf einheitliche Plattformen achten und auch auf Fernunterricht zurückgreifen. Betreuung wurde durchgehend für Schüler der Volks- und Mittelschulen bzw. der Unterstufen angeboten.
Die Prüfungen für die Zentralmatura wurden im Mai und Juni 2020 unter Auflagen durchgeführt, die Jahresfortgangsnote ging ausnahmsweise in die Bewertung ein (siehe Corona-Matura).

### Veranstaltungen und Kultur

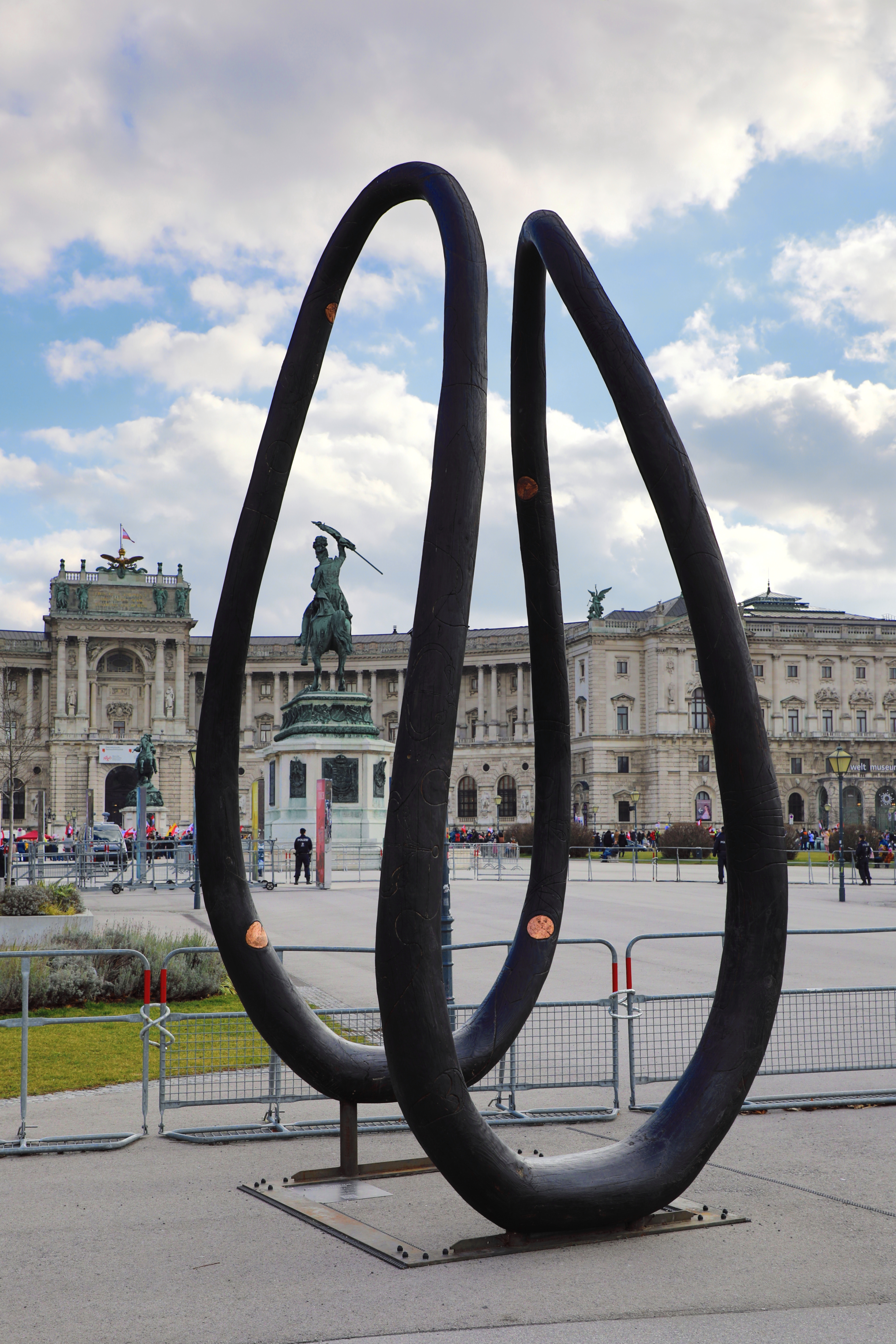
Das „Corona-Denkmal der Hoffnung“ von Emmerich Weissenberger

Aufgrund der verordneten Einschränkungen wurden im März 2020 zahlreiche Veranstaltungen zur Gänze abgesagt oder eingeschränkt. Abgesagt wurden etwa die Spiele der österreichischen Bundesliga der nächsten Zeit, diverse Kulturveranstaltungen und Konzerte.
Die Bundesmuseen wurden geschlossen, das Filmfestival Diagonale wurde abgesagt, ebenso die Osterfestspiele Salzburg und der Vienna City Marathon.
Die Amadeus-Verleihung 2020 wurde auf September verschoben. Die Veranstaltungen der Messe Wien wurden verschoben.
Nach öffentlicher Kritik an ihrem Agieren trat die Kulturstaatssekretärin Ulrike Lunacek am 15. Mai 2020 zurück.
Der Musiker und Texter Thomas Spitzer von der Ersten Allgemeinen Verunsicherung adaptierte im Zuge der Pandemie den Titel „Küss die Hand, schöne Frau“ und schrieb ihn im Mai 2020 zu „Küss die Hand, Pandemie!“ um.
Das Land Steiermark und das Institut für Kunst im öffentlichen Raum Steiermark am Universalmuseum Joanneum schrieb einen Wettbewerb um die Gestaltung von Skulpturen in Reflexion auf die Coronavirus-Pandemie und ihre Auswirkungen aus. Aus den rund 300 Einreichungen von 220 Künstlern wählte eine siebenköpfige Jury im September 2020 die Entwürfe von Wolfgang Becksteiner, Werner Reiterer und Michael Schuster aus. Im September 2021 wurde das Kunstwerk Distanzierte Nähe des steirischen Künstlers Wolfgang Becksteiner im Grazer Burggarten präsentiert. Das CoV-Denkmal von Werner Reiterer soll im Stadtpark in Leibnitz realisiert werden, das Denkmal von Michael Schuster in Graz.
Im September 2020 wurden für die Wiener Ballsaison 2020/21 einige Bälle abgesagt, darunter der Wiener Opernball, der Ärzteball, der Juristenball, der Ball der Pharmacie, der Ball der Offiziere und der Jägerball.
Im erneuten Lockdown ab 3. November wurden alle Veranstaltungen mit Ausnahme von professionellen Sportveranstaltungen (ohne Zuschauer), Begräbnissen und Demonstrationen abgesagt. Freizeit- und Kulturbetriebe mit Ausnahme von Bibliotheken wurden ebenfalls geschlossen.
Das Neujahrskonzert der Wiener Philharmoniker 2021 fand ohne Saalpublikum statt.
Im November 2021 wurde am Heldenplatz ein vom Künstlerpaar Emmerich Weissenberger und Nora Ruzsics gestaltetes fünf Meter hohes Corona-Denkmal enthüllt. Das Denkmal ging als Schenkung an die Medizinische Universität Wien und wurde 2023 vor dem AKH Wien aufgestellt.

### Öffentlicher Verkehr

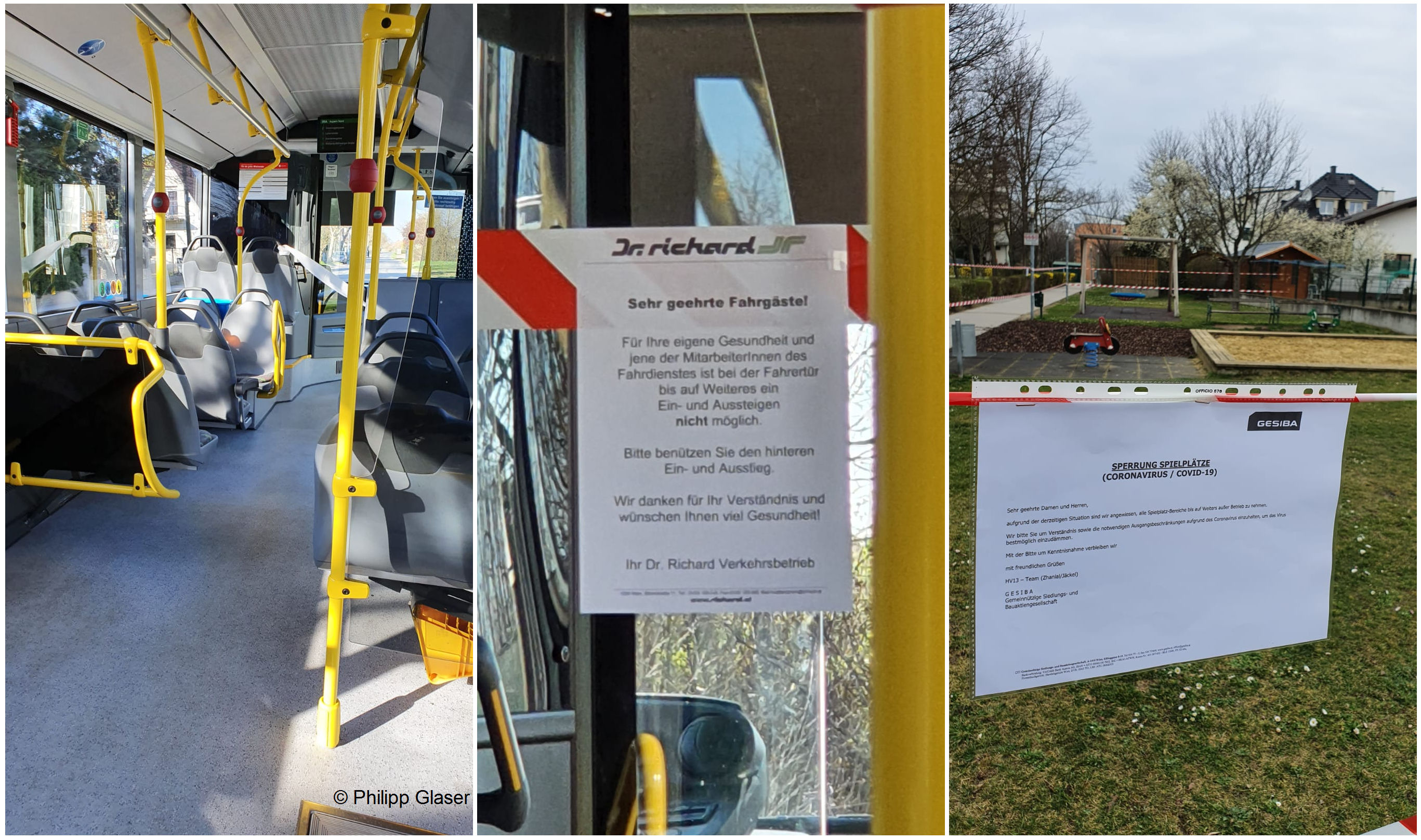
V. l. n. r: Behelfsmäßige Abtrennung zwischen Fahrer und Fahrgastraum in der Wiener Buslinie 99A; professionelle Abtrennung mit Hinweisschild in der Linie 89A; geschlossener Spielplatz mit Hinweisschild im Wiener Bezirksteil Essling (Bilder vom März 2020)

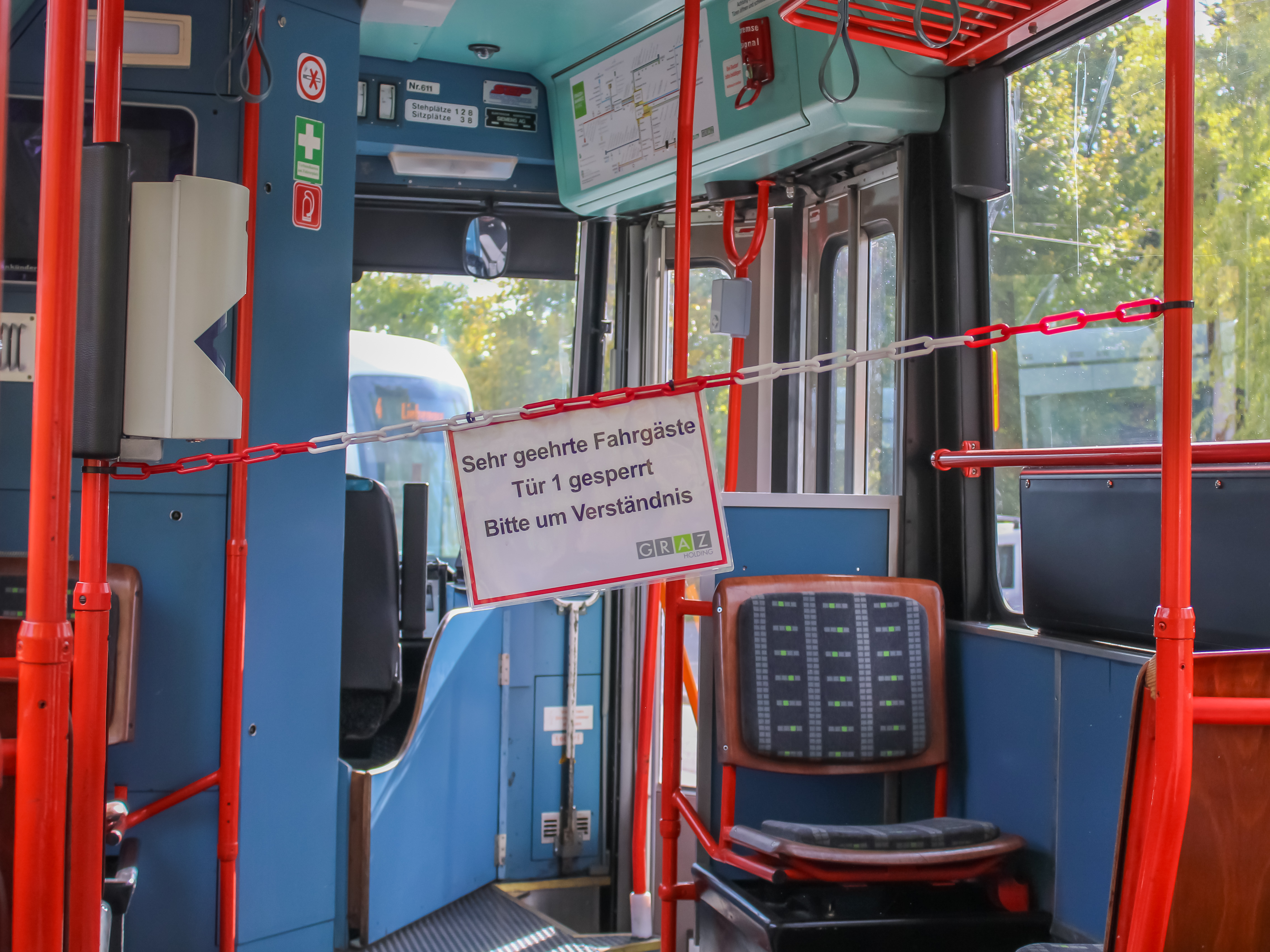
Abgesperrte 1. Tür bei Hochflurfahrzeugen der Graz Linien, da diese keine geschlossene Fahrerkabine besitzen.

Der grenzüberschreitende Eisenbahnverkehr mit dem Ausland wurde Mitte März schrittweise weitgehend eingestellt:
- am 11. März 2020 mit Italien,
- am 13. März 2020 mit der Slowakei,
- am 14. März mit Tschechien und der Schweiz,
- am 15. März 2020 auf der Mittenwald- und Außerfernbahn,
- am 16. März 2020 mit Slowenien und zwischen Salzburg und Freilassing. Dieser Verkehr wurde mit verschärften Kontrollen am 25. März 2020 wieder aufgenommen.
- Ab dem 26. März wurde der Fernverkehr nach Ungarn eingeschränkt, Regionalzüge aber verkehrten weiter.

Der Fahrplan wurde insgesamt ausgedünnt. Andererseits wurden ab dem 23. März 2020 Verbundfahrscheine in Zügen der Westbahn anerkannt.
Ab dem 11. März wurde in der Wiener U-Bahn bei allen modernen U-Bahn-Garnituren zentrales Öffnen eingeführt, sodass die Druckknöpfe nicht mehr betätigt werden müssen.
Ab dem 16. März wurde bei allen Buslinien des Verkehrsverbundes Ostregion die vorderste Tür für Fahrgäste gesperrt, zusätzlich wurde der nähere Raum zum Fahrpersonal mittels Absperrung vom restlichen Fahrgastraum getrennt. Ähnlich verhielt es sich bei den alten Straßenbahngarnituren. Bei den neuen Straßenbahngarnituren sowie bei den U-Bahnen war dies nicht erforderlich, da die Fahrerkabine ohnehin vom Fahrgastraum getrennt ist. Ab 18. März wurden aufgrund der Schulschließungen wienweit alle Fahrpläne auf Ferienbetrieb umgestellt.
Ab dem 21. März wurden die Fahrpläne im Wiener ÖPNV nochmals angepasst: An allen Tagen wird in der Nacht mit Wochentagsfahrplan gefahren (also mit einer geringeren Netzabdeckung als am Wochenende und auch ohne Nacht-U-Bahn). Untertags wird samstags und sonntags der Sonntagsfahrplan eingehalten, während montags bis freitags nach dem Samstagsfahrplan gefahren wird. Die Wiener Linien reagierten damit auf den enormen Fahrgastrückgang von bis zu 95 Prozent. Auch die ÖBB passten ihre Fahrpläne in ganz Österreich an und stellten (bis auf einige Verstärkerzüge zu den Wochentags-Hauptverkehrszeiten) ganzwöchig auf Wochenendfahrplan um.
Ab dem 11. Mai 2020 begannen die ÖBB schrittweise wieder nach regulärem Plan zu fahren; im Juni wurden auch wieder internationale Verbindungen sowie zu Ende Juni Nachtzüge angeboten.
Nachdem die Infektionen im Herbst 2020 erneut zunahmen, und bspw. der Vorarlberger Gastronomie eine auf 22:00 h vorverlegte Sperrstunde auferlegt worden war, reduzierten oder strichen ÖBB und Vorarlberger Verkehrsverbund (VVV) ab dem 2. Oktober 2020 zu später Abendstunde oder nach Mitternacht verkehrende Kurse. Um das Ansteckungsrisiko in vollen Verkehrsmitteln zu reduzierten, stockten die ÖBB die Platzkapazitäten in Vorarlberg um 1200 Sitzplätze auf; ebenso mietete der VVV zusätzliche Busse mit insgesamt noch einmal 1200 Plätzen an.
Am 3. Dezember kündigte die Regierung an, dass für die Dauer der Weihnachtsfeiertage eine Einreise nach Österreich aus Risikogebieten nur mit einer Quarantäne von 10 Tagen, die nach fünf Tagen durch einen negativen Test beendet werden kann, möglich ist.

### Bestimmte Gebiete umfassende Quarantänemaßnahmen

#### Tirol
Am 13. März 2020 verkündete die Bundesregierung, dass mehrere Gemeinden in Tirol mit Wirkung ab 13. März unter Quarantäne gestellt wurden. Konkret betraf dies die Gemeinden Ischgl, Kappl, See, Galtür und St. Anton am Arlberg.
Minister Anschober gab am 17. März bekannt, dass das ganze Bundesland Tirol als Risikogebiet eingestuft wird, sodass sich nicht nur Personen, die aus dem Risikoausland einreisten, sondern auch jene, die aus Tirol in andere Gebiete der Republik reisten, in Hausquarantäne begeben mussten. Das schloss auch Reisende, die in den letzten 14 Tagen aus Tirol gekommen waren, mit ein.
Am späten Abend des 18. März wurde verlautbart, dass ab 19. März alle 279 Tiroler Gemeinden unter Quarantäne gestellt wurden. Diese durften nur mehr für den Beruf und für wichtige Besorgungen, die nur außerhalb des Gemeindegebiets möglich waren, verlassen werden. Diese für ganz Tirol geltende Quarantäne wurde mit 7. April aufgehoben. Von der Aufhebung nicht betroffen waren St. Anton, das Paznauntal und Sölden. Auch diese Gebiete waren ab dem 23. April wieder erreichbar.
Aufgrund einer Häufung von Infektionen mit der südafrikanischen Coronavirus-Variante, vor allem im Bezirk Schwaz, aber auch anderen Tiroler Bezirken gab die österreichische Bundesregierung am 9. Februar 2021 bekannt, dass ab Freitag, 12. Februar eine Ausreise aus Nordtirol nur noch mit einem negativen CoV-Test möglich sei, der maximal 48 Stunden alt sein durfte. Dies galt vorerst für 10 Tage, wurde aber am 19. Februar bis 3. März und am 3. März bis 10. März verlängert. Die Ausreisetestpflicht endete am 10. März.
Am 24. Februar 2021 wurde eine ab 27. Februar vorläufig bis 3. März geltende Testpflicht für die besonders stark von Clustern mit der südafrikanischen Coronavirus-Variante betroffene Gemeinde Mayrhofen im Zillertal (Bezirk Schwaz) beschlossen. Eine Ausreise war ab dann nur noch mit einem negativen PCR-Test möglich, der nicht älter als 72 Stunden sein durfte. Außerdem wurden die Testmöglichkeiten vor Ort erweitert. Ziel war es, alle Einwohner zweimal zu testen. Handel und Schulen mussten wieder schließen. Die Ausreisetestpflicht lief am 3. März planmäßig aus.
Gleichzeitig verschärfte Deutschland ab 14. Februar 2021 die Regeln für die Einreise nach Deutschland aus Tirol (außer Osttirol, die Gemeinde Jungholz und das Rißtal). Ab da durften nur noch deutsche Staatsbürger, ansässige Unionsbürger, Beschäftigte im Gütertransport, Gesundheitspersonal, Diplomaten sowie Personen aus humanitären Gründen aus Tirol nach Deutschland einreisen. Nach längerem Diskussionen wurde eine Ausnahme für sogenannten systemrelevante Pendlern beschlossen. Am 16. Februar wurde die Regelung bis 6. März und am 3. März bis 17. März verlängert. Am 17. März wurden die Grenzkontrollen um weitere zwei Wochen verlängert. Am 28. März wurde Tirol von der Liste der „Virusvarianten-Gebiete“ gestrichen und die strikten deutschen Einreisebeschränkungen endeten. Tirol galt ab da, wie die anderen österreichischen Bundesländer, als Risikogebiet.
Ab dem 11. März galt im Bezirk Schwaz, parallel zur Impfaktion, für 14 Tage eine Ausreisetestpflicht. Aufgrund des Auftretens einer Weiterentwicklung der britischen Mutante wurde die Ausreisetestpflicht am 23. März trotz eines Rückgangs der Infektionen mit der Südafrika-Mutante bis 1. April verlängert.
Am 9. März wurde eine ab 12. März bis vorläufig 16. März gültige Ausreisetestpflicht für die vier Tiroler Gemeinden Haiming, Roppen (beide Bezirk Imst), Virgen und Matrei in Osttirol (beide Bezirk Lienz) beschlossen. Am 15. März wurde beschlossen, die Ausreisetestpflicht ab 17. März auch auf die Gemeinde Arzl im Pitztal (Bezirk Imst) zu erweitern und die Testpflicht bis 25. März zu verlängern.
Am 21. März trat eine Ausreisetestpflicht für die Gemeinde Elbigenalp im Bezirk Reutte in Kraft.
Die Ausreisetestpflicht für die Gemeinden Matrei in Osttirol, Roppen und Haiming lief am 25. März aus, in den Gemeinden Arzl im Pitztal, Virgen in Osttirol und Elbigenalp wurde sie um eine Woche verlängert.
Am 1. April lief die Ausreisetestpflicht für die Gemeinde Virgen aus. Die Ausreisetestpflicht für Elbigenalp lief am 4. April aus. Die Ausreisetestpflicht für die Gemeinde Arzl im Pitztal und den Bezirk Schwaz lief am 8. April aus.
Am 28. März wurde aufgrund des Vorkommens der britischen Virusmutation „mit weiteren Mutationsmerkmalen“ eine ab 31. März für 2 Wochen geltende Ausreisetestpflicht für den Bezirk Kufstein und Nordtirol, d. h. Tirol ohne Osttirol beschlossen.
Am 6. April wurde eine ab 8. April gültige Ausreisetestpflicht für die Gemeinde Fulpmes im Bezirk Innsbruck-Land beschlossen.
Am 9. April wurde eine ab 10. April geltende Ausreisetestpflicht für die Gemeinde Weißenbach am Lech im Bezirk Reutte (ausgenommen der Ortsteil Gaicht) beschlossen.:
Am 9. April wurde eine ab 11. April geltende Ausreisetestpflicht für 3 Regionen in Osttirol (Bezirk Lienz) beschlossen:
- Gebiet der Gemeinden Prägraten am Großvenediger und Virgen
- Gebiet der Gemeinden Sillian, Heinfels, Außervillgraten und Innervillgraten
- Gebiet der Gemeinden Anras, Abfaltersbach, Assling und Leisach

Am 13. April wurde beschlossen, die Ausreisetestpflicht für Nordtirol zu verlängern und auf Osttirol auszuweiten.
Die Ausreisetestpflicht für den Bezirk Kufstein lief am 14. April aus.
Die Ausreisetestpflicht für zwei Regionen, die Gemeinden Prägraten am Großvenediger und Virgen und für die Gemeinden Sillian, Heinfels, Außervillgraten und Innervillgraten endete am 13. April.
Am 18. April lief die Ausreisetestpflicht für die Gemeinde Weißenbach am Lech und am 19. April für die Gemeinde Fulpmes aus.
Am 21. April wurde eine ab 23. April geltende Ausreisetestpflicht für die Gemeinde Längenfeld (Bezirk Imst) beschlossen.
Die Ausreisetestpflicht für das Gebiet der Gemeinden Anras, Abfaltersbach, Assling und Leisach endete am 24. April.
Am 28. April wurde eine ab 29. April geltende Ausreisetestpflicht für die Gemeinde Abfaltersbach (Bezirk Lienz) und eine ab 30. April geltende Ausreisetestpflicht für die Marktgemeinde Telfs (Bezirk Innsbruck-Land) beschlossen.
Die Ausreisetestpflicht für Tirol endete am 5. Mai.
Am 7. Mai endete die Ausreisetestpflicht für die Gemeinden Telfs und Abfaltersbach.
Am 12. Mai wurde eine ab 14. Mai geltende Ausreisetestpflicht für die Gemeinde Umhausen im Bezirk Imst beschlossen.
Am 13. Mai endete die Ausreisetestpflicht für die Gemeinde Längenfeld.
Am 29. Mai wurde eine ab 20. Mai geltende Ausreisetestpflicht für das Pitztal (die Gemeinden Sankt Leonhard, Wenns, Jerzens und Arzl) im Bezirk Imst beschlossen.
Am 9. Juni endete die Ausreisetestpflicht für die Gemeinde Umhausen und das Pitztal.
Am 9. August wurde aufgrund stark steigender Infektionszahlen und einer vergleichsweise niedrigen Impfquote im Bezirk Lienz (Osttirol) eine ab 11. August geltende Ausreisetestpflicht für die zwei am stärksten betroffenen Gemeinden Innervillgraten und Oberlienz beschlossen. Ausgenommen wurden doppelt Geimpfte und Genesene mindestens einer Impfung. Veranstaltungen waren nur noch mit weniger als 50 Personen erlaubt. In den anderen Gemeinden im Bezirk Lienz nur noch mit weniger als 100 Personen. Außerdem galt im Bezirk Lienz wieder eine Registrierungspflicht für Veranstaltungen jeder Größe und eine FFP2-Maskenpflicht für Veranstaltungen, drinnen und draußen und im Handel.
Die Ausreisetestpflicht für Oberlienz endete am 24. August.
Am 1. September endeten die bezirksweiten Coronamaßnahmen für den Bezirk Lienz (Osttirol). Die Ausreisetestpflicht für die Gemeinde Innervillgraten wurde um eine weitere Woche, bis 08. September verlängert.
Die Ausreisetestpflicht und die verschärften Maßnahmen für Innervillgraten endeten am 8. September.
Am 3. November wurde eine ab 05. November geltende Ausreisetestpflicht für die Bezirke Landeck und Reutte beschlossen.
Am 5. November wurde beschlossen, am 7. November alle Ausreisetests zu beenden.

#### Vorarlberg
Ebenfalls am 17. März stellte die Vorarlberger Landesregierung die durch das Skigebiet Ski Arlberg mit den Tiroler Arlberg-Gemeinden verbundenen Vorarlberger Gemeinden Lech, Warth und Schröcken sowie den Ortsteil Stuben der Gemeinde Klösterle unter Quarantäne. Ab dem 22. März wurden zwei Ortsteile der Vorarlberger Marktgemeinde Nenzing – Nenzing-Dorf und Beschling – von der Vorarlberger Landesregierung unter Quarantäne gestellt. Reisezüge durchfuhren daraufhin die Bahnhaltestellen Nenzing und Schlins-Beschling ohne Halt. Diese Maßnahmen wurden mit 4. April wieder aufgehoben.
Am 23. März 2021 wurde aufgrund eines starken Anstiegs von Infektionen mit der britischen Virusvariante eine ab 25. März geltende Ausreisetestpflicht für das Leiblachtal (Gemeinden Eichenberg (Vorarlberg), Hohenweiler, Hörbranz, Lochau und Möggers im Bezirk Bregenz) beschlossen. Die Ausreisetestpflicht endete am 31. März.
Am 19. April wurde eine ab 21. April geltende Ausreisetestpflicht für die Region Bregenzerwald beschlossen.
Am 3. Mai wurde eine ab 5. Mai gültige Ausreisetestpflicht für die Region Rheindelta (Gemeinden Höchst, Fußach und Gaißau (Bezirk Bregenz)) beschlossen.
Am 11. Mai endete die Ausreisetestpflicht für die Regionen Bregenzerwald und Rheindelta.

#### Salzburg
In Salzburg wurden am 15. März 2020 ein in Ischgl angesteckter Arzt und mehr als 100 seiner Kontaktpersonen unter Quarantäne gestellt, darunter 33 Ärzte, 53 Pflegepersonen, 18 Patienten, drei Flugsanitäter und ein Pilot. Die Ansteckungen kamen durch unkontrollierte Ausreisen aus Ischgl zustande.
Am 18. März wurde auch die Gemeinde Flachau, das ganze Gasteinertal und das Großarltal im Bundesland Salzburg unter Quarantäne gestellt.
Am 31. März wurden auch die Gemeinden Altenmarkt im Pongau, Zell am See und Saalbach-Hinterglemm unter Quarantäne gestellt.
Bis auf Altenmarkt im Pongau wurde dies mit 14. April aufgehoben. Die Quarantäne für die Gemeinde Altenmarkt im Pongau wurde schließlich am 16. April aufgehoben.
Ab 17. Oktober trat eine Verordnung mit zusätzlichen Maßnahmen zur Bekämpfung der Verbreitung von COVID-19 für das Bundesland Salzburg in Kraft. Damit wurde die Vorverlegung der Sperrstunde auf 22 Uhr für das Bundesland Salzburg verlängert und die Einschränkungen bei Veranstaltungen wurden verschärft. Für den Bezirk Hallein (Tennengau) wurden aufgrund der starken Zunahme an Infektionen und der dadurch bedingten Rotschaltung der Corona-Ampel noch zusätzliche Maßnahmen verhängt.
Mit der Verordnung wurde ab 17. Oktober 2020 die Gemeinde Kuchl (Tennengau) unter Quarantäne gestellt. In Kuchl wurde schon ab 12. Oktober die Sperrstunde auf 17 Uhr vorverlegt.
Ab 23. Oktober trat eine weitere Verordnung in Kraft mit der die zusätzlichen Maßnahmen außer für den Bezirk Hallein auch für die Bezirke Salzburg-Umgebung (Flachgau), Sankt Johann im Pongau (Pongau) und Zell am See (Pinzgau) verhängt wurden, für die die Corona-Ampel aufgrund der starken Zunahme an Infektionen auf rot geschaltet wurde. In der Verordnung wurden auch Maßnahmen für das gesamte Bundesland geändert, erweitert bzw. konkretisiert.
Die Quarantäne in Kuchl endete planmäßig am 2. November.
Am 2. März 2021 wurde für die beiden Gemeinden Radstadt und Bad Hofgastein im Bezirk Sankt Johann im Pongau (Pongau) aufgrund sehr hoher Infektionszahlen für 14 Tage eine Ausreisetestpflicht beschlossen, die ab 5. März galt.
Die Tests durften bei der Ausreise nicht älter als 48 Stunden sein. Damit sollte eine Ausreisetestpflicht für den ganzen Bezirk Sankt Johann im Pongau, der am 2.3. eine 7 Tages Inzidenz von 454 hatte, vermieden werden. Ab 11. März wurde die maximale Gültigkeit für PCR-Tests auf 72 Stunden erhöht.
Am 11. März wurde beschlossen, ab 15. März bis voraussichtlich 28. März, die Ausreisetestpflicht auf das ganze Gasteinertal, also auch auf die Gemeinden Dorfgastein und Bad Gastein auszuweiten.
In Radstadt wurden die Beschränkungen aufgrund einer starken Verbesserung der Lage am 14. März aufgehoben.
Am 9. März wurden für die Gemeinde Muhr im Bezirk Tamsweg (Lungau) ab 11. März eine Ausreisetestpflicht beschlossen. Die Ausreisetestpflicht galt bis 24. März.
Aufgrund der nach wie vor hohen sehr Infektionszahlen wurde die Ausreisetestpflicht im Gasteinertal am 24. März um 10 Tage bis Ostermontag (5. April) verlängert und dazu auch eine Testpflicht für die Einreise eingeführt. Die Ausreise- und Einreisetests liefen am 5. April aus.
Außerdem wurde beschlossen in Gemeinden mit überdurchschnittlichen Infektionszahlen verstärkte Quarantänekontrollen durchzuführen, das galt für folgende Gemeinden: Abtenau (Tennengau), Faistenau und Straßwalchen (Flachgau), Altenmarkt, Großarl und Schwarzach (Pongau), Rauris und Fusch (Pinzgau) und Muhr (Lungau).
Am 19. April wurden für die Gemeinden Großarl und Hüttschlag im Großarltal im Bezirk Sankt Johann im Pongau (Pongau) eine ab 21. April und die Gemeinde Straßwalchen im Bezirk Salzburg Umgebung (Flachgau) eine ab 22. April geltende Ausreisetestpflicht beschlossen.
Am 27. April wurde eine ab 30. April geltende Ausreisetestpflicht für die Stadt Hallein im Bezirk Hallein (Tennengau) beschlossen. In den
Nachbargemeinden Kuchl, Puch und Oberalm gab es aufgrund von ebenfalls hohen Infektionszahlen verstärkte Kontrollen.
In den Gemeinden Großarl und Hüttschlag (Großarltal) und Straßwalchen endete die Ausreisetestpflicht am 2. Mai.
Am 6. Mai wurde eine ab 8. Mai gültige Ausreisetestpflicht für die an die Stadt Hallein grenzende Gemeinde Oberalm im Bezirk Hallein (Tennengau) beschlossen, die Ausreisetestpflicht für die Stadt Hallein wurde verlängert.
Am 16. Mai endete die Ausreisetestpflicht für die Stadt Hallein und die Gemeinde Oberalm.
Am 15. Oktober wurde aufgrund einer hohen Inzidenz und niedrigen Impfquote eine ab 18. Oktober gültige Ausreisetestpflicht für Gemeinde Sankt Koloman im Bezirk Hallein (Tennengau) beschlossen. Außerdem galt ab 15. Oktober im ganzen Bundesland Salzburg wieder eine FFP2-Masken-Pflicht in allen Handelsbetrieben sowie bei körpernahen Dienstleistungen.
Am 18. Oktober wurde aufgrund einer hohen Inzidenz eine ab 20. Oktober gültige Ausreisetestpflicht für die Gemeinden Annaberg-Lungötz und Adnet im Bezirk Hallein (Tennengau) beschlossen.
Die Ausreisetestpflicht für die Gemeinden Annaberg-Lungötz, St. Koloman und Adnet endeten am 3. November.

#### Kärnten
Ab dem 14. März 2020 trat auch für die Kärntner Gemeinde Heiligenblut eine Quarantäne in Kraft. Diese wurde am 29. März wieder beendet.
Am 4. März 2021 wurden aufgrund des starken Infektionsgeschehens im Bezirk Hermagor eine Ausreisetestpflicht ab 9. März beschlossen. Voraussetzung für eine Ausreise war ein negativer COVID-19-Test, der maximal 48h Stunden alt sein durfte. Die Ausreisetestpflicht endete am 21. März.
Am 19. März wurde eine Ausreisetestpflicht ab 21. März bis voraussichtlich 26. März für die Ortschaft Zlan in der Gemeinde Stockenboi im Bezirk Villach-Land beschlossen. Am 22. März wurde noch eine zusätzliche Ausreisetestpflicht ab 24. März 12 Uhr für die Ortschaft Hochegg, den Nachbarort von Zlan ebenfalls in der Gemeinde Stockenboi beschlossen. Die Ausreisetestpflicht für beide Ortschaften endete am 26. März.

#### Niederösterreich
Am 8. März 2021 wurden aufgrund des starken Infektionsgeschehens im Bezirk Wiener Neustadt (Stadt) eine Ausreisetestpflicht ab 10. März beschlossen. Voraussetzung für eine Ausreise war ein maximal 48 Stunden alter negativer COVID-19-Antigen-Test oder maximal 72 Stunden alter negativer COVID-19 PCR-Test.
Am 23. März wurde eine ab dem 25. März geltende Ausreisetestpflicht für den Bezirk Wiener Neustadt-Land und den Bezirk Neunkirchen beschlossen.
Am 8. April wurde aufgrund einer Inzidenz von über 400 über 7 Tage eine Ausreisetestpflicht für den Bezirk Scheibbs ab 9. April beschlossen.
Die Ausreisetestpflicht für den Bezirk Neunkirchen endete am 21. April, nachdem die Sieben-Tage-Inzidenz 10 Tage unter 200 lag.
Am 24. April gab es einen neuen Erlass des Gesundheitsministeriums, wonach das Erreichen einer Sieben-Tage-Inzidenz pro 100.000 Einwohner unter 200 und unter gewissen Umständen auch ein Wert von unter 300 reicht, um die Ausreisetestpflicht aufzuheben. Zuvor hätte der Wert von 200 über einen Zeitraum von zehn Tagen unterschritten werden müssen.
Daraufhin wurde die Ausreisetestpflicht für die Bezirke Wiener Neustadt, Scheibbs und der Stadt Wiener Neustadt am 24. April ab Mitternacht aufgehoben.
Am 21. Oktober wurde eine ab dem 23. Oktober geltende Ausreisetestpflicht für den Bezirk Melk beschlossen.
Am 22. Oktober wurde eine ab dem 23. Oktober geltende Ausreisetestpflicht für den Bezirk Scheibbs beschlossen.
Am 28. Oktober wurde eine ab dem 29. Oktober geltende Ausreisetestpflicht für den Bezirk Lilienfeld und den Bezirk Amstetten beschlossen.
Am 1. November wurde eine ab dem 2. November geltende Ausreisetestpflicht für den Bezirk Waidhofen/Ybbs beschlossen.
Am 5. November wurde eine ab dem 6. November geltende Ausreisetestpflicht für den Bezirk Waidhofen/Thaya beschlossen.
Am 5. November wurde beschlossen, am 7. November alle Ausreisetests zu beenden.

#### Oberösterreich
Am 2. April 2021 wurden aufgrund einer Sieben-Tages-Inzidenz über 400 im Bezirk Braunau eine Ausreisetestpflicht ab 5. April (Ostermontag) beschlossen. Die Ausreisetestpflicht galt bis 11. April.
Am 15. September wurde eine ab 18. September geltende Ausreisetestpflicht für den Bezirk Braunau beschlossen. Die Ausreisetests in Braunau endeten am 28. September, da bis dahin eine Durchimpfungsrate im Bezirk von über 50 % erreicht wurde und die 7-Tage-Inzidenz wieder unter dem Schwellwert von 300 lag.
Am 25. Oktober wurde aufgrund der wieder hohen Infektionszahlen, der Situation auf den Intensivstationen und einer vergleichsweise niedrigen Durchimpfungsrate eine ab 26. Oktober geltende Ausreisetestpflicht für den Bezirk Braunau beschlossen.
Am 28. Oktober wurde eine ab 29. Oktober geltende Ausreisetestpflicht für den Bezirk Freistadt beschlossen.
Am 29. Oktober wurde eine ab 30. Oktober geltende Ausreisetestpflicht für den Bezirk Gmunden beschlossen.
Am 30. Oktober wurde eine ab 31. Oktober geltende Ausreisetestpflicht für den Bezirk Grieskirchen beschlossen.
Am 4. November wurde eine ab 5. November geltende Ausreisetestpflicht für die Bezirke Perg, Steyr-Land und Vöcklabruck beschlossen.
Am 2. November wurde eine ab 3. November geltende Ausreisetestpflicht für die Bezirke Ried und Schärding beschlossen.
Am 3. November wurde eine ab 4. November geltende Ausreisetestpflicht für die Bezirke Wels-Land und Kirchdorf beschlossen.
Am 3. November wurde eine ab 4. November geltende Ausreisetestpflicht für den Bezirk Rohrbach beschlossen.
Am 5. November wurde eine ab 6. November geltende Ausreisetestpflicht für den Bezirk Steyr-Stadt beschlossen.
Am 5. November wurde beschlossen, am 7. November alle Ausreisetests zu beenden.

### Forschung
Am 31. März startete eine erste Prävalenzstudie des privaten Sozialforschungsinstituts SORA in Zusammenarbeit mit dem Österreichischen Roten Kreuz und der Medizinischen Universität Wien. Dabei sollten 2000 zufällig ausgewählte Einwohner Österreichs auf das Coronavirus SARS-CoV-2 getestet werden. Bis dato kannte man nur die Zahl der Neuinfizierten, wusste aber nichts über die genaue Verbreitung des neuartigen Coronavirus. Die vorgenommenen PCR-Tests sollten einen Rückschluss auf die Dunkelziffer der Infektionen mit dem Coronavirus ermöglichen. Ebenfalls angedachte Antikörpertests waren nach Auskunft von Wissenschaftsminister Heinz Faßmann noch nicht einsatzfähig.
Am 10. April wurden die Ergebnisse der ersten Prävalenzstudie bekanntgegeben. Tatsächlich wurden bei der Studie nur 1544 Personen getestet. In der gewichteten Stichprobe beträgt der Anteil der positiv Getesteten 0,33 %. Die Hochrechnung ergab, dass davon ausgegangen werden kann, dass zum Erhebungszeitpunkt ca. 28.500 Personen infiziert waren. Das 95-%-Konfidenzintervall reicht von 10.200 bis 67.400 Infizierten. Da keine Antikörpertests gemacht wurden, konnte nicht beurteilt werden, wie viele Personen bereits zuvor infiziert waren.
Am 2. April wurde bekannt, dass bei einer von dieser ersten Prävalenzstudie unabhängigen Testreihe, bei der Personen in Schlüsselberufen getestet wurden, sechs von 1.161 Stichproben (0,52 %) positiv waren.
Am 4. Mai wurden die Ergebnisse einer zweiten Prävalenzstudie bekanntgegeben. Danach waren im Zeitraum vom 21. bis 24. April 2020 maximal 10.823 Menschen ab 16 Jahren, die in einem Privathaushalt in Österreich leben, infiziert. Eine von 1.432 Testpersonen wurde positiv getestet. Zusätzlich wurde in einer experimentellen Studie die Prävalenz von Antikörpern erhoben, die auf eine vorangegangene Infektion mit dem Virus schließen lassen. Dafür wurde in 27 ausgewählten Risiko-Gemeinden, also Gemeinden mit einem erhöhten Auftreten von Coronavirus-Infektionen, eine repräsentative Stichprobe von 269 Personen getestet. Bei rund 4,71 Prozent der Menschen ab 16 Jahren, die in diesen Gemeinden leben, konnten Antikörper festgestellt werden.
Zur Erkrankung und damit zusammenhängenden Themenbereichen gab es nur wenige Publikationen aus Österreich. Als Hauptursache dafür nannten verschiedene Wissenschaftler den fehlenden Zugang zu den Daten, die zwar vorhanden seien, aber selbst den renommiertesten Forschungsinstitutionen Österreichs nicht zur Verfügung gestellt würden.
Die erste Publikation zu COVID-19 von einem österreichischen Autoren-Team erfolgte am 8. April 2020. Dabei wurde die Evidenz zur Wirksamkeit von Quarantäne-Maßnahmen in Form eines Rapid Cochrane Reviews zusammengefasst. Die Arbeit wurde von der WHO beauftragt und von einem Team an der Donau-Universität Krems mit Unterstützung der Tiroler Privatuniversität UMIT umgesetzt. Sie zeigte, dass Quarantäne von Personen, die Kontakt mit infizierten Fällen hatten, wichtig ist, um die Anzahl an Neuerkrankungen und Todesfällen während des Coronavirus-Ausbruchs zu reduzieren. In Kombination mit anderen Maßnahmen wie der physischen Distanzierung zeigten sich größere Effekte. Die Aussagekraft der bisherigen Studien ist jedoch eingeschränkt, da zur Wirksamkeit von Quarantäne bei COVID-19 zum damaligen Zeitpunkt nur mathematische Modellierungsstudien vorlagen.
Für eine im Mai 2020 veröffentlichte Studie obduzierte ein Team um den Pathologieprofessor Sigurd Lax elf an COVID-19 verstorbene Patienten. Dabei zeigten sich trotz überwiegend durchgeführter vorbeugender Antikoagulation bei allen Patienten Thrombosen in den Arterien der Lunge, die die unmittelbare Todesursache darstellen könnten. Daneben fanden sich noch diverse andere Organschäden, etwa an der Leber und den Nieren. Die Aussagekraft der Studie wird allerdings durch die geringe Fallzahl reduziert.
Im November 2020 wurden die Ergebnisse einer neuen Antikörperstudie veröffentlicht, wonach hochgerechnet 349.000 Personen (4,7 % der Bevölkerung) bis Mitte/Ende Oktober 2020 mit COVID-19 infiziert wurden. Die Antikörperstudie ergab, dass rund 60 % der Infektionen unerkannt blieb.

### Entscheidungen des Verfassungsgerichtshofs
Der Verfassungsgerichtshof hatte im Juli 2020 anlässlich verschiedener an ihn herangetragener Beschwerden die Verfassungskonformität der gesetzlichen Grundlagen einiger durch den Gesundheitsminister getroffenen Verordnungen zu prüfen. Dabei entschied er, die geprüften gesetzlichen Grundlagen seien zwar verfassungskonform gewesen, einzelne Bestimmungen in den Verordnungen seien allerdings gesetzwidrig gewesen. Dies betraf zum einen jene Bestimmung, die im Rahmen der Wiedereröffnung Mitte April den Baumärkten und Gartencentern den Betrieb unabhängig ihrer Größe wieder gestattete, anderen größeren Handelsbetrieben über 400 m² aber nicht. Diese Unterscheidung war für den Verfassungsgerichtshof im Ergebnis unsachlich, weil vom Gesundheitsminister überhaupt nicht dargelegt werden konnte, auf welchen sachlichen Entscheidungsgründen sie beruhte. Deshalb stellte er die Gesetzwidrigkeit dieser inzwischen wieder ausgelaufenen Bestimmungen fest. Ebenso gesetzwidrig war die Bestimmung, die ein Betretungsverbot für alle öffentlichen Orte normierte. Dies begründete er unter anderem damit, dass die gesetzliche Ermächtigung der Verordnung nur erlaubte, das Betreten bestimmter Orte zu untersagen. Darunter sei eben nur eine eingeschränkte Zahl an Orten umfasst gewesen, weshalb die Regelung, das Betreten sämtlicher öffentlichen Orte zu untersagen, nicht vom Gesetz gedeckt war. Die betreffenden Verordnungsbestimmungen waren demnach gesetzwidrig und sind nicht mehr anzuwenden.
Als weitere Reaktion auf die Erkenntnisse des Verfassungsgerichtshofs wurde die Pflicht, im gesamten öffentlichen Raum einen Meter Abstand gegenüber Personen zu halten, die nicht im gemeinsamen Haushalt leben, vom Gesundheitsminister aufgehoben. Zahlreiche Juristen hatten diese Bestimmung zuvor ebenso für gesetzwidrig gehalten, da auch sie sich nicht auf bestimmte Orte beschränkt hatte. Gleichzeitig appellierte der Gesundheitsminister an die Bevölkerung, dennoch weiterhin den Mindestabstand im öffentlichen Raum einzuhalten.
Im November wurden das Betretungsverbot für Waschstraßen und Gaststätten, das Verbot für Veranstaltungen mit mehr als 10 Personen, die Maskenpflicht an öffentlichen Orten in geschlossenen Räumen, im Dezember die Maskenpflicht und Klasseneinteilung in den Schulen für gesetzwidrig und als nicht mehr anzuwenden erklärt.

## Hotspot der Pandemie in Ischgl und Tirols Krisenmanagement
Am 29. Februar 2020 wurde in Island ein aus Ischgl in Tirol zurückgekehrter Urlauber positiv auf das Coronavirus getestet. Seine Reisegruppe und Kontaktpersonen wurden unter Quarantäne gestellt. Am 3. März meldete Islands Chef-Epidemiologe Þórólfur Guðnason dem Frühwarn- und Reaktionssystem (EWRS), dass sich 16 Isländer in Skigebieten Italiens und Österreichs angesteckt hatten. Am 4. März meldete er dem EWRS und den Bundesbehörden Österreichs per E-Mail, mindestens acht der am 29. Februar zurückgekehrten Isländer hätten sich in Ischgl angesteckt. Am 5. März erhöhte er diese Zahl auf 14, und Island erklärte Ischgl zum Hochrisikogebiet. Am selben Tag informierte Österreichs Gesundheitsministerium Tirols Gesundheitsbehörde über die Nachrichten aus Island. Guðnasons Mitarbeiter nannten dem Gesundheitsministerium die Namen der Hotels in Ischgl, wo die Infizierten gewohnt hatten. Sie meldeten die 14 Fälle und fünf Hotels auch an den Geschäftsführer des Tourismusverbands Paznaun-Ischgl, und ergänzten, dass die Infizierten nicht Teil einer Gruppe waren und untereinander keinen direkten Kontakt hatten.
Die Tiroler Gesundheitsbehörde erklärte jedoch am 5. März 2020, die 14 Isländer hätten sich auf dem Rückflug bei Italienern angesteckt. Ob ein Infektionsfall in einem anderen Restaurant in Ischgl seit Ende Februar vertuscht wurde, ermitteln Staatsanwälte.
Am 6. März 2020 erfuhr Tirols Landesregierung auch die Namen der aus Ischgl zurückgekehrten 14 infizierten Isländer und ermittelte dann deren Kontaktpersonen in den genannten fünf Hotels in Ischgl. Dabei habe man nur bei einer befragten Person „leichte grippeähnliche Symptome festgestellt“. Nach Angaben eines Hotelbetreibers wurde nur eine einzige Mitarbeiterin seines Hotels getestet, mit negativem Ergebnis. Ungeklärt ist, warum Tirols Behörden nicht alle Mitarbeiter und Gäste der fünf Hotels sofort testeten. Dagegen hatte die Gesundheitsbehörde in Innsbruck eine Woche zuvor sofort alle Kontaktpersonen eines als infiziert getesteten Hotelgasts getestet und in Quarantäne geschickt.
Am 7. März wurde ein Barkeeper der Après-Ski-Bar „Kitzloch“ in Ischgl positiv auf das Coronavirus getestet. Am 8. März erklärte die Landessanitätsdirektion: „Eine Übertragung des Coronavirus auf Gäste der Bar ist aus medizinischer Sicht eher unwahrscheinlich.“ Ihre Beamten erlaubten dem Betreiber, die Bar nach Austausch der Belegschaft und einer Desinfektion offen zu lassen. Bis zum 9. März wurden 16 Kontaktpersonen des Barkeepers und Mitarbeiter der Bar positiv getestet. Daraufhin ließ die Bezirkshauptmannschaft Landeck das „Kitzloch“ schließen. Auch einige weitere Bars in Ischgl wurden geschlossen. Tirols Landesregierung nannte auf ihrer Webseite keinen Grund dafür und gab keinen Hinweis auf COVID-19. Sie erklärte nur, Ischgl werde nicht unter Quarantäne gestellt. Am 10. März wurde in St. Anton am Arlberg ein Infektionsfall bekannt. Bis dahin schloss der Chef des Tourismusverbands andere Ansteckungsorte als jene Bar in Ischgl aus. Der Skibetrieb lief unvermindert weiter. Laut dem Tourismusverband waren am 12. März 2020 noch 13.000 Menschen auf den Pisten. Bis dahin wurden hunderte in Ischgl infizierte Urlauber im Burgenland, in Aalen (Baden-Württemberg), Hamburg, Schleswig-Holstein, Dänemark und Norwegen gemeldet. Erst am 12. März 2020 erhielten die Urlauber in Tirol die Behördenmeldung: „Die Skisaison wird zum 14. März beendet“. Sie erhielten keine Warnung vor Ansteckungsrisiken. Gondeln, Skilifte, Berghütten, Restaurants, Bars und Klubs im Paznauntal blieben geöffnet.
Am 13. März 2020 erklärte Österreichs Bundesregierung Ischgl und das Paznauntal zum Risikogebiet und verhängte eine Quarantäne ab 15. März. Sie ließ ausländische Urlauber ausreisen und wies sie an, ohne Unterbrechung nach Hause zu fahren und sich in häusliche Quarantäne zu begeben. Ob Ausreisende das dafür vorgesehene Formular unterzeichneten, wurde nicht kontrolliert. Die Tiroler Behörden unternahmen nichts, um Gäste in Ischgl zu isolieren, sondern ließen sie ungeordnet ausreisen. 300 Ischgl-Urlauber buchten noch am 13. März Hotels in Innsbruck. Die Urlauber aus dem Paznauntal reisten vielfach ungehindert über Zwischenstationen in ihre Heimatgebiete zurück und infizierten dabei eine unbekannte Zahl weiterer Menschen. Ischgl und Tirol gelten daher als eine der Hauptquellen der Pandemieausbreitung in Europa.
Angestellte in Ischgl berichteten Medien, es habe schon seit Wochen im Ort zahlreiche Erkrankte mit Coronaverdacht gegeben. Doch niemand sei an Tests interessiert gewesen. Angestellten sei im Ort gesagt worden, dass sie ihre Tests selbst bezahlen müssten. Viele stammten zum Beispiel aus der Slowakei und seien auf ihr Einkommen angewiesen. Weil Ischgl auch in Deutschland erst am 13. März zum Risikogebiet erklärt wurde, wurden viele frühere Rückkehrer von dort gar nicht oder verspätet getestet.
Einige Hoteliers in Ischgl setzten ihre Gäste nach Verhängung der Quarantäne vor die Tür und zwangen sie so, sich andere Unterkünfte zu suchen. Am 14. März bestritt Tirols Landeshauptmann Günther Platter eine Mitverantwortung für die Zwischenstopps von Ischgl-Urlaubern und betonte deren Eigenverantwortung. Erst am Abend des 15. März wurden alle Skilifte in Tirol abgestellt. Österreichs Wirtschaftsministerin Margarete Schramböck (ÖVP) kritisierte diesen späten Termin. Am 16. März wurden hunderte Rückkehrer aus dem Paznauntal in Dänemark, Deutschland, Großbritannien und Norwegen als infiziert getestet. Am 17. März wies Gesundheitslandesrat Bernhard Tilg jedoch jede Kritik an zu später Beendung der Skisaison und unkontrollierten Ausreisen zurück: „Die Behörden haben alles richtig gemacht.“ Der Krisenstab in Tirol habe seit Ende Februar insgesamt richtige Maßnahmen getroffen und sich nicht der Tourismus- und Bergbahnlobby gebeugt. Das Coronavirus sei entgegen Darstellungen ausländischer Medien nicht „in Ischgl entstanden“. Am Abend erklärte Österreichs Gesundheitsminister Rudi Anschober das ganze Bundesland Tirol zum Risikogebiet. Am 18. März gab die Landesregierung an, sie habe den Urlaubern bei der Ausreise aus Tirol geholfen und Kontakte zu weiteren Personen unterbunden. Die Mitarbeiter der Hotels in der Region hätten sich danach in freiwillige 14-tägige Selbstquarantäne begeben. Ab 19. März verhängte sie eine Quarantäne und weitgehende Ausgangssperren für alle 279 Gemeinden Tirols.
Als Grund für das lange Abwarten der Landesbehörden Tirols wird vielfach Rücksicht auf das Gewinnstreben der Liftbetreiber und Hoteliers angenommen. Thomas Mayer (Der Standard) kommentierte: „Die Gier hat die Verantwortung für die Gesundheit der Bürger und der Gäste besiegt.“ Er kritisierte das Verhalten der Behörden in Tirol, aber auch fehlende Korrekturen seitens der Behörden in Wien und fehlende oder verspätete Reisewarnungen anderer EU-Staaten für Tirol. Kritisiert wurde besonders der Tiroler Hotelier, Wirtschaftsbundobmann und Nationalratsabgeordnete Franz Hörl: Er hatte den Betreiber des „Kitzlochs“ am 9. März 2020 beschworen, die Bar zu schließen, um die Skisaison und den Ruf Tirols nicht zu gefährden. Von Gefahren für die Urlauber sagte er nichts.
Österreichs Regierung und Tirols Landesregierung äußerten ebenfalls Kritik am örtlichen Management, verwiesen aber auch auf die Eigenverantwortung der Touristen. Als die COVID-19-Pandemie in Italien am Südrand der Alpen schon große Ausmaße anzunehmen begann und bereits Fälle in Tirol öffentlich bekannt gegeben worden waren, besuchten viele Touristen noch Après-Ski-Partys. Die Tageszeitung Die Presse verwies dennoch auf die besondere Verantwortung der zuständigen Politiker im Krisenfall. Bis 27. März brachte das deutsche Robert Koch-Institut mehr als 2900 Infektionen in Deutschland mit einem vorherigen Aufenthalt in Tirol in Verbindung. Bis Ende März reichte der Verbraucherschutzverein VSV eine Sammelklage gegen Tirols Landeshauptmann Günther Platter, Bürgermeister, Seilbahngesellschaften und weitere Behördenvertreter ein. Bis 21. April 2020 waren mindestens sechs in Tirol infizierte Urlauber an COVID-19 gestorben. Mehr als 5000 Tirolurlauber wollten sich der Sammelklage anschließen. Bis 5. Mai 2020 starben 25 Tirolurlauber an COVID-19. 5.380 Urlauber schlossen sich der Sammelklage des VSV an.
Am 16. April 2020 zeigte Günther Platter erstmals Verständnis für die Kritik, betonte aber, man habe alle Entscheidungen gemeinsam mit den Experten des Landes und des Bundes getroffen. Er kündigte eine „tief greifende Analyse“ der Vorgänge in Tirol an und forderte, diese Analyse müsse auch sonst in Österreich, Europa und der ganzen Welt erfolgen.
Eine von der Tiroler Landesregierung beauftragte internationale Expertenkommission präsentierte am 12. Oktober ihren Untersuchungsbericht über die Vorgänge in Ischgl; der Kommissionsvorsitzende war Ronald Rohrer, ehemaliger Vizepräsident des OGH. Dieser Bericht enthält Kritikpunkte, z. B. dass das „Kitzloch“ hätte bereits einen Tag früher geschlossen werden sollen. Aber der Bericht enthält auch Entlastendes, z. B. dass es keinen Druck vonseiten der Wirtschaft gab, um Schließungen zu verhindern oder aufzuschieben.

## Teststrategie

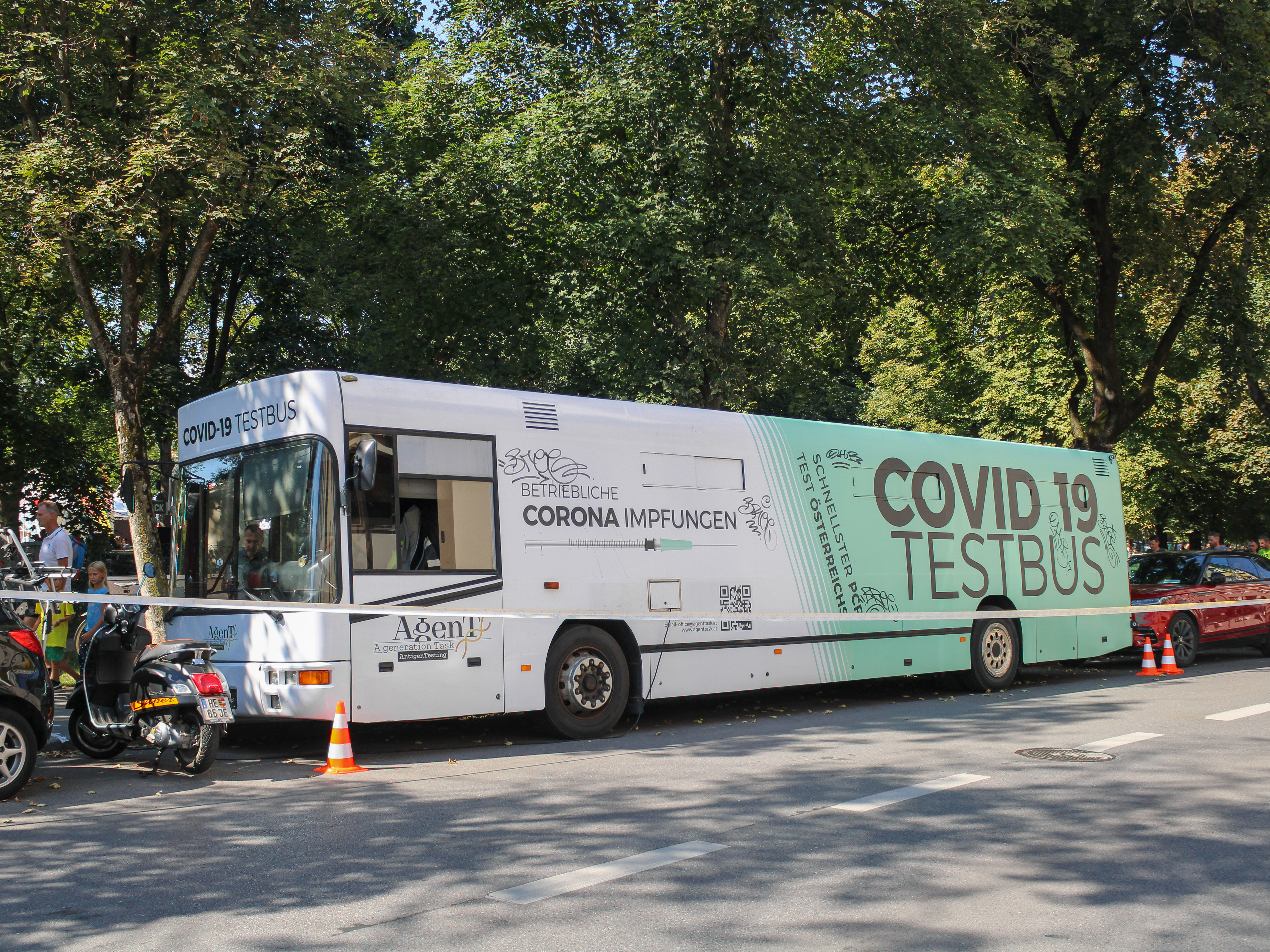
Covid-Impfbus in Graz (September 2021)

In Österreich wurden zunächst nur Personen mit akuten Symptomen, auf ärztliche Einschätzung, oder im Zuge von Umgebungsuntersuchungen getestet.
In Medienberichten wurde im März 2020 analysiert, dass Österreich in Bezug auf durchgeführte Tests international im vorderen Drittel liege (in Relation zur Bevölkerungszahl), und liegt vor China und Südkorea. Die WHO hat umfangreiche Testprogramme gefordert, der man anfangs beschränkt nachkam.
Die Stadt Wien richtete im September 2020 kostenlose Teststraßen ein, in denen sich Personen mit Wohnsitz oder Arbeitsort in Wien kostenlos testen lassen können.
Nach den beiden Massentests im Dezember 2020 und Jänner 2021 wurden auch in anderen Bundesländern kostenlose Teststraßen eingerichtet.
Die Bundeshauptstadt Wien errichtete 2020 im Otto-Wagner-Spital ein Großlabor für PCR-Tests. Im März 2021 wurden im Rahmen dieses Projekts Selbsttests zum Gurgeln für die Bevölkerung in einer Pilotphase und anschließend für alle Einwohner und Beschäftigte in Wien eingeführt.

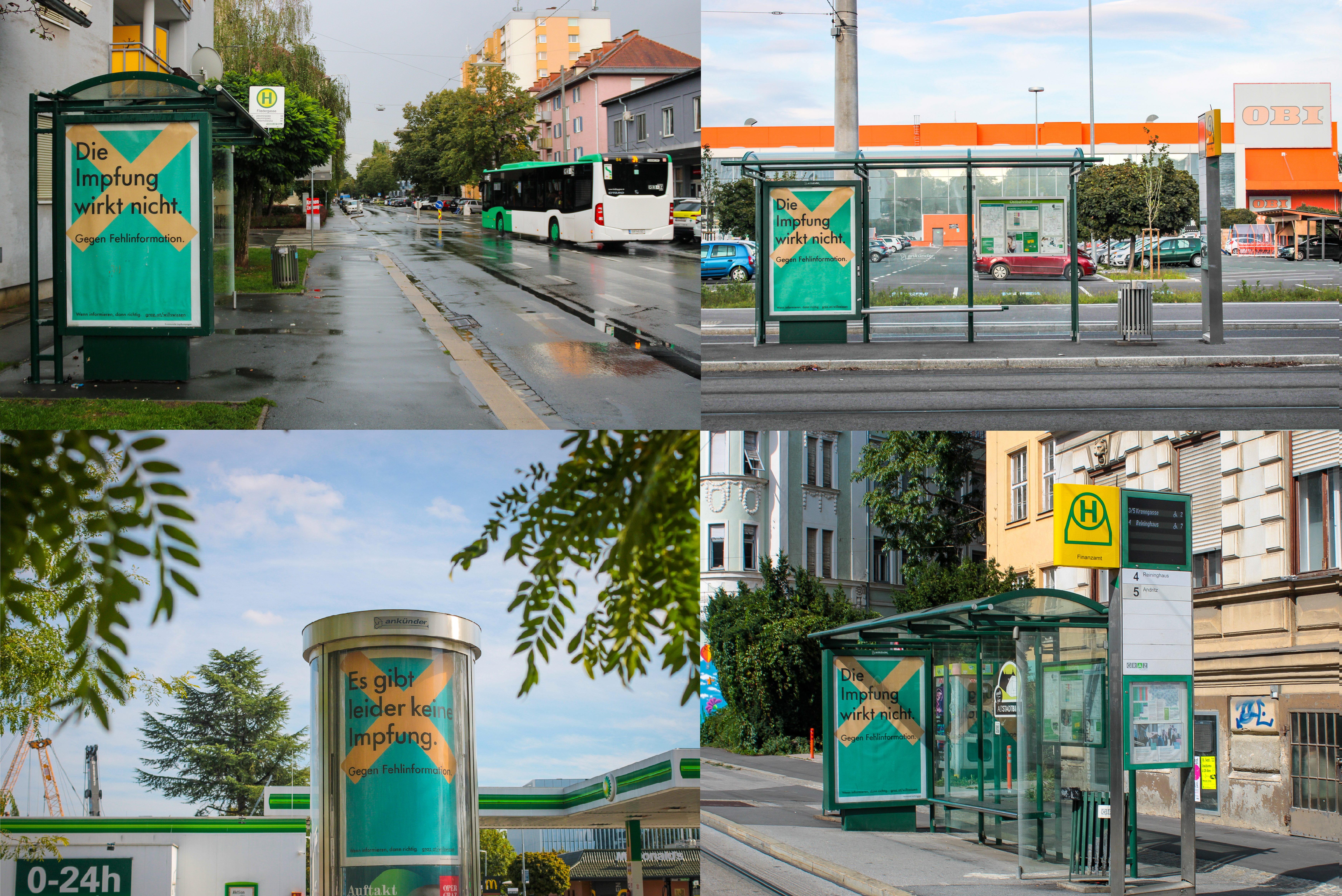
Werbekampagne der Stadt Graz, die zum Impfen anregen soll (September 2022)

## Impfstrategie

Anzahl der täglichen Impfungen in Österreich

Anzahl der gegen COVID-19 verabreichten Impfdosen in Österreich

Am 25. November 2020 veröffentlichte die österreichische Bioethikkommission eine Stellungnahme zu den ethischen Fragen einer Impfung gegen COVID-19.
Am 26. Dezember 2020 wurden die „Empfehlungen des Nationalen Impfgremiums zur Priorisierung“ in der Version 2.1 veröffentlicht, die 7 Prioritätsklassen definieren. Sie sind als Grundlage der Impfstrategie für Österreich vorgesehen. Das Sozialministerium hat am 12. Jänner 2021 die Version 3.0 der „Priorisierung des Nationalen Impfgremiums“ veröffentlicht.
Am 27. Dezember wurden die ersten Menschen in Österreich mit dem Impfstoff von Pfizer und Biontech gegen COVID-19 geimpft.

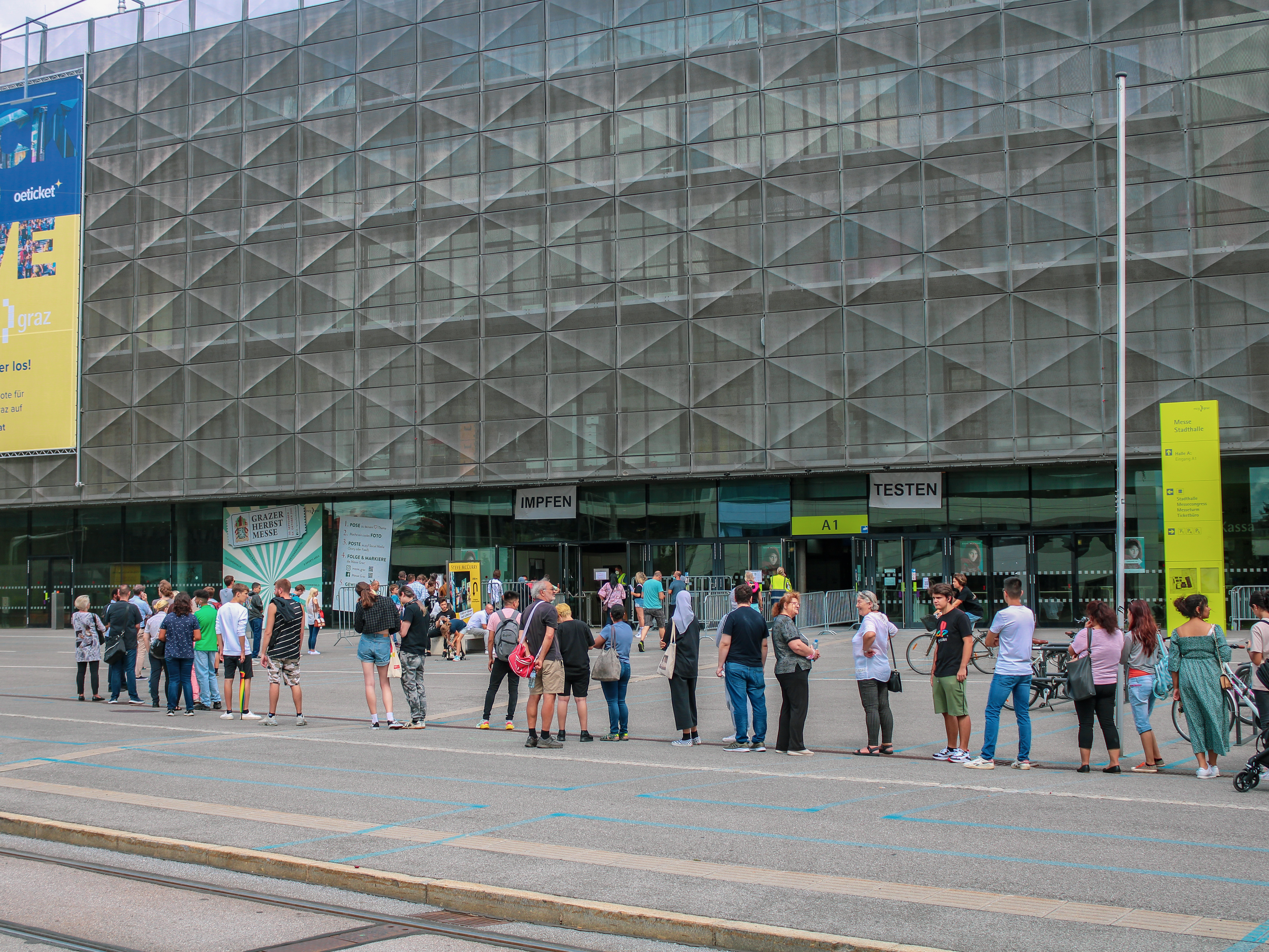
Covid-19-Massenimpfungen ohne Termin in der Messehalle Graz (24. August 2021)

In Phase 1 handelt es sich dabei um Bewohner von Alten- und Pflegeheimen, Pflegepersonal und Angehörige der Hochrisikogruppe. Diese Gruppen sollen in Folge erweitert werden.
Bis 30. Dezember wurden ca. 6.000 Personen geimpft. Das Gesundheitsministerium plante zunächst keine tagesaktuelle Information über den Erfolg, sagte jedoch regelmäßige Updates zu. Im Jänner 2021 wurde ein Dashboard veröffentlicht und die Impfungen wurden verstärkt. Bis zum 15. Jänner 2021 waren 84.380 Impfungen durchgeführt worden.
Am 28. Jänner trat die Verordnung über die Durchführung der Impfung gegen SARS-CoV-2 im niedergelassenen Bereich (BGBl. II Nr. 34/2021) in Kraft, nach der im niedergelassenen Bereich zunächst über 80-Jährige mit Assistenz sowie deren Betreuer und anschließend über 65-Jährige, Risikopatienten gemäß der COVID-19-Risikogruppe-Verordnung (BGBl. II Nr. 203/2020), betreute Personen und deren Betreuer sowie Lebenspartner von Schwangeren geimpft werden sollen.
Am 1. Februar wurde ein Impfplan veröffentlicht, die die Prioritätsklassen vier Phasen zuweist.
Am 24. August 2021 startete unter anderem in der Steiermark die Aktion Freies Impfen. Dabei konnte jeder ab 12 Jahren ohne Termin kurzfristig ein Impfzentrum besuchten und sich impfen lassen. Angeboten wurde für Jugendliche ab 12 Jahren der Impfstoff von Biontech/Pfizer, für über 18-Jährige der von Johnson&Johnson.
Am 20. Jänner 2022 beschloss der Nationalrat mit breiter Mehrheit die Einführung einer allgemeinen COVID-19-Impfpflicht für alle Personen ab 18 Jahren mit Wohnsitz in Österreich ab dem 1. Februar 2022. Ausnahmen waren für Schwangere, ehemals Infizierte (bis 180 Tage nach dem positiven Test) und für Personen mit medizinischen Ausschlussgründen vorgesehen. Für das Gesetz stimmten 137 der 170 anwesenden Abgeordneten. Dagegen stimmten vor allem die Abgeordneten der FPÖ. Einige mutmaßlich skeptische Abgeordnete aus den Regierungsparteien fehlten bei der Abstimmung.

### Bestätigte Fälle österreichweit

Bestätigte Fälle: Neue Fälle pro Tag bundesweit

### Todesfälle österreichweit

Verstorbene: pro Tag bundesweit

## Statistiken

### Todesfälle nach Alter und Geschlecht
Das Gesundheitsministerium stellte Altersdaten der verstorbenen Personen zur Verfügung. Die folgenden Grafiken zeigen den relativen Anteil der Verstorbenen je Altersgruppe und Geschlecht (Stand 10. April 2021)

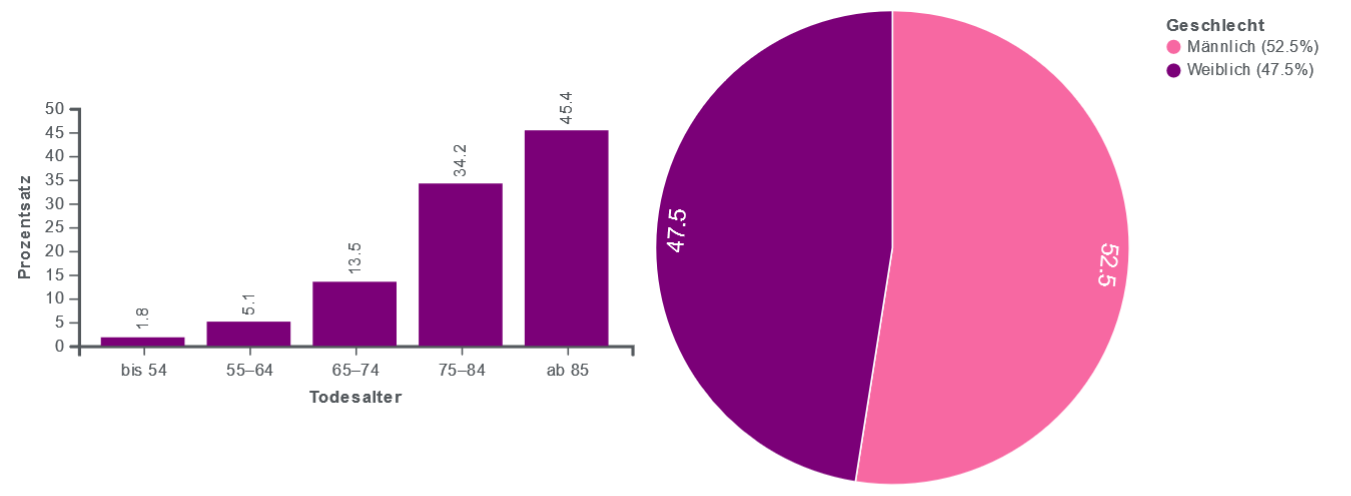
Todesfälle nach Alter und Geschlecht

### Übersterblichkeit
Während die erste COVID-19-Welle im Frühjahr 2020 noch zu keiner nennenswerten Übersterblichkeit geführt hatte, führte die zweite COVID-19-Welle im Herbst und Winter 2020 nach Angaben des europäischen Mortalitätsmonitorings zu einer hohen Übersterblichkeit. Laut Angaben der Statistik Austria gab es in der 49. Kalenderwoche (30. November bis 6. Dezember 2020) 2.536 Todesfälle – sie lag damit um 58 % über dem Fünfjahresdurchschnitt. Insgesamt sind im Jahr 2020 90.514 Personen verstorben, was den Fünfjahresdurchschnitt um 7.642 Personen (9,2 %) übersteigt.

## Weitere Auswirkungen

### Wirtschaft
Nach den umfangreichen Geschäftsschließungen ab 16. März stieg die Zahl der arbeitslosen Menschen binnen einer Woche um mehr als 115.000 an. Im gleichen Zeitraum suchten „wahnsinnig viele“ Unternehmen um Kurzarbeit an. Die Bundesregierung hatte angekündigt, durch entsprechende Maßnahmenpakete wirtschaftliche Folgen abfedern zu wollen. Dazu wurde am 15. März ein Hilfspaket im Ausmaß von 4 Milliarden Euro vorgestellt. Schon bei Bekanntgabe dieses ersten Hilfspaketes verkündete Finanzminister Blümel, dass das angestrebte Nulldefizit nicht zu halten sein werde. 

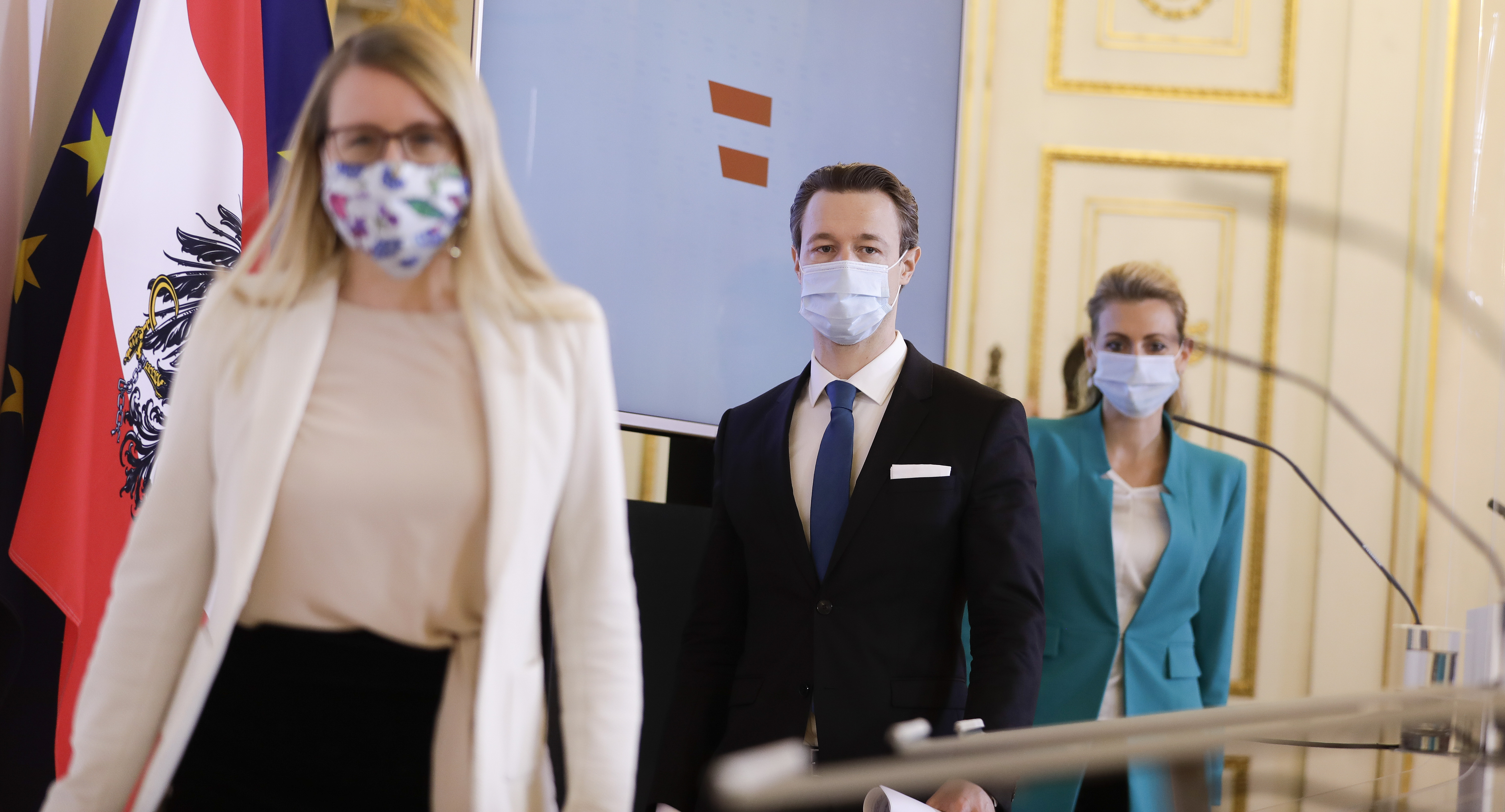
Die Minister Margarete Schramböck, Gernot Blümel und Christine Aschbacher bei einer Pressekonferenz am 30. April 2020

Die Grenzkontrollen mit Italien behindern auch den Güterverkehr auf der Straße stark und führen teilweise zu Rückstaus bis nach Bozen. Aus diesem Grund hat das Land Tirol in Absprache mit den Nachbarländern das Wochenendfahrverbot ab 14. März für drei Wochenenden aufgehoben. Durch den großen Passagierrückgang im Flugverkehr kündigten die Austrian Airlines die Einführung von Kurzarbeit an.
Das am 15. März beschlossene COVID-19-Gesetz enthält auch einen Teil zur Errichtung eines COVID-19-Krisenbewältigungsfonds. Dadurch wurden finanzielle Mittel für die Bewältigung der Krisensituation zur Verfügung gestellt. Die Verteilung der Hilfsgelder aus dem in Milliardenhöhe dotierten Fonds sorgte in der Folge für harsche Kritik u. a. des Rechnungshofs.
Die Opposition kritisierte, dass das COVID-19-Gesetz die nach dem Epidemiegesetz 1950 vorgesehenen Entschädigungsansprüche außer Kraft setzt.
Bis zum 13. April waren rund 590.000 Menschen als arbeitssuchend gemeldet, darüber hinaus waren am 29. April etwa 1,2 Millionen Arbeitnehmer in Kurzarbeit. Die im Budget vorgesehenen Mittel für die Kurzarbeit mussten daher auf 10 Milliarden Euro erhöht werden. Besonders betroffen von der Steigerung der Arbeitslosenzahlen war wegen des Wegfallens des österreichischen Tourismus das Bundesland Tirol.
Im ersten Quartal 2020 gab es laut WIFO einen Rückgang der Wirtschaftsleistung im Vergleich zum Vorjahr um 2,9 %. Stark rückläufig war dabei vor allem der private Konsum.
Im Jänner 2021 waren 535.470 Menschen ohne Arbeit, ein Drittel (114.769) mehr als im Vorjahresmonat. Die Arbeitslosenquote betrug 11,4 % (nach 8,6 % im Jänner 2020). Die meisten Arbeitslosen wurden im Tourismus, im Handel und im Bausektor registriert.
Nach Angaben der Statistik Austria stiegen die Staatsausgaben im Jahr 2020 um 12,6 Prozent auf insgesamt 217,4 Mrd. Euro. Am deutlichsten stiegen die Subventionen, 43 Prozent entfielen noch auf Sozialausgaben. Die Staatseinnahmen sanken 2020 um 11,3 Mrd. Euro auf 184,2 Mrd. Euro. Steuern und Sozialbeiträge sanken 2020 um 9,8 Mrd. Euro auf 161,0 Mrd. Euro. Das Budgetdefizit im Jahr 2020 entsprach 8,9 Prozent des Bruttoinlandsprodukts (BIP). Im Jahr 2019 gab es noch einen Überschuss von 0,6 Prozent des BIP. Der öffentliche Schuldenstand stieg im Jahr 2020 um 34,8 Mrd. Euro auf 315,2 Mrd. Euro am Jahresende 2020. Die Schuldenquote stieg von 70,5 Prozent Ende 2019 auf 83,9 Prozent Ende 2020. In den Jahren 2015 bis 2019 war sie um 14,4 Prozentpunkte zurückgegangen.

### Demografie
In Österreich ging die Zahl der Geburten im November 2020 um rund vier Prozent und im Dezember um 5,5 Prozent 2020 zurück (im Vergleich zu den Monaten des Vorjahres). 
Im Februar 2021 gab es 8 Prozent mehr Geburten als im Jahr davor.